# アローバースの登場人物
本稿「アローバースの登場人物」では、アローバースに登場する人物についてを、主に登場する作品毎に振り分けて書き記す。
なお、アローバースにゲスト出演したアローバース以外の登場人物については、ゲスト出演時の活躍のみをゲスト出演した作品の項目にて書き記す。

## 『ARROW/アロー』を中心に登場

### チーム・アロー
スター・シティ（旧称：スターリング・シティ）の自警団。
オリバー・クイーン Oliver Queen / カピュション Kapiushon / フードの男 The Hood / アロー The Arrow / アル・サー・ヒム Al Sah-him / グリーンアロー Green Arrow / 囚人4587番 Inmate 4587 / エメラルド・アーチャー Emerald Archer / スペクター Spectre
【演者】スティーヴン・アメル
【吹替】日野聡
【初出】『ARROW/アロー』シーズン1 第1話
『ARROW/アロー』の主人公。愛称は「オリー」。チーム・アローのリーダー。鍛え上げた肉体と磨き上げた技で戦う。とくに弓矢の扱いに長け、多彩な仕掛け矢を使えば戦闘ヘリコプターすらも撃墜する。その他、中国語とロシア語が話せ、料理が得意である。
身体を鍛えていて、顔が整っている為、女性にかなりモテる。その反面、童顔・細身の男のことを小馬鹿にし、体格の良い男とは張り合おうとするきらいがある。
趣味は読書で、意外にも『ハリー・ポッター』を読んでいて内容を知っているが、本以外の文化には疎いのか、映画版の存在を知らない。事実の罪で刑務所に入れられた際には、『モンテ・クリスト伯』を娯楽としても武器としても有効活用している。
過去の壮絶な体験から、暴力的、秘密主義、人間不信の傾向がある。クロスオーバー・イベント『フラッシュ VS アロー』では、ハリソン・ウェルズからは「野蛮で暴力的」、ジョー・ウェストからは「イカレ野郎」と評され、バリーからも「犯罪者と変わらない」と非難された。自分のそういった部分には負い目を感じてはおり、バリーやカーラのような善良な人間が死ぬくらいなら自分が死んだ方がいいと考えている。
原案は、DCコミックスのオリバー・クイーン／グリーンアロー。また、ラーズ・アル・グールの後継者に選ばれたり、フラッシュポイントを引き起こしたバリーに理解と共感を示したりなど、一部にバットマン／ブルース・ウェインの要素も備える。

アロー 過去編
父 ロバート・クイーンや不倫相手のサラ・ランスと自家用快遊艇「クイーンズ・ガンビット」で旅行に行った際、海の真ん中で船が沈没し、ロバートとデイブ・ハケットと自分を含めた三人で何とか救命ボートに乗り込む。しかし、ロバートは少ない飲料水をオリバーに与えようとハケットを殺害した上で自殺した為、結局一人だけで絶海の孤島「リアン・ユー」に漂着する。そこはエディ・ファイヤーズ率いる武装集団に占拠された島で、武装集団と対立するヤオ・フェイやスレイド・ウィルソンと共に命をかけた戦いを強いられる。
以後5年間は地獄としか云いようのないもので、世界各地を転々としながら武装集団や犯罪組織と戦い続ける。やがて暴力衝動に駆られるようになり、正気を保つべく別の人格を生み出し、緑色のフードの衣装を纏って戦うようになる。
ロシアでは「フード」を意味する「カピュション（露：Капюшон）」と呼ばれ恐れられる。
アロー〈シーズン1〉現在編
リアン・ユーの近くを通りかかった漁船に救助される形で、故郷「スターリング・シティ」に帰還する。
帰還後はクイーン産業からの招聘を断り、同社の古い倉庫を改装して若者向けのクラブ「ヴァーダント」を開店。そこの秘密の地下室を拠点にし、私刑人「フードの男」として、父より託された手帳に記された街の悪徳業者や汚職政治家たちへの制裁を始める。
元婚約者のローレル・ランスへの想いを断ち切れずにいるが、使命を全うすべく距離を置き、彼女を想う親友のトミー・マーリンを応援する。
独善的な連続殺人とも捉えられる過激な自警活動で悪党たちを倒していくも、最大の敵であるマルコム・マーリンの計画を食い止めることはできず、トミーを含む大勢の死者を出してしまう。
アロー〈シーズン2〉現在編
亡きトミーに恥じぬよう、たとえ敵でも命を奪うことは避けるようになる。次第に人々からヒーローとして認められ、「アロー」と呼ばれるようになる。
そんな中、かつて兄弟と呼び合うも袂を分かつことになり、激闘の末に殺したはずのスレイド・ウィルソンが、復讐に燃えるデスストロークとなって再び目の前に現れる。
スレイドによって地位も財産も失い、更には母 モイラ・クイーンを殺されてしまうが、最終的には命を奪わずしてスレイドを倒すことを成し遂げる。
アロー〈シーズン3〉現在編 前半
「オリバー・クイーン」としての私生活と「アロー」としての使命の狭間で苦悩する中、外見にも内面にも優れたレイ・パーマーにクイーン産業の社長の座を取られた上に、クイーン産業を「パーマー・テクノロジーズ」に改名されてしまう。
結果、アローとしてのみ生きることを決め、遂には愛しているはずのフェリシティ・スモークとレイ・パーマーの関係を応援するようになる。
アロー〈シーズン3〉現在編 後半
オリバーを跡継ぎにしようと企むラーズ・アル・グールの策略によって、アローを殺人鬼に仕立て上げられてしまい、アローとしての活動が終わりを迎える。
更に、妹のテア・クイーンがラーズに襲われて瀕死の重傷を負う。テアをラーズの持つラザラス・ピットで治療させる為、否応なくラーズの下へ行く。
ラーズの下では「矢」を意味する「アル・サー・ヒム」の名で呼ばれるが、仲間になったふりをして反撃の機会をうかがい続ける。
最終的には本名「オリバー・クイーン」を名乗った上で、ラーズを打破する。
ラーズを倒した後は、ただの「オリバー・クイーン」として愛するフェリシティと共にチームからも街からも去る。
アロー〈シーズン4〉現在編
ダミアン・ダーク率いるH.I.V.E.から攻撃を受けるスター・シティ（スターリング・シティから改名）を救うべく、新たなヒーロー「グリーンアロー」として立ち上がる。同時に、スター・シティの市長になることを目指し始める。
最終的に街の人々からヒーローとしても市長としても受け入れられるも、怒りに身を任せてダミアン・ダークを殺してしまう。
レジェンド・オブ・トゥモロー〈シーズン2〉第1話
突然押しかけてきたネイト・ヘイウッドに、ずけずけとグリーンアローの正体だと分かっていると告げられた上で、レジェンズが様々な時空に散っていることを知らされる。
ネイトと協力してウェーブライダーを発見すると、ネイトをウェーブライダーに残っていた放火魔のミック・ロリーのところに置き去りにする。
アロー〈シーズン5〉現在編
ダミアン・ダークを殺したことがきっかけとなり、再び殺しも厭わぬ過激な私刑人と化す。
市長の仕事の傍ら、新たな人員を引き入れたチーム・アローを率いて、街を牛耳ろうとするトビアス・チャーチや連続殺人鬼のプロメテウスと戦う。
プロメテウスの罠に掛かり、誘拐・監禁・拷問を受けた際、悪党を痛ぶり殺す行為を楽しんでいたことを自覚する。そのことに自分でもショックを受け、ヒーローであることを諦めてしまう。
しかし、仲間に見捨てられることはなく、贖罪の為にこれからもヒーローとして戦っていくと決意を新たにする。
その後もプロメテウスに人を殺すよう煽られるも、殺さないという決断を何とか下し、プロメテウスの目論見を打ち砕く。

ジョン・ディグル John Diggle / スパルタン Spartan / グリーンアロー Green Arrow
【演者】デヴィッド・ラムゼイ
【吹替】三宅健太
【初出】『ARROW/アロー』シーズン1 第1話
愛称は「ディグ」。チーム・アローの創設メンバー。アフガニスタン等での従軍経験のある元軍人。オリバーの代理でフードを被ることもある。フラッシュにスーパースピードで運ばれるとどういうわけか車酔いし、都度吐いている。
番組独自のキャラクターだが、シーズン2の頃にコミックにも登場した。一方で番組内ではその後、「アース90のドッペルゲンガーが「指輪」を持つ」「継父の名前がロイ・スチュワートである」等、アローバースにおけるジョン・スチュワートであることが仄めかされている。

アロー〈シーズン1〉現在編
モイラによって、オリバーのボディガード兼運転手（実は監視係）として雇われる。当初はオリバーにたびたび巻かれてしまうが、徐々に友情を培っていく。
ある事件でオリバーに命を救われた際、彼がフードの男だと知ることになり、それ以降、全面的に協力する。
亡き弟の妻 カーリーが勤めるレストランの常連で、オリバーをしばしば連れて行く。
アロー〈シーズン2-3〉現在編
カーリーのことを密かに想っていたが、離別したことが判明。ライラ・マイケルズと復縁し、シーズン2終盤で彼女の妊娠を知る。
アロー〈シーズン4〉現在編
シスコから贈られたヘルメットを被り、ローレルたちと自警活動している。後に「スパルタン」というヒーローネームを得る。
終盤、弟のアンディを撃ち殺してしまったことで迷いが生まれ、チームを抜けて軍へ戻ることを決める。

フェリシティ・スモーク Felicity Smoak / オーバーウォッチ Overwatch
【演者】エミリー・ベット・リッカーズ
【吹替】岡田栄美
【初出】『ARROW/アロー』シーズン1 第3話
シーズン1の頃にチーム・アローに加入した初期メンバーの一人。天才的ハッカーで、チームを後方支援する。お喋りで、オリバーとジョンと自分のことを「オリジナル・チーム・アロー」（略：OTA）と称する。
当初は1話限りのゲストの予定だった。名前の由来は、原作コミックスにおいてロニー・レイモンドの継母でソフトウェア会社の幹部である「フェリシティ・スモーク=レイモンド」。

アロー〈シーズン1〉現在編
クイーン産業のIT部に勤務。オリバーやウォルターから会社の仕事とは無関係な不可解な調査依頼を引き受け続けるうち、次第に事件に巻き込まれていく。やがて、オリバーの正体を知り、仲間になる。
アロー〈シーズン2〉現在編
オリバーの専属秘書という社内での”表の顔”を与えられる。徐々にオリバーを支える存在になっていく。
アロー〈シーズン3〉現在編
クイーン産業の新オーナーとなったパーマーから副社長に任命されるが、パーマーとオリバー両者への想いに揺れる。
シーズン終盤にて、オリバーと婚約し、共にチームからも街からも去る。
アロー〈シーズン4〉現在編
チームを抜けたはずが密かに協力しており、結局オリバーと共に正式にチームに戻る。
市長として立候補していたオリバーに同行していたところを襲撃されて半身不随になってしまうが、カーティスの尽力により足を動かせるようになる。
オリバーに隠し子がいたことを知ったことで、隠し事ばかりのオリバーを受け入れられなくなり、婚約を破棄する。

ローレル・ランス Laurel Lance / ブラックキャナリー Black Canary
【演者】ケイティ・キャシディ
【吹替】小林沙苗
【初出】『ARROW/アロー』シーズン1 第1話
フルネームは「ダイナ・ローレル・ランス Dinah Laurel Lance」。サラ・ランスの姉。
原案は、DCコミックスのブラックキャナリー。中でも2代目ブラックキャナリーを原案としている。

アロー〈シーズン1〉現在編
スターリング・シティの貧窮地区であるグレイズ地区の法律事務所を拠点に、慈善弁護士として恵まれない人々を助けている。
トミーと交際している一方、以前交際していたオリバーに対しては、オリバーがサラと浮気し、ヨット事故に巻き込んで死なせてしまったことから恨んでおり、「サラの代わりにあなたが死ねば良かった」とまで言ってのける。しかし、オリバーへの想いを完全には捨て切れずにいる。
裁判では奇しくもフードの男の敵を相手取ることが多く、フードの男の正体がオリバーだと知らないまま協力し合うようになる。
アロー〈シーズン2〉現在編
地方検事補となっており、自分を助けにきたトミーが死んだことへの罪悪感から、現場に居合わせながらもトミーを助けられなかったフードの男に敵意を向け、彼と敵対するようになる。また、アルコールと抗うつ薬や抗不安剤の依存症に陥り、キャリアの危機に瀕することになる。
アロー〈シーズン3〉現在編
サラを殺され、悲しみに打ちひしがれる。そして、オリバー以前にスターリング・シティで自警活動をしていたことのあるテッド・グランドに戦闘の訓練を受け始める。
やがて、サラの衣装を着て自警活動を始める。オリバー不在時にはダニエル・ブリックからグレイズ地区を解放すべく、検事職を維持しながら戦った。後に、オリバーから正式に仲間として認められる。
フラッシュ〈シーズン1〉
ジョーと共にハリソン・ウェルズとその妻 テス・モーガンの交通事故の捜査でスターリング・シティに訪れたシスコに、超音波装置の改良を依頼する。そして、パイド・パイパーの音波装置の技術を取り入れたネックレス型の装置「キャナリークライ」を貰う。
アロー〈シーズン4〉現在編
オリバーとフェリシティが去った後、ディグやテアと共に街を守っていたが、H.I.V.Eを前に自分たちだけでは力不足だと感じ、オリバーに再び戦ってもらうよう呼び掛ける。
シーズン終盤にて力を取り戻したダークにより腹を刺され、その傷がもととなり死亡する。死に際に新たなブラックキャナリーを見つけるようオリバーに頼む。

〈アース2〉ローレル・ランス Laurel Lance / ブラックサイレン Black Siren / ブラックキャナリー Black Canary
【演者】ケイティ・キャシディ
【吹替】小林沙苗
【初出】『THE FLASH/フラッシュ』シーズン2 第22話
アース2のローレル。メタヒューマンで、装置を使わずに超音波の声を発することができる。その威力はアース1のローレルのキャナリークライを上回る。
原案は、DCコミックスの（中でも2代目の）ブラックキャナリー、異世界の悪のブラックキャナリーであるホワイトキャット、アニメ『ジャスティス・リーグ』の異世界のヒーローであるドナ・ナンス／ブラックサイレン。
アース2ではローレルの父親はローレルが13歳の頃に飲酒運転の車に撥ねられて死亡し、オリバーはクイーンズ・ガンビットの事故によりそのまま帰らぬ人となっている。オリバーの死後、傷心したローレルはスターリング・シティからセントラル・シティに引っ越し、そこでメタヒューマンと化す。力を手に入れたローレルは、まず父を殺した運転手を殺害。それからローレルの人生は落ち込んでき、遂には冷酷非道な犯罪者「ブラックサイレン」となった。
アース2のローレルは犯罪者の道を歩んだことにより、良くも悪くもアース1のローレルのように酒に溺れることはなかった。

フラッシュ〈シーズン2〉
ズームの配下としてアース2からアース1にやってくる。チーム・フラッシュに敗北し、S.T.A.R.ラボ内に投獄される。
アロー〈シーズン5〉現在編
プロメテウスに脱獄させられて以後、彼に協力し、チーム・アローと敵対する。
アロー〈シーズン6〉
ケイデン・ジェームズ、リカルド・ディアスと、悪党の下を更に転々とする。一方で、アース1のローレルの父親であるクエンティンと心を通わせる。
最終的にローレルは自分が人生をやり直せると信じてくれるクエンティンの期待に応える形で、悪党との手を切り、正義の側へと立つ。
アロー〈シーズン7〉現在編
オリバーとダイナからは依然として信用されていないが、フェリシティとは絆を深めていく。
最終的にアース2で人々の為に戦うことを決意し、去り際にフェリシティからアース1のローレルが使っていたブラックキャナリーの衣装を貰い受ける。

テア・クイーン Thea Queen / スピーディ Speedy
【演者】ウィラ・ホランド
【吹替】坂井恭子
【初出】『ARROW/アロー』シーズン1 第1話
フルネームは「テア・ディアデン・クイーン Thea Dearden Queen」。モイラ・クイーンとマルコム・マーリンの不倫で生まれた子で、オリバーの異父妹、トミー・マーリンの異母妹。
名前の由来となったのはミア・ディアデン／2代目スピーディだが、オリバーの妹を始めとする設定の大部分はアローバース独自のものである。また、人間関係の不和からドラッグに手を出しているという話は、ロイ・ハーパー／初代スピーディに由来する。ちなみに、アローバースでは「ディアデン」はオリバーの母 モイラの旧姓ということになっている。

アロー〈シーズン1〉現在編
父と兄の死亡（失踪）後、モイラとの関係がギクシャクし、悪い友達と付き合い始め、「ヴァーティゴ」などのドラッグに手を出すようになる。
せっかく生還した兄が隠し事をしていると感じており、反抗的な態度を取るが、次第に打ち解けていく。
トミーに淡い恋心を抱いていたが、グレイズ地区の小悪党だったロイと知り合って情けをかける内、恋愛感情が芽生えていく。
アロー〈シーズン2〉現在編
モイラがその昔、マルコムとの不倫の果てに授かった娘であったことが明らかになる。また、「ミラクル」による変調に苛まれるロイや、大きな秘密を抱えた母や兄とすれ違う。
アロー〈シーズン3〉現在編
実父であるマルコムとともに街を去った後、テアは南米の島 コルトマルテスで「ミア」という偽名で暮らしおり、マルコムから戦闘訓練を受けていた。
オリバーが迎えに来るとすぐに街に戻ることを決め、ナイトクラブを再オープンする。
中盤ではラーズによってオリバーをリーグに引き入れる交渉材料にするために腹を刺され瀕死の重症を負うが、ラザラス・ピッドによって治療を受けて復活する。
その後、ロイから衣装を贈られ「スピーディ」として自警活動を始める。
アロー〈シーズン4〉現在編
復活の副作用である”飢え”に苦しみ、遂には昏睡状態に陥るが”ロータス”による治療で復活する。
終盤にて、自分を見つめ直すためにチームを抜ける。

ロイ・ハーパー Roy Harper / アーセナル Arsenal
【演者】コルトン・ヘインズ
【吹替】遠藤純平
【初出】『ARROW/アロー』シーズン1 第15話
グレイズ出身の青年。オリバーの弟子で、高度な弓矢の技術を持つ。

アロー〈シーズン1〉現在編
貧しさ故に犯罪に手を染めていた。テアのハンドバッグを引ったくったことで、テアと知り合い、やがて恋仲となる。
ある事件でフードの男に命を救われたことを機に、自らの生き方を改める決意をする。そして、フードの男への憧れから無鉄砲なヒーローまがいの行動をし始め、それを見かねたオリバーにグレイズでの情報収集を任される。
アロー〈シーズン2〉現在編
ブラザー・ブラッドにミラクルを投与され、超人的な力を得ると共に精神が不安定になる。これを機にオリバーは正式にロイを訓練することを決意する。
最終的にミラクルによる身体や精神の異常は治癒される。
アロー〈シーズン3〉現在編
チームアローの一員になっており、「アーセナル」というヒーローネームを得る。
警察のアローに対する捜査が始まると、オリバーの身代わりとなり、死を偽装して街を去る。後に、自分に会いに来たテアにアーセナルのフードを譲り渡す。
アロー〈シーズン4〉現在編
カルキュレーターにアローでないことが見抜かれ、脅されて盗みを働かされる。しかし、再会したチームアローによって救われる。

カーティス・ホルト Curtis Holt / ミスター・テリフィック Mister Terrific
【演者】エコー・ケラム
【吹替】山本祥太
【初出】『ARROW/アロー』シーズン4 第2話
コンピューターと武器としての攻撃能力を備えた球体ドローン「Tスフィア」などを発明した天才科学者。また、オリンピックのメダリストであり、運動神経も良い。

アロー〈シーズン4〉現在編
パーマー・テクノロジーズの優秀な科学者として、度々チーム・アローに協力する。
アロー〈シーズン5〉現在編
チーム・アローに自ら正式に加入し、「ミスター・テリフィック」のコスチュームを纏う。

レネ・ラミレス Rene Ramirez / ワイルドドッグ Wild Dog
【演者】リック・ゴンザレス
【吹替】森田了介
【初出】『ARROW/アロー』シーズン5 第1話
ホッケーマスクと犬のイラストのシャツを身にまとったヴィジランテ。短絡的なところがあり、オリバーとよく衝突する。その一方で、ローリーからは「一番オリバーと性格が近い」と評される。

ローリー・レーガン Rory Regan / ラグマン Ragman
【演者】ジョー・ディニコル
【吹替】石川界人
【初出】『ARROW/アロー』シーズン5 第2話
魔法の布を身に纏って戦う。フェリシティがダミアン・ダークの発射した核ミサイルの被害を抑えるべく、ハッキングで核ミサイルを墜落させた街「ヘブンロック」の元住人。魔法の布の力によってヘブンロックで唯一生き残り、ミサイルの開発者に復讐すべくスター・シティで暴れていたところをチーム・アローに勧誘された。

ダイナ・ドレイク Dinah Drake / ブラックキャナリー Black Canary
【演者】ジュリアナ・ハーカヴィ
【吹替】藤田奈央
【初出】『ARROW/アロー』シーズン5
警察官にして、超音波の声を持つメタヒューマン。
原案は、DCコミックスのブラックキャナリー 。中でもリブートにより初代と2代目の設定が融合したNew52期以降のブラックキャナリーを原案としている。

アロー〈シーズン5〉
セントラル・シティ警察の潜入捜査官時代の相棒であり、恋人でもあったヴィンセント・ソベルを犯罪者に殺害されたことの復讐のため、犯罪者を殺し回っていた。その姿を見つけたチーム・アローにより、死んだローレルの後任として新たなブラックキャナリーに選ばれる。
アロー〈シーズン6〉
オリバーに犯罪者を殺し回っていることを「死んだヴィンセントはそんなことは望んでいない」と咎められたことのあるダイナだが、当のヴィンセントは生きており、しかも過激な犯罪者殺しの「ヴィジランテ」であることを知る。
ヴィンセントと再び交流を始める傍ら、レネとカーティスとともに「ニュー・チーム・アロー」（略：NTA）としてチーム・アローから一時独立する。
アロー〈シーズン7〉現在編
犯罪者であった人間（ローレル）を信用できずにいる。しかし、そんな態度が犯罪者から更生の機会を奪っていると反省する。
アロー〈シーズン7〉未来編
チーム・アローが解散し、荒廃したスター・シティにて、困難に置かれた女性たちが互いを支え合う為の機関でもある自警団「キャナリー・ネットワーク」（通称：キャナリーズ）を設立する。

### チーム・アローの子供たち
ミア・クイーン Mia Queen / ミア・スモーク Mia Smoak / グリーンアロー Green Arrow
【演者】キャサリン・マクナマラ（大人）
【吹替】大井麻利衣（大人）
【初出】『ARROW/アロー』シーズン7 第8話
オリバー・クイーンとフェリシティ・スモークの娘。ウィリアムの異母妹。幼い頃よりナイッサ・アル・グールに戦闘訓練を受けており、非常に高い戦闘能力を保有する。ミアという名前は、劇中ではオリバーが自分の母 モイラにちなむ形で名付けた（Moira→Mia）。
名前の由来は、テアと同じくミア・ディアデン／2代目スピーディ。オリバーとフェリシティの娘を始めとする設定の大部分はやはりアローバース独自のものである。ただし、ファイトクラブの闘士という設定は『SMALLVILLE / ヤング・スーパーマン』版のミア・ディアデンが備えている。

ウィリアム・クレイトン William Clayton / ウィリアム・ハリス William Harris
【演者】ジャック・ムーア（子供）、ベン・ルイス（大人）
【吹替】壹岐紹未（子供）、陣谷遥（大人）
【初出】『THE FLASH/フラッシュ』シーズン2 第8話
オリバー・クイーンとサマンサ・クレイトンの息子。ミアの異母兄。ITの天才で大富豪。何かと悪党に攫われがちで、都度父や妹に助けてもらう。
大人のウィリアムを演じるベン・ルイスは、自分の役がオリバー・クイーンの息子であることを採用後に知らされ、技術者の役のはずがグリーンアローを演じさせられるのかと思って心臓が止まりかけたという。

コナー・ホーク Connor Hawke
【演者】ジョセフ・デヴィッド・ジョーンズ（大人）
【吹替】田中進太郎
【初出】『ARROW/アロー』シーズン7 第12話
ベン・ターナーの息子。ジョン・ディグルの養子。
原案コミックにおけるコナー・ホーク／2代目グリーンアローは、オリバーの実子である。

ジョン・ディグル・ジュニア John Diggle, Jr. / デスストローク Deathstroke
【演者】チャーリー・バーネット（大人）
【吹替】櫻井トオル（大人）
【初出】『ARROW/アロー』シーズン5 第7話
ジョン・ディグルとライラ・マイケルズの息子。愛称は「JJ」。

アロー〈シーズン7〉未来編
デスストロークの息子 グラント・ウィルソンの後任として、デスストローク・ギャングを束ねる。

ゾーイ・ラミレス Zoe Ramirez
【演者】エリザ・ファリア（子供）、アンドレア・シクストス（大人）
【吹替】下山田綾華
【初出】『ARROW/アロー』シーズン5 第13話
レネ・ラミレスの娘。親つながりでウィリアムとは仲が良い。

### スター・シティ警察（スターリング・シティ警察）
スター・シティ（旧称：スターリング・シティ）の警察。
クエンティン・ランス Quentin Lance
【演者】ポール・ブラックソーン
【吹替】内田直哉
【初出】『ARROW/アロー』シーズン1 第1話
ローレルとサラの父親。フルネームは「クエンティン・ラリー・ランス Quentin Larry Lance」。

アロー〈シーズン1〉現在編
サラを死に追いやり、ローレルを裏切ったオリバーを恨んでいる。スターリング・シティ警察署の刑事として、殺人犯でもあるフードの男を追う。フードの男のことを否定的に「ヴィジランテ」と呼ぶ。
アロー〈シーズン2〉現在編
フードの男への執着あまりに、巡査に降格される。人殺しをやめたフードの男をヒーローとして認め、彼を「アロー」と呼び、協力者となる。終盤、スターリング・シティを守るために警部に昇格の上、復職を許される。
アロー〈シーズン3〉現在編
サラの死を隠されていたことを怒り、ローレルとは疎遠になり、アローに不信感を抱く。
フラッシュ〈シーズン1〉
スターリング・シティ警察の警部。ジョーとシスコがハリソン・ウェルズと死亡したその妻テス・モーガンの交通事故の捜査のためスターリング・シティに訪れた際、本物のハリソン・ウェルズの死体発見に協力する。

ルーカス・ヒルトン Lucas Hilton
【演者】ロジャー・クロス
【吹替】杉村憲司
【初出】『ARROW/アロー』シーズン1 第1話
スターリング・シティ警察署の刑事。クエンティンの同僚。

アロー〈シーズン1〉現在編
フードの男を逮捕しようと躍起になるランス刑事に協力しながらも、ランスの入れ込みぶりに懸念を示す。
アロー〈シーズン2〉第3話 現在編
脱走した殺人犯による連続殺人事件に介入したクエンティンを、パイク警部補の指示で仕方なく公務執行妨害逮捕する。

マッケナ・ホール McKenna Hall
【演者】ジャニナ・ガヴァンカー
【吹替】田村睦心
【初出】『ARROW/アロー』シーズン1 第12話
スターリング・シティ警察署の刑事。オリバーと旧知の仲で、リアン・ユーから帰ってきたオリバーと一時期交際する。

フランク・パイク Frank Pike
【演者】エイドリアン・ホームズ
【初出】『ARROW/アロー』シーズン1 第13話
スターリング・シティ警察署の警部補。クエンティンの上司。フードの男に協力する動きを見せるランスに警告する。「事業」勃発後、ランスを制服巡査に降格させ、捜査への介入を許さない。

### A.R.G.U.S.
対テロや対メタヒューマンを任務とするアメリカ合衆国の政府機関。正式名称は「Advanced Research Group United Support」。
ライラ・マイケルズ Lyla Michaels / ハービンジャー Harbinger
【演者】オードリー・マリー・アンダーソン
【吹替】慶長佑香
【初出】『ARROW/アロー』シーズン1 第19話
ジョン・ディグルの元妻。A.R.G.U.S.の上位エージェント。

アロー〈シーズン2〉現在編
ディグルに頼まれて、デットショットを調べる為にロシアの強制収容所に潜入。しかし、収容所から出られなってしまい、ディグルたちに救出される。その後、ディグルと寄りを戻して再婚する。
アロー〈シーズン3〉現在編
ディグルとの間に第一子 サラ・ディグルが誕生する。
フラッシュ〈シーズン3〉、クロスオーバー・イベント『インベージョン！』
バリーの歴史改変（フラッシュポイント）の影響で、サラ・ディグルが歴史から消滅し、第一子がジョン・ディグル・ジュニアとなる。この事実に戸惑いを見せる。

アマンダ・ウォラー Amanda Waller / モッキンバード Mockingbird
【演者】シンシア・アダイ＝ロビンソン（Cynthia Addai-Robinson）
【吹替】冨樫かずみ
【初出】『ARROW/アロー』シーズン2
アーガスの司令官。スーサイド・スクワッドを立案する。

### チーム・アローの家族
トミー・マーリン Tommy Merlyn
【演者】コリン・ドネル
【吹替】伊藤健太郎
【初出】『ARROW/アロー』シーズン1 第1話
スターリング・シティの有力な実業家マルコム・マーリンの息子で、オリバーの幼馴染・親友・悪友。子供の頃に母親を亡くし、父親も多忙で不在なことが多かったが、お金に困ることはなく、ほとんど遊んで暮らしていた。クイーン家とは家族ぐるみのつきあいで、モイラやテアとも親しい。オリバーの失踪後、ローレルと関係を持つようになっていた。オリバーの帰還後、ローレルと真剣に交際し始めるとともに、クラブ「ヴァーダント」のマネジャーとしてしばらく働く。しかし、やがてオリバーがお尋ね者の"フードの男"だと知って仲違いし、父の会社に勤めるようになる。シーズン1最終話で、グレイズ地区崩壊の中でローレルの命を救い、英雄的な最期を遂げる。

モイラ・クイーン Moira Queen
【演者】スザンナ・トンプソン
【吹替】佐々木優子
【初出】『ARROW/アロー』シーズン1 第1話
オリバーとテアの母。クイーンズ・ガンビット号の事故後、クイーン産業のCFOだったウォルターと再婚した。

アロー〈シーズン1〉現在編
表向きには理想の妻と母を演じているが、裏ではかつてロバートも関わっていた秘密組織に属している。ヨットの遭難が実は事故ではなかったことを知っている。最終的にマルコムの企みが世間に明るみに出て、自身も加担していた事を自ら発表し、出頭する。
アロー〈シーズン2〉現在編
これまでの出来事を踏まえ裁判では有罪になると思われていたが、一転して無罪となり釈放されて世間を驚かせた。だが、この背景には、生きていたマルコムが裏で仕掛けた取引があった。シーズン2終盤、スレイドの策略によりテアやオリバーと共に拉致される。最後はオリバーに対し、妹と母親のどちらを生かしたいのか選べとせまるスレイドに、テアの命を救う為に自らが殺される事を選択。スレイドに胸を刺され、子供達の見守る中で息を引き取る。

ロバート・クイーン Robert Queen
【演者】ジェイミー・シェリダン
【吹替】森源次郎
【初出】『ARROW/アロー』シーズン1 第1話
オリバーとテアの父。ヨットの”事故”では生き延びたが、非常用ゴムボートで漂っているうちに食料が足りなくなり、オリバーを生かすために自殺した。スターリング・シティに巣食う悪者のリストが載っている手帳をオリバーに託す。

ウォルター・スティール Walter Steele
【演者】コリン・サーモン
【吹替】山岸治雄
【初出】『ARROW/アロー』シーズン1 第1話
アロー〈シーズン1〉現在編
クイーン産業の現CEO。妻モイラの行動を不可解に感じて密かに調査を進めるうち、謎の失踪を遂げる。実はダーク・アーチャ―ことマルコムによって、モイラの口封じのために拉致されていた。フードの男の活躍によって解放された後、モイラとの関係を解消する。

アロー〈シーズン2〉現在編
クイーン産業買収の危機をオリバーに資金援助することで救う。

カーリー・ディグル Carly Diggle
【演者】クリスティ・ラング
【吹替】冨樫かずみ
【初出】『ARROW/アロー』シーズン1 第3話
アンディ・ディグルの未亡人で、一人息子がいる。グレイズ地区のレストランでウェイトレスとして働いている。義兄であるジョンを密かに慕っている。一時的にジョンと付き合うが、未だジョンが死んだ弟の敵討ちに囚われていたため、結局別れる。

アンディ・ディグル
【初出】『ARROW/アロー』シーズン4
ジョン・ディグルの弟。死んだと思われていたが生きていた。実はダミアン・ダークの手下で、チーム・アローを騙していた。

ドナ・スモーク Donna Smoak
【演者】シャーロット・ロス
フェリシティの母親。

ノア・カトラー / カルキュレーター
【初出】『ARROW/アロー』シーズン4 第12話
フェリシティの父親。天才的ハッカーの犯罪者。

ダイナ・ランス Dinah Lance
【演者】アレックス・キングストン
【初出】『ARROW/アロー』シーズン1 第16話
ローレルとサラの母で、クエンティンの元妻。セントラルシティ大学の教授。

アロー〈シーズン1〉現在編
サラが生きていると信じ、探し続ける。

サマンサ・クレイトン Samantha Clayton
【演者】アンナ・ホプキンス
【吹替】あんどうさくら
【初出】『ARROW/アロー』シーズン2
ウィリアム・クレイトンの母親。若い頃にオリバーと交際し、ウィリアムを身籠った。

### リーグ・オブ・アサシン
「ラーズ・アル・グール」の称号を持つ者に率いられる、古より続く暗殺者集団。
マルコム・マーリン Malcolm Merlyn / アル・サ・ヘル Al Sa-her / ダーク・アーチャー Dark Archer
【演者】ジョン・バロウマン
【吹替】花田光
【初出】『ARROW/アロー』シーズン1 第2話
トミー・マーリンの父。元リーグ・オブ・アサシンで、「マジシャン」を意味する「アル・サ・ヘル Al Sa-her 」の名を持つ。妻のレベッカ・マーリンは、スターリング・シティの貧困地区「グレイズ」で慈善病院を開いていたが、トミーがまだ8歳の1993年頃に道端で強盗に襲われ、誰からも助けられずに死亡している。この事件からマルコムはグレイズの住民たち全員を恨むようになる。
レベッカの死後、マルコムはリーグ・オブ・アサシンに入り、それから2年してスターリング・シティに帰還すると、秘密結社「テンペスト」を結成し、グレイズ破壊計画「事業 the Undertaking」を実行すべく暗躍していく。
弓矢を武器とする故、ダーク・アーチャーとして初登場した回ではフードの男の模倣犯だと思われた。どちらも同じフード姿の弓使いなのは事実だが、これはどちらもリーグ・オブ・アサシンに由来しているからであり、一方が一方を模倣したわけではない。

アロー〈シーズン1〉現在編以前
表向きにはマーリン・グローバル・グループのCEOを務める。2007年頃、テンペストの仲間であったロバート・クイーンが邪魔になった為、船の事故と見せかけて殺害する。この周到な立ち回りの甲斐もあり、レベッカの死から20年して「事業」はフードの男に邪魔されながらも成功を収める。
アロー〈シーズン2〉現在編
「事業」がリーグ・オブ・アサシンの掟に反しており、リーグから命を狙われる身となった為、姿をくらましている。しかし、テアが自分の実の娘であることを知ると再び姿を現し、テアへの執着を示し始める。
アロー〈シーズン3〉現在編
隠し事ばかりの家族と恋人に失望して自分の下にやってきたテアを、父親としてコルトマルテスで鍛える。また、リーグ・オブ・アサシンから自由の身になるべく、テアを洗脳してサラを殺させ、オリバーにテアを守る為にラーズと戦うことを強要する。しかし、思惑に反してラーズはサラの復讐には拘らず、再び危機に陥る。結果的にはラーズがオリバーの人生を奪おうとした為、オリバーと共闘してラーズ・アル・グールを倒すことができ、四代目ラーズ・アル・グールの座を得るまでに至る。
アロー〈シーズン4〉現在編
リーグ・オブ・アサシンの内部にて、先代ラーズ・アル・グールの娘であるナイッサの派閥と敵対している。オリバーとの協力関係は続いており、時にはグリーンアローの恰好をする。しかし、ラーズ・アル・グールの座を賭けた決闘でオリバーがナイッサの側についたことで、左手もラーズ・アル・グールの称号そのものである指輪も失い、オリバーに仕返しすべくダミアン・ダークと協力し始める。また、テアをダミアン・ダークの計画から生き延びさせる為に、テアを洗脳した上で保護する。最終的には再びオリバーの側につくも、テアに嫌われた。
レジェンド・オブ・トゥモロー〈シーズン2〉
隠れ家で飲んだくれていたところを、時間移動してきたイオバード・ソーンと過去の時代のダミアン・ダークに仲間に引き入れられる。自分が一時期でもラーズ・アル・グールだったことを、ラーズ・アル・グールになり損ねた過去があるダミアンに威張る。なんだかんだで仲間たちとともに現実改変を行なうことに成功し、レベッカとトミーの命も社会的地位もテアの信用も失っていない上に、ナイッサが田舎で惨めな人生を送っている世界を創り出す。しかし、結局はレジェンズの活躍によって世界は元に戻る。
アロー〈シーズン5〉現在編
仲間たち全員がプロメテウスに攫われるというオリバーの危機に駆けつける。同じくオリバーを助けに来たナイッサとは相変わらずいがみ合う。リアン・ユーでの戦いの最中、地雷を踏んだテアを助けるべく、その身を犠牲にする。死の瞬間を見られることはなかったが、テアは地雷の爆発音を聞いて涙した。
クロスオーバー・イベント『エルスワールド』
現実改変された世界にて、警察官に変えられた存命のヴィランたちに混ざって警察官として現れる。

ナイッサ・アル・グール Nyssa al Ghul / ナイッサ・ラーツコ Nyssa Raatko 
【演者】カトリーナ・ロー
【吹替】志田有彩
【初出】『ARROW/アロー』シーズン2 第13話
三代目ラーズ・アル・グールの娘。サラ・ランスの元恋人。オリバー・クイーンの(元)妻。ミア・スモークの師匠。

アロー〈シーズン2〉第13話 現在編
第13話にて、リーグのメンバーで恋人でもあったサラを連れ戻すべく、スターリング・シティに現れる。しかし、サラがリーグに帰ることを拒否した為、ラーズの名の下に彼女がリーグから抜けることを承認する。
アロー〈シーズン2〉第23話 現在編
サラに呼ばれ、スレイド・ウィルソンのミラクルの軍勢を倒すべく、リーグ・オブ・アサシンを引き連れて再びスターリング・シティに現れる。
アロー〈シーズン3〉現在編
父親であるラーズがオリバーを跡取りに選んだ為に、否応なしにオリバーと結婚させられる。そんなラーズに反旗を翻し、オリバーと共にラーズを倒す。

ラーズ・アル・グール Ra's al Ghul
【演者】マット・ネイブル
【初出】『ARROW/アロー』シーズン3 第4話
リーグ・オブ・アサシンを束ねる「ラーズ・アル・グール」の三代目。本名は不明。
ラザラス・ピットの力で長い時を生きているが、その蘇りの効力も衰えてきた為、目をつけたオリバーに全てのアイデンティティを捨てさせた上で跡を継がせようとする。
最終的に決闘でオリバーに破れ、息絶えていく中でラーズ・アル・グールの地位を表す指輪をオリバーに手渡すが、ラーズ・アル・グールの座についたのはリーグ・オブ・アサシンの裏切り者であるマルコム・マーリンだった。

ダミアン・ダーク Damien Darhk
→ #ダミアン・ダーク

タリア・アル・グール Talia al Ghul
【演者】レクサ・ドイグ
【吹替】きそひろこ
【初出】『ARROW/アロー』シーズン5
三代目ラーズ・アル・グールの娘。ナイッサの異母姉。オリバーの師匠の一人。また、ヤオ・フェイの師匠でもある。ラザラス・ピットの力で実年齢よりも若い。
リーグ・オブ・アサシンでは女がリーダーになることはできなかった為、リーグを離脱し、現在では自身の暗殺者集団を抱える。
父 ラーズに対しては、妹のナイッサほど悪い印象はない模様。

アロー〈シーズン5〉過去編
ロシアにいたオリバーに接触し、オリバーに暴力衝動との折り合いをつける術と戦闘技術を授けるとともに、緑色のコスチュームを渡す。
アロー〈シーズン5〉現在編
父を殺したオリバーに復讐すべく、同じくオリバーに父を殺されたエイドリアン・チェイスと手を組む。

エイドリアン・チェイス Adrian Chase / サイモン・モリソン Simon Morrison / プロメテウス Prometheus
【演者】ジョシュ・セガーラ
【初出】『ARROW/アロー』シーズン5 第1話
正義に燃える検事「エイドリアン・チェイス」としてオリバーに近づくが、その正体はフードの男時代のオリバーに父親を殺された「サイモン・モリソン」。ギリシア神話において最高神 ゼウスに反逆した「プロメテウス」の名を称し、欺瞞に満ちたオリバーを追い詰めていく。一方で、復讐にのめり込む過程で新たな自分を見つけ出せたと語り、オリバーに対して感謝にも似た感情を抱いている。
父親をオリバーに殺された後に、オリバーの師匠でもあるタリア・アル・グールに弟子入りしており、オリバーに匹敵するほどの高い戦闘技能を備える。弓矢の他、手裏剣の扱いにも長ける。
エイドリアン・チェイスはコミックスでは私刑人「ヴィジランテ」として知られる為、劇中でプロメテウスの正体が明かされるまで、大半の視聴者がアローバース版エイドリアン・チェイスもヴィジランテの正体だろうと考えていた。演じるセガーラも、脚本家のマーク・グッゲンハイムに知らされるまでは自分の役はヴィジランテだと思い、コミックを読んでヴィジランテの研究をしていたという。
なお、「プロメテウス」というキャラクターもコミックスにいるが、アローバースのプロメテウスはそれとは異なるものだとマーク・グッゲンハイムは述べている。

イブリン・シャープ Evelyn Sharp / アルテミス Artemis
【演者】マディソン・マクラフリン
【初出】『ARROW/アロー』シーズン4 第19話
フルネームは「イブリン・クロフォード・シャープ Evelyn Crawford Sharp」。弓矢が武器。
原案は、DCコミックスのイブリン・クロフォード／スターリング。「アルテミス」の名はギリシア神話のアルテミスに由来する。

アロー〈シーズン4〉第19話 現在編
両親が死んだのをきっかけに、ローレルのブラックキャナリーの装備を盗み、殺人も厭わない自警行為に及ぶ。
アロー〈シーズン5〉現在編
レネたちとともにチーム・アローに加入するも、オリバーに愛想を尽かし、プロメテウスの側に寝返る。

アシーナ Athena
【演者】キーラ・ザゴースキー
【初出】『ARROW/アロー』シーズン6 第16話
マルコムが設立したリーグ・オブ・アサシンの別働隊「タナトス・ギルド」のリーダー。ナイッサと敵対する。

### スレイド・ウィルソンとその協力者
スレイド・ウィルソン Slade Wilson / デスストローク Deathstroke
【演者】マヌー・ベネット
【吹替】竹田雅則
【初出】『ARROW/アロー』シーズン1 第13話
キャラクターの初登場はシーズン1 第13話「揺らぐ絆」だが、遡ること第1話にデスストロークのマスクが登場している。ただし、この第1話のデスストロークのマスクの場面は元々、画面内に何か印象的なものが必要になった際に偶然撮影現場にいたジェフ・ジョーンズの発案したイースターエッグであり、第1話撮影時にデスストロークを登場させる計画はなかった。

アロー〈シーズン1〉過去編
ASIS（オーストラリア秘密情報局）の諜報員。ヤオ・フェイ救出のためにリアンユーに派遣されたが、武装組織に飛行機を撃ち落され、島から出られなくなり、そこでオリバーと出会う。最初はお互い警戒していたが、次第に友情を育んでいく。また武道に長け、オリバーに闘い方を教えている。その後、オリバーやシャドーと共に何とかエディー達を退けた。
アロー〈シーズン2〉過去編
新しく島に上陸した謎の武装集団の動向を探る内に攻撃にあい、半身に瀕死の大火傷をおう。捕らえられたオリバーを探す為、シャドーの手を借りつつ行動を共にするが、徐々に意識が朦朧とし身動きがとれなくなり死を覚悟する。だがオリバー達の手によって、第二次大戦中に日本軍が開発した超人血清「ミラクル(MIRAKURU)」を投与され奇跡的に復活。超人的な力を手に入れた。以後はシャドーを見殺しにしたオリバーと対立。復讐を果たす為、執拗に付け狙う。オリバーの愛する者の破滅と、彼の愛するスターリング・シティの破壊を狙う。

イザベル・ロチェフ Isabel Rochev
【演者】サマー・グロー
【吹替】能登麻美子
【初出】『ARROW/アロー』シーズン2 第1話
ステルムーア・インターナショナル社の併合担当副社長。クイーン産業を乗っ取ろうとする。モイラいわく信用できない人物であり、ロバートの悪人リストにも載っている。実は裏でスレイドと繋がっている。シーズン終盤にて瀕死の重傷を追うが、スレイド自身の血を投与されて超人として復活。再びチーム・アローの前に立ちはだかるも、ナイッサに首を折られ死亡する。

セバスチャン・ブラッド Sebastian Blood / ブラザー・ブラッド Brother Blood
【演者】ケヴィン・アレハンドロ
【吹替】川原慶久
【初出】『ARROW/アロー』シーズン2 第2話
グレイズ地区選出の市会議員。「事業」（人工地震による街の破壊）の非はクイーン家にあると主張し、人々の支持を得る。表向きはスターリング・シティの市長を目指す清廉潔白な政治家だが、裏ではスレイドと繋がっており、髑髏を模したマスクを被りって「ミラクル」を使った人体実験を繰り返す。幼少期には父親を殺害、更にそれを隠すために母親を精神病院に入れた。最終的にはスレイドを裏切って、ミラクルをチーム・アローに託すが、直後にイザベルによって殺される。

サイラス・ゴールド Cyrus Gold / ソロモン・グランディ Solomon Grundy
【演者】グレアム・シールズ
【初出】『ARROW/アロー』シーズン2 第7話
ブラザー・ブラッドの部下でミラクルの被験者。ミラクルの作用により、鉄製の扉を簡単に破る程の怪力を持ち、コンクリートに似た筋肉密度の強靭な身体を持つ。ミラクルの大量生産を実現するため、ブラッドの命令でクイーン産業から遠心機を盗む。最終的にアローの矢によって引き起こされた遠心機の爆発により死亡した。
ブラッドとは古くからの知り合いで、彼が幼少期を過ごした孤児院の牧師であった。

### ヤマシロ家
オリバーが香港で知り合った日本人の一家。先祖はレジェンズとも関わりがある。
マセオ・ヤマシロ Maseo Yamashiro / サラブ Sarab
【演者】カール・ユーン
【吹替】倉富亮
【初出】『ARROW/アロー』シーズン3 第1話

アロー〈シーズン3〉過去編
A.R.G.U.S.のエージェント。アマンダが囚えたオリバーを監視する役。アマンダからはオリバーに逃げられたら妻と子を殺すと脅されている。次第にオリバーと親交を深めていく。しかし、息子 アキオを亡くしたことでオリバーとタツの前から姿を消す。
アロー〈シーズン3〉現在編
サラブという名のリーグ・オブ・アサシンの暗殺者となっている。オリバーとの友情とラーズへの忠誠の間で板挟みになる。最後はリーグの戦士としてタツと戦い、タツの腕の中で息絶える。

タツ・ヤマシロ Tatsu Yamashiro / カタナ Katana
【演者】福島リラ
【吹替】壹岐紹未
【初出】『ARROW/アロー』シーズン3 第1話

アロー〈シーズン3〉過去編
マセオの妻で、マセオとアキオとともに家族三人で暮らしている。
アロー〈シーズン3〉現在編
ラーズに敗れて重傷を負ったオリバーを、マセオに頼まれて介抱する。その後のシーズン終盤にて、チーム・アローに助力し、マセオと戦うこととなる。

### ケイデン・ジェームズとその協力者
ケイデン・ジェームズ Cayden James
【演者】マイケル・エマーソン
【初出】『ARROW/アロー』シーズン6 第4話
天才的な技術を持ったハクティビスト。オリバーのせいで自分の息子が死んだとして、復讐の為に都市のシステムを攻撃する。

〈アース2〉ローレル・ランス Laurel Lance
→ #〈アース2〉ローレル・ランス

リカルド・ディアス Ricardo Diaz / ドラゴン Dragon
【演者】カーク・アセヴェド
【初出】『ARROW/アロー』シーズン6 第6話
権力を求める成り上がりの犯罪者。オリバーに死んだ息子の復讐をしようとしているケイデン・ジェームズと手を組む。しかし、実際にはジェームズの息子の死の張本人で、ジェームズがチーム・アローを攻撃するように仕向けていた。
「オリバー・クイーンの最大の敵はオリバー・クイーン自身」と考え、オリバーを自滅に誘い、オリバーとチーム・アローの分裂という想定以上の成果を上げる。
最終的に一致団結したチーム・アローの敵ではなかった。

アナトーリ・クニャゼフ Anatoly Knyazev
→ #アナトーリ・クニャゼフ

ヴィンセント・ソベル Vincent Sobel / ヴィジランテ Vigilante
【演者】クレイトン・チッティ（『ARROW/アロー』シーズン5）、ヨハン・アーブ（『ARROW/アロー』シーズン6）、ミック・ウィンガート（ヴィジランテ時の声）
【初出】『ARROW/アロー』シーズン5 第7話
スキーゴーグルのようなマスクを被り、犯罪者たちを抹殺する危険人物。
チーム・アローとも敵対する正体不明の私刑人として『ARROW/アロー』のシーズン5に登場し、シーズン6にてその正体がダイナ・ドレイクの恋人だったヴィンセント・ソベルだと発覚する。ヴィンセントは潜入捜査の失敗で死んだと思われていたが、実は強力な治癒能力を備えたメタヒューマンである為に生きていた。
ケイデン・ジェームズを倒すべくケイデン・ジェームズに協力するふりをするが、結局そのことがバレて、ケイデン・ジェームズに指示されたブラックサイレンに殺害される。

### ロングボウ・ハンターズ
リーグ・オブ・アサシンも恐れたという三人組の殺し屋。
オナー Honor / サイレンサー Silencer
【演者】Miranda Edwards
【初出】『ARROW/アロー』シーズン7 第2話
腰の装置で周囲を無音状態にし、死角から対象を仕留める。腰の装置はブラックキャナリーの超音波を一人分なら無効化することもできる。

コディアック Kodiak
【演者】Michael Jonsson
【初出】『ARROW/アロー』シーズン7 第2話
本名不明。通称「熊」。刃のついた盾を武器とする怪力の大男。

レッドダーツ Red Dart
【演者】Holly Elissa
【初出】『ARROW/アロー』シーズン7 第2話
本名不明。通称「赤」。腕の装置から様々な仕掛けが組み込まれたダーツを発射する。

### ナインス・サークル
薔薇戦争やロシア革命など、数々の歴史的事件の裏で暗躍してきた謎の組織。
エミコ・アダチ Emiko Adachi / エミコ・クイーン Emiko Queen / グリーンアロー Green Arrow
【演者】シー・シモオカ
【吹替】小島幸子
【初出】『ARROW/アロー』シーズン7 第1話
ロバート・クイーンと日系人のカズミ・アダチの不倫で生まれた、オリバーの異母妹。テアからすると血の繋がりのない姉。グリーンアローとして火事から子供を救うような英雄性と、クイーン家を憎む復讐鬼として人を殺める残虐性を兼ね備えている。
エミコが子供の頃、ロバートはエミコとカズミの存在を疎んで二人を捨てた。エミコはグレイズで貧しく育ち、その生活は不自由ない豪邸暮らしだったオリバーとは反対にバーティネリ家の下で働く必要もあるほどだった。
ある時、エミコはナインス・サークルの幹部 ダンテと偶然出会う。ダンテに見出されたエミコは、ダンテの下で戦闘訓練を受け、やがてナインス・サークルのリーダーに選ばれる。
マルコム・マーリンによるロバート・クイーンの殺害事件（クイーンズ・ガンビットの事故）が起こる少し前、エミコはダンテ経由でマルコム・マーリンがロバートを殺害する計画を企てていることを知る。エミコはロバートに話をしに行くも、ロバートは依然としてエミコの存在を疎んでおり、結局エミコがロバートにマルコムの計画を教えることはなかった。
原案となるのは、DCコミックスのNew52期に登場したエミコ・クイーン。コミックスのエミコは、ロバート・クイーンとシャドーの娘であり、ヒーロー「レッドアロー」である。なお、アローバース版の赤い戦闘服のデザインは、コミックスのシャドーの衣装に由来している。

### オリバーの地獄の5年間に関わる人物
ヤオ・フェイ Yao Fei
【演者】バイロン・マン
【吹替】矢尾一樹
【初出】『ARROW/アロー』シーズン1 第2話
オリバーの最初の師匠。実はタリア・アル・グールの弟子の一人である。

アロー〈シーズン1〉過去編
リアン・ユーに流れ着いたオリバーを助ける。冤罪で中国政府に島流しにされている。最初のうちは中国語しか話さず、オリバーに対して厳しい態度を取るが、弓矢の使い方を手ほどきしてくれる。その後、エディに利用されて、中国政府への宣戦布告のビデオメッセージを収録する。収録後、エディに用無しと見なされ、射殺された。

シャドー Shado
【演者】セリーナ・ジェイド
【吹替】田村睦心
【初出】『ARROW/アロー』シーズン1 第14話
ヤオ・フェイの娘。オリバーに弓矢の極意を教える。

アロー〈シーズン1〉過去編
オリバーやスレイドとともに、エディら武装組織を退ける。
アロー〈シーズン2〉過去編
アイボに捕らえられ、オリバーの目の前で射殺される。

エディ・ファイヤーズ Eddie Fyers
【演者】セバスチャン・ダン
【吹替】武田幸史
【初出】『ARROW/アロー』シーズン1 第5話
リアン・ユーを占拠する武装組織のリーダー。

ビリー・ウィンターグリーン Billy Wintergreen
【演者】ジェフリー・C・ロビンソン
【初出】『ARROW/アロー』シーズン1 第5話
ASISの諜報員で、スレイドの相棒。スレイドと同様にデスストロークのマスクを被っている。

アロー〈シーズン1〉過去編
スレイドとともにヤオ・フェイを救出すべくリアン・ユーに来たはずが、武装組織側に寝返った。最終的にスレイドによって殺される。

アンソニー・アイボ Anthony Ivo
【演者】ディラン・ニール
【初出】『ARROW/アロー』シーズン2 第5話
アマゾと呼ばれる船の乗組員たちの雇い主である科学者。旧日本軍の製造した超人血清「ミラクル（MIRAKURU）」を探し求める。

アナトーリ・クニャゼフ Anatoly Knyazev / KGビースト KGBeast
【演者】デヴォッド・ニクル
【吹替】清水明彦
【初出】『ARROW/アロー』シーズン2
アイボに囚われていたロシア人。オリバーと友情を育む。過去にKGBに所属しており、「KGビースト」と呼ばれていた。現代においてはブラトヴァの頭になっている。

マシュー・シュリーブ Matthew Shrieve
【演者】マーク・シンガー
【初出】『ARROW/アロー』シーズン3 第14話
合衆国陸軍大将。生物兵器で中国を滅亡させることを企む。

バロン・ライター Baron Reiter
【演者】ジミー・アキンボラ
【初出】『ARROW/アロー』シーズン4 第2話
犯罪組織「シャドウスパイア」のリーダー。戦争の裏で麻薬の密売を行なっていた。闇の力を授ける「クシュ像」を求め、2010年頃に組織を率いてリアン・ユーに訪れる。

タイアナ・ベネディクトフ Taiana Venediktov
【演者】エリシア・ロタル
【初出】『ARROW/アロー』シーズン4 第2話
バロン・ライターたちに囚われ、リアン・ユーで奴隷のように扱われていた女性。オリバーに協力して、バロン・ライターに立ち向かう。

コンスタンチン・コバール Konstantin Kovar
【演者】ドルフ・ラングレン
【初出】『ARROW/アロー』シーズン5 第6話
ロシア政府の有力者。その地位を利用して不正を働く。ブラトヴァとは敵対関係にある。

### スーサイド・スクワッド
正式名称は「タスクフォースX」。
立案者であるアマンダ・ウォラーが死亡した後は休止となったが、『ARROW/アロー』シーズン7にて「ゴースト・イニシアチブ」に名を改めて再開される。
フロイド・ロートン Floyd Lawton / デッドショット Deadshot
【演者】マイケル・ロウ
【吹替】志賀麻登佳
【初出】『ARROW/アロー』シーズン1 第3話
クラーレを塗った銃弾を使う狙撃手で、自分が殺したターゲットの名前を刺青している。アンディ・ディグル殺害の犯人。ディグルは、彼がターゲットを撃ち損ねたせいで自分の弟が死んだと考えていたが、後にロシアの強制収容所で再開した際にデッド・ショット本人から自分が撃ち損ねることはないと言われ、初めからディグルの弟がターゲットであったことが判明した。強制収容所からディグルたちと脱出後、去り際に自分を逃がしてくれた礼にディグルに依頼人の情報を渡した。

アロー〈シーズン2〉現在編
ブロンズタイガーやシュラプネルとともにスーサイド・スクワッドに加入する。

ベン・ターナー Ben Turner / ブロンズ・タイガー Bronze Tiger
【演者】マイケル・ジェイ・ホワイト
【初出】『ARROW/アロー』シーズン2 第2話
ナイフ型の三本爪をもつナックルガードを武器とする男。飛来するアローの矢を切り落とす技量を持つ。

アロー〈シーズン2〉現在編 第2話
トライアドのチャイナ・ホワイトの新しいパートナーで、グレイズ記念病院に運ぶ薬品を積んだトラックを襲っていた。アローと戦うが最終的に敗れ、チャイナホワイトとともに警察に逮捕された。
アロー〈シーズン2〉現在編 第12話
刑務所から脱獄。脱獄を手配した人物の依頼でマルコムの地震発生装置（試作品）を盗むが、アローとロイによって倒され、逮捕されて刑務所に逆戻りした。
アロー〈シーズン2〉現在編 第16話
スーサイド・スクワッドに加わる。

マーク・シェファー Mark Scheffer / シュラプネル Shrapnel
【演者】ショーン・メイハー
【吹替】滝知史
【初出】『ARROW/アロー』シーズン2 第10話
連続爆弾魔。表の顔はおもちゃ屋の店主。スターリング・シティにある政府の建物二つを爆破し、さらにブラッドの政治集会に爆弾を仕掛けるが、アローによって阻止される。後にスーサイド・スクワッドに加わるが、作戦行動中に逃亡を図った為、脊髄に埋め込まれた爆弾が爆発して死亡した。

キャリー・カッター Carrie Cutter / キューピッド Cupid
【演者】エイミー・ガメニック
【吹替】井上喜久子
【初出】『ARROW/アロー』シーズン3 第6話
スターリング・シティ警察の元警官で、女性初のSWAT隊員。スレイドが引き起こした擾乱の中、アローに命を救われたことから、アローに邪な恋情を抱き執着する。シーズン4ではデッドショットの死を引きずってカップルを殺害していた。

ディガー・ハークネス Digger Harkness / キャプテン・ブーメラン Captain Boomerang
【演者】ニック・E・タラベイ
【吹替】後藤光祐
【初出】『ARROW/アロー』シーズン3 第7話
元オーストラリア秘密情報部員。ブーメランを巧みに操る。過去のスーサイド・スクワッドで処分されたはずだったが、頭部の爆弾が不発で生き延びており、当時指揮をしていたライラとARGUSを恨んでいる。

チャイナ・ホワイト China White
【演者】ケリー・ヒュー
【初出】『ARROW/アロー』シーズン1 第2話
白い髪をした殺し屋。トライアドの幹部。スターリング・シティで活動しており、”アロー”の前にたびたび立ちはだかる。マルコムとも裏で繋がっている。

### バーティネリ家
スター・シティのギャング。
ヘレナ・バーティネリ Helena Bertinelli / ハントレス Huntress
【演者】ジェシカ・デ・ホウ
【吹替】小松由佳
【初出】『ARROW/アロー』シーズン1 第7話
フランク・バーティネリの娘。婚約者のマイケルを殺した父親に復讐を誓っている。オリバーと素性が似ているが、オリバーと比較してダークな存在である。オリバーが悪者に贖罪の機会を与えようとするのに対し、ヘレナは問答無用で相手を処刑する。一時はオリバーと意気投合するかに見えるが、その過酷さゆえに袂を分かつことになる。当初はオリバーと同様に弓を用いていたが、オリバーから贈られた前腕装着型のボウガンを使用するようになる。

フランク・バーティネリ Frank Bertinelli
【演者】ジェフリー・ノードリング
【初出】『ARROW/アロー』シーズン1 第7話
ヘレナの父で、ギャングのボス。フランクは自分を告発しようとしていた娘ヘレナの婚約者のマイケルを殺しており、そのことからヘレナに恨まれ、命を狙われる。

ニック・サルヴァティ Nick Salvati
【演者】ターモー・ペニケット
【初出】『ARROW/アロー』シーズン1 第7話
フランク・バーティネリの右腕。

### ヴァーティゴの売人
合成ドラッグ「ヴァーティゴ」の製造・密売をする者。
セシル・アダムス Cecil Adams / ヴァーティゴ伯爵 Count Vertigo
【演者】セス・ガベル
【吹替】阪口周平
【初出】『ARROW/アロー』シーズン1 第12話
ヴァーティゴのオリジナルを作った犯罪者。”伯爵” (The Count)、または”ヴァーティゴ伯爵” (Count Vertigo)とも呼ばれている。オリバーの妹テアも手を出している危険なドラッグ「ヴァーティゴ」を売りさばいている。アローと戦うが、最終的に大量の「ヴァーティゴ」を注入され、心身ともに異常を来たした。警察に逮捕された後、精神科病院に送られる。
その後、回復してアイアンハイツ刑務所に収容されていたが、グレイズ地区の地震を機に、ドールメーカーと同じく刑務所から脱獄。アローの正体がオリバーであることを知り、クイーン産業を襲ってフェリシティを人質に取り、アローに「彼女をヴァーティゴの過剰摂取で殺す」と脅しをかける。アローはフェリシティを守るため、やむなく彼を殺した。

ドクター・ウェッブ Dr. Webb
【演者】ダレン・ドリンスキー
【初出】『ARROW/アロー』シーズン1 第19話
精神科病院の精神科医で伯爵の担当医師。伯爵の腎臓中の残留物を分析し、新たな「ヴァーティゴ」を作り、売りさばいていた。アローは医療刑務所に侵入し、ヴァーティゴ伯爵がとても新たな「ヴァーティゴ」を作れる状態でないことを知り、最終的にウェッブに行きつき、彼を殺した。

ウェルナー・ザイトル Werner Zytle / ヴァーティゴ伯爵 Count Vertigo
【演者】ピーター・ストーメア
【初出】『ARROW/アロー』シーズン3 第1話
合成ドラッグ「ヴァーティゴ」に改良を加えた男。アローに反感を持つ犯罪者たちを従え、改良を加えた「ヴァーティゴ」を使い、邪魔者であるアローを排除しようとした。

デレク・サンプソン Derek Sampson
【演者】コーディ・ローデス
【初出】『ARROW/アロー』シーズン5 第3話
ヴァーティゴを基に作られた「スターダスト」を売りさばく人物。ワイルド・ドッグと戦った際に化学薬品のタンクに落ち、その薬品の作用で超人的な治癒能力を得る。

### 『ARROW/アロー』で登場したその他の人物

#### 『ARROW/アロー』シーズン1で登場
アダム・ハント Adam Hunt
【演者】ブライアン・マーキンソン
【吹替】青山穣
【初出】『ARROW/アロー』シーズン1 第1話
ハント・マルチナショナル社のCEO。金と権力のためなら手段を選ばない冷酷なビジネスマン。ロバートの悪人リストに載ってる。詐欺で集団訴訟されている彼に対して、アローは4000万ドルを支払えと脅迫するが、ハントは拒否。最終的にアローは彼の口座をハッキングして4000万ドルを奪い、その金を被害者に返す。第9話「新たな闇」でアローの模倣犯によって殺される。

コンスタンティン・ドラコン Constantine Drakon
【演者】ダーレン・シャラヴィ
【初出】『ARROW/アロー』シーズン1 第1話
アダム・ハントのボディーガードで警備主任。雇い主であるハントを守るためアローと戦うが、殺される。

ジョアナ・デ・ラ・ヴェガ Joanna De La Vega
【演者】アニー・イロンゼ
【初出】『ARROW/アロー』シーズン1 第1話
ローレルの同僚弁護士で親友。

デレック・レストン Derek Reston / キング
【演者】カリー・グレアム
【初出】『ARROW/アロー』シーズン1 第6話
ロイヤルフラッシュ・ギャングのリーダー。以前はクイーン産業の工場で働いていた従業員。オリバーの父ロバートが生前、工場を閉鎖して中国に生産拠点を移したことにより、レストンは職も家も失った。そのため、家族とともに銀行強盗をして生活している。最終的に警備員が放った銃弾から息子を庇い、彼は死亡した。

ガーフィールド・リンズ Garfield Lynns / ファイヤーフライ Firefly
【演者】アンドリュー・ダンバー
【初出】『ARROW/アロー』シーズン1 第10話
元消防士。スターリングシティにあるノデルタワーの爆発事故で死亡したと考えられていたが、酷い火傷を負いながらも生存していた。仲間に置き去りにされたことを逆恨みし、復讐のため昔のチームメイトだった消防士を次々に焼き殺した。消防署長を殺すためクラブ「ヴァーダント」を襲撃する。アローはリンズを殺さず、彼にやり直せるように協力すると提案するが、リンズはそれを断り、自ら炎に飛び込んで自殺した。

テッド・ゲイナー Ted Gaynor
【演者】ベン・ブロウダー
【初出】『ARROW/アロー』シーズン1 第11話
ディグルの軍人時代の上官で恩人。現在は民間警備会社を経営。ロバートの悪人リストに載っていることもあり、多発している現金輸送車強盗の一味だと、アローは目星を付けていたが、ディグルはゲイナーの無実を証明するため、彼の会社ブラックホークに潜入。だが、ゲイナーは本当に輸送車強盗団のボスであった。それをディグルに知られるとゲイナーはディグルの義妹カーリーを人質にし、彼に強盗を強要するがディグルはそれを拒否。アローとともにゲイナー一味を一網打尽にした。

#### 『ARROW/アロー』シーズン2で登場
シンディ・"シン” Cindy "Sin"
【演者】ベックス・テイラー＝クラウス
【吹替】長尾明希
【初出】『ARROW/アロー』シーズン2 第3話
暴漢にレイプされようとしていたところをカナリアことサラに助けられ、以後彼女と生活をともにしている。母親は生後間もなく他界。父親は5年前にオリバー達のいる孤島に墜落、サラに娘のことを話した後、絶命した。ある一件でカナリアを探しに来たロイと出会い、またそれがきっかけ彼の恋人であるテアとも知り合い、後に二人とは友人となる。

ジーン・ロリング Jean Loring
【演者】テリル・ロセリー
【初出】『ARROW/アロー』シーズン2 第3話
モイラの法律相談役かつ友人。

アダム・ドナー Adam Donner
【演者】ディラン・ブルース
【吹替】倉富亮
【初出】『ARROW/アロー』シーズン2 第1話
スターリング・シティのやり手の検事で、ローレルの新職場となった検事局における上司。頭脳明晰でカリスマ的な”オール・アメリカン”弁護士。法を無視して勝手な悪人退治を行っている”ヴィジランテ”たち（vigilantes）を根絶しようとしている。

バートン・マティス Barton Mathis / ドールメーカー Dollmaker
【演者】マイケル・エクランド
【吹替】一条和矢
【初出】『ARROW/アロー』シーズン2 第3話
ランス刑事にかつて逮捕され投獄された連続殺人者。特殊な樹脂を飲ませて窒息死させた美女を樹脂コーティングして人形のように飾り付けることからドールメーカーと呼ばれた。「事業」により発生したグレイズ地区の地震で脱獄し、犯行を再開する。ランス刑事への復讐のためにローレルを拉致し、目の前で殺そうとするがアローにより阻止される。ブラックキャナリーに棒で一突きされて殺された。

ウィリアム・タックマン William Tockman / クロック・キング Clock King
【演者】ロバート・ネッパー（Robert Knepper）
【吹替】若本規夫
【初出】『ARROW/アロー』シーズン2 第14話

アロー〈シーズン2〉現在編 第14話
自身は手を汚さず、他の者を実行犯として使い、銀行強盗を行っていた。フェリシティの設置したファイヤウォールを突破してチーム・アローのコンピュータをハッキングできるほどのプログラミング言語学者。フェリシティによる逆ハッキングによって胸ポケットのスマートフォンを爆破され、意識を失ったところを逮捕された。
フラッシュ〈シーズン1〉
セントラル・シティ警察で人質を取り、籠城事件を引き起こす。

#### 『ARROW/アロー』シーズン3で登場
テッド・グラント Ted Grant / ワイルドキャット Wildcat
【演者】J・R・ラミレス
【初出】『ARROW/アロー』シーズン3 第3話
元プロボクサーで、“ワイルドキャットジム”のオーナー。ローレルに請われて格闘術の訓練をする。実はフードの男が現れる以前に、スターリング・シティで自警行為をしていたことがある。

ダニー・ブリックウェル Danny Brickwell / ブリック Brick
【演者】ヴィニー・ジョーンズ
【吹替】中田譲治
【初出】『ARROW/アロー』シーズン3 第10話
アロー〈シーズン3〉現在編
グレイズ地区支配を目論む悪党。痛みを感じない体質を活かし強靭な拳を武器とする。

サイモン・ラクロワ Simon Lacroix / コモド Komodo
【初出】『ARROW/アロー』シーズン3 第2話
サント・ソフィー・ケベックで傭兵をしていた。仮面を被った弓の使い手。当初はサラを殺した犯人だと思われチームアローに追われた。

マーク・ショウ Mark Shaw
【演者】デヴィッド・キュービット
【初出】『ARROW/アロー』シーズン3 第3話

クーパー・セルドン Cooper Seldon / ブラザー・アイ Brother Eye
【演者】ノーラン・ジェラード・ファンク
【初出】『ARROW/アロー』シーズン3 第5話
フェリシティの大学生時代の彼氏で、ハッキングして奨学金のデータを削除しようとしてFBIに逮捕された。シーズン4ではダミアン・ダークに脱獄を手助けをしてもらい、手先となった。

ジェイク・シモンズ Jake Simmons / デスボルト Deathbolt
【演者】ダグ・ジョーンズ
【吹替】小形満
【初出】『ARROW/アロー』シーズン3 第19話
プラズマエネルギーを放つ能力を持ったメタヒューマン。S.T.A.R.ラボの事故で生まれたメタヒューマンではないらしいが、詳細は明かされなかった。

アロー〈シーズン3〉第19話
アローとして活動できなくなったオリバーに代わって出撃したレイ・パーマーに敗北し、身柄をフラッシュたちに引き渡される。
フラッシュ〈シーズン1〉第22話
共にメタヒューマンたちを輸送するはずがチーム・フラッシュを裏切ったスナートにより、脱獄。同じく脱獄したマーク・マードンらとチーム・フラッシュに逆襲の攻撃をする。しかし、直後にスナートの放ったコールドガンによって死亡。スナート曰く「金を貸していた」。

#### 『ARROW/アロー』シーズン4で登場
ロニー・マチン / アナーキー Anarky
【演者】アレクサンダー・カルヴァート
【初出】『ARROW/アロー』シーズン4 第2話

ジェレミー・テル Jeremy Tell / ダブルダウン Double Down
【演者】JR・ボーン
【初出】『ARROW/アロー』シーズン4
体のトランプのタトゥーを剥がして実体化することができるメタヒューマン。

#### 『ARROW/アロー』シーズン5で登場
クリストファー・チャンス Christopher Chance / ヒューマン・ターゲット Human Target
【演者】ウィル・トラバル
【吹替】藤真秀
【初出】『ARROW/アロー』シーズン5 第5話
本物と見分けをつけられないほどの変装技術を持ったボディーガード。オリバーが死を偽装しなければならなくなった際、オリバーに変装し、ギャングに殺されたふりをした。

トビアス・チャーチ Tobias Church
【演者】チャド・コールマン
【初出】『ARROW/アロー』シーズン5 第1話
ダミアン・ダークの死後、スターシティーの裏社会のトップになるために現れた。

#### 『ARROW/アロー』シーズン7で登場
ケヴェン・デール Keven Dale
【演者】Raj Paul
【初出】『ARROW/アロー』シーズン7 第10話
2040年代の未来で、テロ組織「エデン・コア」を率いている人物。表向きはグレイズの大企業「ギャラクシー・ワン」のCEOとして活動しながら、スター・シティの破壊を企む。
名前から察するに、2010年代にエデン・コアのリーダーだったヴェロニカ・デールの子孫か親戚である。

## 『THE FLASH/フラッシュ』を中心に登場

### チーム・フラッシュ
セントラル・シティを中心に活動するヒーローチーム。S.T.A.R.ラボを拠点としており、科学力の高さも犯罪者との戦いに活きている。
アローとの違いとして｢殺しをしない｣事が挙げられ、フラッシュはセントラルシティの市民からヒーローとして慕われ、シーズン2では市長から街の鍵を授与された。
バリー・アレン Barry Allen / フラッシュ The Flash
【演者】グラント・ガスティン
【吹替】福山潤
【初出】『ARROW/アロー』シーズン2 第8話
『THE FLASH/フラッシュ』の主人公。フルネームは「バーソロミュー・ヘンリー・アレン」。
セントラル・シティ警察の科学捜査官。明るく素直な楽天家で、空気を読むことや嘘、その場しのぎが苦手。その一方、父母を失っている経験からアイリスをも失うことを恐れて、彼女に寄せる想いを長年秘密にしている。
11歳の頃、「赤と黄色の閃光」が母親を襲う光景を目撃しており、母はその直後に殺害されている。父が母の殺害犯として逮捕され刑務所に入れられた後はジョーに引き取られて育った。見たままを証言して父の無実を訴えたものの荒唐無稽として信用を得られず、「ありえないもの」の存在を実証しようとして不可思議な事件を調べるようになった。
S.T.A.R.ラボでの粒子加速器の爆発の際、稲妻に打たれ、9ヶ月に及ぶ昏睡状態から目覚めると超人的なスピードを身につけていた。強力な代謝により骨折が数時間で回復するほどの治癒力も備わった。アルコールの分解も速いため通常の酒を飲んでも全く酔わなくなる。
能力を人のために役立てることを迷い、スターリング・シティでヒーローとして活動しているアローに相談。彼から「君なら俺より上手くやれる」と励ましを受けたことでヒーローとして活動する決心を固める。
当初、セントラル・シティの市民たちからは「赤い閃光」と呼ばれていたが、やがて「フラッシュ」の名で知られるようになった。
フラッシュとして活動するうち、腕を高速回転させることで突風を起こす、高速移動時にスピードフォースから発生する稲妻を投げつける、物体を通り抜けるなどの技を習得。スピードの向上によりタイムトラベルも行えるようになり、その応用で同じ瞬間に複数のフラッシュを存在させる「残存する時間軸」も実行可能となるが、時間操作は危険も孕んでいる。
オーディションに臨む際のキャラクター研究にコミックを用いたグラント・ガスティンは、その全てを読み込むのは不可能であると考え、「見た目と感じ」が番組イメージに近いと感じたNEW52に焦点を当てたという。

アイリス・ウェスト Iris West
【演者】キャンディス・パットン
【吹替】村中知
【初出】『THE FLASH/フラッシュ』シーズン1
ジョーの娘。本名はアイリス・アン・ウエスト。バリーがウエスト家に引き取られてからずっと姉弟のように過ごしてきており、現在も親友。バリーから長年に渡って恋愛感情を抱かれていたが気づかず、バリーが昏睡に陥っている間にエディと交際を始めた。
フラッシュが人を救う光景を目撃したことで、彼の存在を皆に知ってほしいとの考えを抱き、ブログを使ってその情報を広める。当初は「赤い閃光」と表現していたが、後にバリーとの会話中に発した「フラッシュ」の一言を気に入って、以降フラッシュと呼ぶようになった。
ブログではフラッシュ以外にもメタヒューマンの関わる噂や都市伝説を（メタヒューマンの存在を知らぬまま）扱うようになり、その危険を知る父ジョーやバリー、さらにはフラッシュ自身からもブログをやめるよう忠告を受けるも反発。それまで匿名だった記事を実名で書くようになった。さらにジャーナリストを志望し、劇中で有名な新聞社であるセントラルシティピクチャーニュースで新聞記者の職に就くが、フラッシュに関する記事を求められ普通の記事を任せてもらえなかった。しかし自分なりの努力・度胸をみせ次第にジャーナリストとしての才を表してゆく。
そしてバリーが入院していた頃の電気が走るような感覚をフラッシュから感じたことでフラッシュの正体がバリーだと知る。最初は嘘をつかれたていたことからバリーやジョーを責めるが、正義のために戦う彼らの姿を見て許し、チームフラッシュの一員として協力するようになる。
エディとは同棲を開始し、終盤でプロポーズを受け愛を誓うが彼がイオバードを倒すために自ら犠牲となったことで悲恋に終わってしまう。
シーズン2では死んだ者と思っていた自身の母親であるフランシーヌ・ウェストが生きていたうえに弟ウォリーを出産していた事実を知り家族への気持ちで葛藤する。
シーズン3ではバリーと正式に恋仲になり、新たに人生の一歩を歩み出す。しかし自分がサビターに殺される未来にあると知り運命を変えるため奔走することになる。
シーズン4でメルティングポイントの能力によって一時的にスピードスター化する。その際の稲妻の色は紫だった。

ジョー・ウェスト Joe West
【演者】ジェシー・L・マーティン
【吹替】山岸治雄
【初出】『THE FLASH/フラッシュ』シーズン1
フルネームは「ジョセフ・ウエスト」。アイリスの父でセントラル・シティ警察の刑事。母を失い父も投獄されたバリーを引き取った。
犯罪を断固として許さず、メタヒューマンの規格外の能力を前にしても動じない強い心根を持ち、正義感の元に日夜犯罪者の逮捕に奔走する刑事の鏡と言える人物。やや過保護なほどに家族愛が強くバリーのことを我が子のように扱っており、彼からも父親のように慕われている。特に実娘のアイリスに対する愛情は取り分け強いものがあり、シーズン1で交際関係にあった相棒のエディに一時敵意じみた感情を抱いたり、バリーにも「必ず幸せにしろ」と釘を指している。カンも鋭く事件の真相を「刑事のカン」として感覚的に察知していたり、バリーのアイリスへの気持ちを察しつつも黙って見守っていた。時折、周囲の人物が笑わないようなことで吹き出しそうになるなど笑いのツボが他人とはズレているところがある。
フラッシュ〈シーズン1〉
10年前のバリーの母親・ノラが殺害された事件に於いて現場に駆けつけ父親のヘンリーを犯人として逮捕し、バリーの「閃光の中に人がいた」という目撃証言を「親を守ろうとして子供が作り上げた嘘」とした信じず、大人になっても言い続ける彼に世話を焼きながらも呆れていた。しかしバリーがスピードを使ってウェザー・ウィザードを倒すところに居合わせ、メタヒューマンの存在を知る者の一人となり、以後チームフラッシュに協力するようになる。メタヒューマンの存在を知ったことで考えを改め、バリーとヘンリーの元へ赴き謝罪。ノラの殺害事件の真相を知るべく再び調査を始める。そして、ウェルズ（イオバード）の態度に疑念を抱いて秘密裏に素性調査を進める。

シスコ・ラモン Cisco Ramon / ヴァイブ Vibe
【演者】カルロス・バルデス
【吹替】藤田大助（『THE FLASH/フラッシュ』シーズン1～）
【初出】『ARROW/アロー』シーズン2 第19話
S.T.A.R.ラボの最年少科学者で機械工学の天才。陽気でお調子者のオタクで、特徴的な犯罪者やメタヒューマンが現れるたびにあだ名をつけて面白がっている。
フラッシュが身にまとう耐熱・耐摩擦スーツは彼がかつて消防士用に開発していたもので、元々はなかった稲妻マークを取り付けたのも彼である。スーツはお気に入りの発明品と言っており、スーツが破損・焼失した際には怒ったが、その原因となったメタヒューマンが美女と知るや、気を取り直している。
バリーと親しくなる前、もし彼が危険な人物であったらと心配して、フラッシュのスピードに対抗する武器として絶対零度を放射する銃を開発していた。バリーと友人になってからもこれを破棄せず保管していた結果、キャプテン・コールドの手に渡ることになってしまった。ジョーの依頼により、バリーの母親の死とウェルズ博士を調べることになる。当初はウェルズ博士への信頼から彼が犯人であるはずがないと主張していたが、次第に博士を疑うようになる。
マーク・マードンとの戦いでバリーが1日時間を巻き戻ってしまう前の時間軸では、ついにウェルズの正体がリバース・フラッシュであることを知るが、そのままウェルズに殺害された。その後、巻戻った後の時間軸で自分が殺される夢を見るようになり、バリーたちにそのことを伝える。
シーズン2では、セントラル・シティ警察に新設されたメタヒューマン対策本部でジョーを手伝っている。以前の夢を見る現象がさらに発現し始め、これは後にメタヒューマンとしての能力である事が明らかとなり、バリーとケイトリンから「ヴァイブ」の名前を贈られる。次元を操ることができ、空間転移（並行世界への移動も可能）、物に触れることで所有者の過去・現在・未来を透視する、掌から空間の振動波を放つなど多彩な技を持つが、能力を完全に操るには特殊なゴーグルの装着を必要とする。ウェルズ（イオバード）から受け取ったという経緯からこの能力を畏怖し当初は使用を躊躇していた。しかしチームフラッシュの仲間の為にこの力と向き合いヴァイブである事を受け入れる。またかつての恩師のドッペルゲンガーであるハリーへは複雑な気持ちを募らせている。そのような複雑な状況に置かれつつも彼の実力を認めハリーとは良き友人となる。
名前はDCコミックスのヴァイブから取られている。

ケイトリン・スノー Caitlin Snow / キラーフロスト Killer Frost
【演者】ダニエル・パナベイカー
【吹替】東條加那子 → 行成とあ（『THE FLASH/フラッシュ』シーズン3～）
【初出】『ARROW/アロー』シーズン2 第19話
S.T.A.R.ラボ所属の科学者で生物工学の専門家。粒子加速器爆発事故でフィアンセのロニー・レイモンドを失ったが、その後もS.T.A.R.ラボに留まっている。
真面目な性格で、バリーやシスコが無茶をしようとすると苦言を呈したり自重を促す役回りである。対照的な性格のシスコとは仲が良く、お互い落ち込んだ時に励まし合っている。シスコと同様にメタヒューマンにあだ名をつけたがったり（ただしシスコに却下される）、採血器具を普段から持ち歩いているといった変わった面もある。
シーズン2で再度ロニーを失ったことでS.T.A.R.ラボを離れ、マーキュリー・ラボの研究員となる。しかしバリーの説得を聞きS.T.A.Rラボへ戻り再びチームフラッシュとして悪党退治を始める。
シーズン3では、極低温を操るキラーフロストとしての能力が発現。徐々にアース2のキラーフロストのように冷酷な人格への変貌を遂げてゆく。
シーズン4ではキラーフロスト部分が別人格として独立する。同シーズン終盤にてカウンセラーの助言からシスコの力を借りてキラーフロストの由来を調べたところ、粒子加速器が原因のものではなく子供の頃の事故が原因ですでに備わっていたものだと判明する。しかしデヴォーが奪い取ったメルティングポイントの能力が原因でキラーフロストが消えてしまう。
シーズン5ではキラーフロストを失いどうにか彼女を取り戻そうと奔走する。調査の結果メルティングポイントのパワーではなくブレインストームのパワーで深層心理に押し込まれていたことが分かり、セシルに使用していた機械の応用で対話に成功。入れ替わりも自由に可能になり、キラーフロストも感謝祭を楽しむなどより仲間として絆を深めてゆく。また一方で父親の死の真相を知り、新たに家族と向き合うこととなる。
原案は、DCコミックスのキャラクター「キラーフロスト」。
フロスト Frost / キラーフロスト Killer Frost
【演者】ダニエル・パナベイカー
【吹替】行成とあ
【初出】『THE FLASH/フラッシュ』シーズン3
ケイトリンの別人格。キラーフロストに覚醒したケイトリンから分裂して生まれた。極低温を操る。
シーズン4でケイトリンとは別の人格として独立する。チームフラッシュの一員として活動するようになり、シニカルな皮肉屋口調は変わらないが、良心はしっかり持っておりケイトリンが危機にさらされると自らバリーに｢ケイトリンを助けて｣と申し出るまでになる。しかし、いつでも自由に出てこられる訳ではなく、アドレナリンが分泌されないと対話もかなわない（どうしても出動しなければいけない時は無理矢理キラーフロスト状態へと移行するためにトラウマの刺激などの強硬手段に及ぶこともある）。そのため互いにコミュニケーションをとる時はメモを残している。

ハリソン・ウェルズ Harrison Wells
→ #ハリソン・ウェルズ

セシル・ホートン Cecille Horton
【演者】ダニエル・ニコレット
【吹替】西川侑津佳
【初出】『THE FLASH/フラッシュ』シーズン1
セントラルシティの地方検事で、メタヒューマンが起こす事件の捜査でジョーに協力している。クリフォード・デヴォー殺害容疑をかけられたバリーの弁護も担当。
シーズンが進むごとにジョーと親密な関係になっていき、シーズン4で結婚。彼の子を身籠り、テレパシー能力も得る。産まれた子供にジェナと名付けた。

ラルフ・ディブニー Ralph Dibny / エロンゲイテッドマン Elongated Man
【演者】ハートリー・ソーヤー
【吹替】森田成一
【初出】『THE FLASH/フラッシュ』シーズン4
元警官の私立探偵。殺人事件の証拠を改竄し、新人だった頃のバリーに告発され警察をクビになった過去を持つ。バリーがスピードフォースから帰還した際に発生したワームホールの近くでダークマターを浴びたバスの乗客の一人でもある。
後に改竄は悪意によるものではなく犯人を逮捕するために彼なりの正義感でやったことと分かり、バリーと和解。フラッシュであることを明かされ、ヒーローとしての勧誘を受けてチーム・フラッシュに協力するようになる。
一度人生を狂わされた経験から他人に対して斜に構えた性格で、下着を着用しないでズボンを履いたり、汗で湿り気が出るまでソファを洗浄しない、一目見ただけで女性のスリーサイズを判定する特技を身につけているなど品性はやや下劣。私立探偵一本で働いていた際にも浮気調査を主に扱い、緊迫した場面でも冗談ばかり言うため誤解もされやすい性分でトラブルが絶えない様子だった。だがこういった面とは裏腹に周囲に目を配っており、些細な変化にも気づきやすくいざと言う時にはいどれだけ拒まれようとも親身に支え、調子に乗って失敗した後は落ち込んで反省する面もあるなど根は熱い心を持った好漢。冗談を言い続けるのも永らく決まったパートナーに恵まれずめげていた母親を励ます為に始めたものを現在も継続しているからである。ただしウケはいまひとつ。。
メタヒューマンとしての能力は「ポリマー化したDNA細胞」で、ゴムのように体を伸縮させる事ができる。銃弾や小型爆弾などの物理的な攻撃は運動エネルギーを吸収して無力化してしまい、拳を大きくして攻撃力を底上げしたり大きく息を吸い込み全身を膨らませればクッションとして人命救助もこなせる。その他、体を変形させて思い浮かべた人物に擬態でき（声も変えられる）、嗅覚も発達している。弱点は熱を伴った光線や酸性の液体には常人並の耐性しかないこと。
シスコが正式なヒーローネームをなかなか決めなかったため名乗りを上げられず、ニュースのレポーターから「ストレッチマン」と呼ばれたことがあった。
シーズン5第1話で実はマルチバースやドッペルゲンガーについて全く理解していなかった事が分かった（その後ちゃんと知識はつけた）。
余談だがシーズン1の時点で名前は出ている（粒子加速器の被害者リストの一人）。
シーズン6では『クライシス・オン・インフィニット・アース』後の「フラッシュ亡き後の世界」に備え、エロンゲイテッドマンのロゴ（シンボルマーク）が決定され、警察署でフラッシュからヒーローとして正式に紹介された。
シーズン5最終回以降、スー・ディアボンの捜索を行っていた。シーズン6で発見するも、彼女の事情に振り回される。同シーズン最終回では彼女が冤罪で指名手配され、シーズン7第1話では彼女を守る為に2人で逃走している事情が明かされた。

カミラ・ファン Kamilla Hwang
【初出】『THE FLASH/フラッシュ』シーズン5
ジプシーとの交際が破局したシスコが新たに交際を始めた恋人。写真家で技術は一流。シスコがヴァイブである事を知らずにいた。しかしくだらない偏見などを抱かない性格でシーズン終盤でシスコがヴァイブである事を告白しても前と変わらず交際し、寧ろ秘密を打ち明けたことでより親密な仲へと発展した。

チェスター・P・ランク Chester P. Runk
【演者】ブランドン･マクナイト
【初出】『THE FLASH/フラッシュ』シーズン6
チーム・フラッシュに命を救われた天才科学者。ゴミ置き場の廃材だけでブラックホール発生装置を開発できるほどに卓越した技術の持ち主であり、シスコをして「天才」の太鼓判を押すほど。
平時はコメディアンやエンターテイナーを連想させるくらいに高いテンションで振る舞い、チームフラッシュ加入前には『調子はパーティーピーポー』という口上の元、動画配信をして生計を立てていた。
その腕を買われて、チームフラッシュに勧誘されフラッシュを崇拝する勢いのファンだった為に狂喜し加入。シスコの後任の技術担当となる。

アレグラ･ガルシア Allegra Garcia
【演者】ケイラ･コンプトン
【初出】『THE FLASH/フラッシュ』シーズン6
電磁スペクトルを操る能力を持つメタヒューマン。やさぐれた態度が目立つ出で立ちが印象的で、アイアンハイツ刑務所に入所経験があるなど不良少女の気があるものの、家族を心の底から心配し、積極的に人の役に立とうとするなど正義感が強い芯の通った人物。探究心や行動力も申し分無くアイリスに雇用され新聞記者の道を歩み始める傍らチームフラッシュに協力する。隠し事をされるのが嫌いであり、一度そういったことをした人物に対して二度目の信頼を寄せるのは難しい様子。

### ハリソン・ウェルズ
全シーズンを通して重要な役割を担っているキーマン。トム・キャバナーが一貫して演じている（イオバード・ソーンの本体は除く）。日本語版吹替は宮本充（イオバード本体は除く）。
マルチバースの数だけ個性的なハリソン・ウェルズが存在し、下記の他にも、地獄のウェルズ（お腹が弱い）、アース17のウェルズ（オタク）、パントマイマーのウェルズ（イタリア語で話す）、アース12のヘル・ハリソン・ウォルフガング・ウェルズ（4つの博士号を持っている嫌味な人物）、アース47のエイチ・ロザリオ・ウェルズ（億万長者の発明家）、アース22のウェルズ2.0（トゥーポイントオー）、灰色のウェルズ（ロード・オブ・ザ・リングのガンダルフのようなコスチュームを纏っている）、アース24のサニー・ウェルズ（サングラスをかけたチンピラ風の好感）、アース25（バンサンク）のH.P.ウェルズ（フランス語で話す）など、様々な個性のウェルズが存在する。
イオバード・ソーン Eobard Thawne
→ #イオバード・ソーン

ハリソン・ウェルズ Harrison Wells / タイムレス・ウェルズ Timeless Wells
【初出】『THE FLASH/フラッシュ』シーズン1
イオバードに殺されて成り代わられた、本物のハリソン・ウェルズ。シーズン1開始時には既に死んでいた為に過去の場面でしか出番がなかったが、シーズン7にてマルチバースの全ウェルズが消滅した代わりに復活する。マルチバースの全ウェルズの記憶と、時間軸を操作する能力を持つ。

ハリー・ウェルズ Harry Wells
【初出】『THE FLASH/フラッシュ』シーズン2
アース2のハリソン・ウェルズ。アース1のハリソン・ウェルズに勝るとも劣らない科学者。イオバード・ソーンが成り代わっていたハリソン・ウェルズとの区別の為に、「ハリー」と呼ばれる。
ズームを倒すべくアース1に来訪し、S.T.A.R.ラボに滞在することになるが、傲慢な性格から周囲と衝突を繰り返す。同じアース2のジェイ・ギャリックとは顔見知りであるが、顔を合わせる度に言い争う。実は娘のジェシーをズームに人質にされており、ズームから脅迫されている。一方で、娘の為には殺人も辞さない覚悟を決めている。
ジェシー救出後はチーム・フラッシュに本格的に加わる。性格は相変わらずで、シスコとはたびたび文句を言い争うが、互いに能力を認め合ってもいる。
ズームを倒した後はアース2に帰還したが、シーズン3でアース1に戻ってくる。H.R.のことを｢アホ｣などと馬鹿にしてはいるが、同じチーム・フラッシュとして共感もしている。
シーズン4では、再びチーム・フラッシュの一員として活動する。しかし、自分よりも遥かに優れたデヴォーの知能を痛感すると、チームに貢献できない自分には価値がないと劣等感に苛まれるようになる。そして、躍起になり、シンキングキャップを模した知能増幅器を自らに使用するが、失敗し、徐々に知能が失われていくようになってしまう。

H.R.ウェルズ H.R. Wells
【初出】『THE FLASH/フラッシュ』シーズン3
アース19のハリソン・ウェルズ。H.G.ウェルズならぬH.R.ウェルズ。
アース2に帰還するハリーに代わる人材をチーム・フラッシュが募集した際に名乗り出たウェルズの一人だが、チームに加入した後に実は科学者ではなく小説家であることが判明する。アース1では「ハリソン・ウェルズ」はノラ・アレン殺害犯として知られているため、アース19の顔面変形装置により姿を変えて行動する。
科学知識こそ持たないが、小説家らしい富んだ発想でチームの手助けをする。陽気でお喋りな性格で、バリーのことを「B.A.」と呼ぶなど、チームの仲間のことを特徴的な名前で呼ぶ。コーヒーとビックベリーバーガーを愛し、コーヒーに至っては他人の好みのフレーバーも把握している。また、ドラムスティックを愛用し、何かと振り回している。

シャーローク・ウェルズ Sherloque Wells
【初出】『THE FLASH/フラッシュ』シーズン5
アース221のハリソン・ウェルズ。フルネームは「ハリソン・シャーローク・ウェルズ」。フランス語を用いるのを好む。「シャーローク」は「シャーロック」をフランス語風に読んだもの。
チーム・フラッシュがシカーダを捕まえる為に呼んだマルチ・バースの探偵で、複数のアースで計37人のシカーダを捕まえている。推理能力は確かなものだが、かなり膨大な報酬をもらう。同じく私立探偵であるラルフとは張り合い、ラルフを｢キリンちゃん｣と呼ぶ。
実はバツ7で、5人の元妻（4番目と6番目の妻とは2回結婚している）がいる。全員に慰謝料を請求されていて支払いに追われている為、探偵業で多額の報酬を要求していた。
その離婚歴から、アース221にはない文化である感謝祭に否定的な態度を取り、「感謝しない祭」を作ろうとする。しかし、キラーフロストから｢一番感謝することがない私でも楽しもうとしているのに、くだららないことをするな｣と一蹴される。

ナッシュ・ウェルズ Nash Wells / パライア Pariah
【初出】『THE FLASH/フラッシュ』シーズン6
フルネームは「ハリソン・ナッシュ・ウェルズ」。マルチ・バースを転々としている探検家のハリソン・ウェルズ。
無神論者で、「神話を暴き、打ち砕く」ことがモットー。アース1には、神の如き存在であるモニター（マー・ノヴ）を追い詰めるために来ていたが、それはアンチモニターの罠で、結果として「クライシス」を引き起こしてしまう。
クライシス発生後は贖罪としてパライアとなり、ヒーロー達を助ける。
その後、全てのアースが統合された「アースプライム」では再びナッシュとして、クライシスを引き起こした事への罪悪感を抱えていたが、他のアースのドッペルゲンガー達（ハリー・ウェルズら）の幻覚が現れるようになり、しまいにはリバース・フラッシュに肉体を乗っ取られかける。

### スピードスター
超常的な速さを備えたメタヒューマン。
スピードフォース Speed Force / ノラ Nora
【演者】ミシェル・ハリソン
【吹替】まつだ志緒理
【初出】『THE FLASH/フラッシュ』シーズン1
意思を持った、超次元に存在する運動エネルギー。神同然の存在。時に人間の姿となって、バリーたちに接触する。どんな姿にもなれるが、大抵はバリーの母 ノラ・アレンの姿になっている。
スペクターの力の影響でクライシス・オン・インフィニット・アースの後に一度死亡するが、チーム・フラッシュの活躍により再誕する。その際、スピードフォースと共に「ストレングスフォース」「セージフォース」「スティルフォース」も誕生する。4つのフォースはお互いを兄弟姉妹と認識し、バリーを父親、アイリスを母親と捉えている。

イオバード・ソーン Eobard Thawne / リバース・フラッシュ Reverse-Flash / ハリソン・ウェルズ Harrison Wells
【演者】トム・キャバナー（ハリソン・ウェルズ）、マット・レッシャー（イオバード・ソーン）
【吹替】宮本充（ハリソン・ウェルズ）、水内清光（イオバード・ソーン）
【初出】『THE FLASH/フラッシュ』シーズン1
S.T.A.R.ラボを起ち上げた科学者。粒子加速器稼働を主導し、その爆発事故によって失脚した。事故以来、車椅子を使っている。能力を得たバリーの助言者となるが、あくまで研究材料として見ており、彼の命に危険があれば能力もまた失われてしまうという理由から悪のメタヒューマンと戦うことには反対した。しかしメタヒューマンを生み出した責任があるとしてやがて支援を引き受ける。それでもバリーの身に危険が迫ることに対して非常に敏感であり、シスコが対フラッシュ用の武器を作成していたことを知った際には激怒している。
その正体はハリソン・ウェルズではなく、作中現在（シーズン1時点の2014年）から136年後の未来で生まれた「イオバード・ソーン」。バリーが幼少の頃から追ってきたリバース・フラッシュの正体であり、エディ・ソーンの子孫でもある。
理知的な立ち居振る舞いが目立つものの、その実、思考の根底にあるのは自己の利益のみを追求する身勝手極まりない自己中心的なエゴイズムに満ちた利己主義。権謀術数に極めて長ける突飛した頭脳の持ち主で、周囲が全く違和感を抱かないほど卓越した演技力で人を欺き持ち前の話術で誑し込み物事の流れを自身の最大効率へと促す術を持ち常に一歩先を行く稀代の知恵者。その上忍耐力も凄まじく、十年以上に渡って行動して誰にも正体を悟られていなかった。しかし、それと同時に長期に渡ってバリー達と接したことで彼らに対して情が湧いたことも認めるなどある意味では非常に人間らしい人物像を持っている。
実際は歩行能力を失っておらず、タイムトラベルこそできないものの、外部からエネルギーを補充することでスピードスターとして活動することができる（ただし他人の目が無い自宅では普通に歩行している）。スピードスターとしての実力は非常に高く、フラッシュよりも遥かに速いスピードに、スピードミラージュを用いて単一ながら二箇所同時に別々の行動をとったり、残存した時間軸による自分自身の大軍団を作り上げるなど応用・駆使に対する柔軟性ともに優れた技術を持ち合わせ、未来のテクノロジーやツールも使用する。また、医学の知識と技術もあるらしく、カーラ・ダンバース／オーバーガール心臓移植手術も執刀した。
フラッシュであるバリー、ひいてはチームフラッシュへの執念は常軌を逸しており、心血を注ぐ勢いで彼らに干渉・妨害している。ウェルズに成り代わる前のイオバードが未来からやってきたり、バリーが過去に遡ってウェルズに成り代わっているイオバードに会うなど、様々な状況で劇中に登場し、何れにおいてもバリーとは敵対する不変の運命を辿っている。
フラッシュ〈シーズン1〉
初登場した時点で未来でフラッシュと敵対しており、過去に遡って幼少時のバリーを殺害することでフラッシュの存在を消そうとした。この行為がフラッシュのストーリーの始まりであり、全ての元凶となる。追ってきた未来のフラッシュにより当時のバリーは守られるが、代わりに母親のノラを殺害することでトラウマを与え、彼が将来フラッシュとなることを阻止しようとした。しかしノラ殺害直後に能力の源であるスピードフォースを失って自力でのタイムトラベルが不可能になり、未来へ戻るためフラッシュの存在が必要になったことから、未来の特殊な装置を使い、本物のハリソン・ウェルズから知識と外見を吸い取って成り代わる。そして15年かけて自分の時間軸の歴史よりも早く粒子加速器を完成させ、爆発事故を故意に引き起こしてバリーをフラッシュに変えた。
黄色のスーツを身に着け、フラッシュと正反対の存在「リバース・フラッシュ」を名乗って未来への帰還計画を進めるために暗躍する一方、ウェルズとしてバリーに対してスピード加速の訓練やアドバイスを行うが、危機に際して「スピードスターでなければできないアドバイス」をしてしまったため正体が発覚。アローとファイアストームの助力を得たフラッシュに敗れたものの、「私が未来に帰るのを手伝うなら、過去に戻って両親を救うチャンスを与える」と取引を持ち掛け、要求を飲ませた。しかし結局は過去改変を思い止まったバリーが母親を救わずに帰還し、戦闘に発展。優位に立ち回ったが、祖先であるエディが拳銃自殺したため、イオバードが生まれる未来が失くなり、消滅した。
フラッシュ〈シーズン2〉
自身が敗れた場合のメッセージ映像をバリー宛に残しており、自身の思いを述懐し、「お前は本当の意味で幸せになることはできない」と呪詛のように嘯くがその中で「ハリソン・ウェルズ」としてノラ・アレン殺害を自白し、ヘンリーが釈放されるきっかけを作った。
中盤ではウェルズに成り代わる以前のイオバード・ソーンとして登場。フラッシュの正体も知らずS.T.A.Rラボやハリソン・ウェルズ（アース2のハリー）を見ても初対面そのものの反応だった。未来へ帰る為の策のためにクリスティナ・マギーへ接触し装置が完成すると彼女を殺害しようとしたが、ヴァイブの力を駆使したバリーに阻止される。パイプラインへと閉じ込められるものの、これが原因でタイムパラドックスが発生し、シスコの存在が消滅する危機に陥った為に解放を決意したバリーによって別の時間へ逃がされた。
その後、バリーがズームへ対抗するためスピードアップを図りアドバイスを貰うためにウェルズへ成り代わっている最中に接触した。しかしバリーの立ち振る舞いが不自然な上に知りえないはずの情報すら把握していた為に接触間もなくして看破。自身の計画の失敗、そして敗北を悟り自棄を起こしそうになるが「未来への帰還は成功したもののその副産物として生まれた特異点の阻止のために来た」と聞き渋々協力に了承。タイムトラベルに対して全くの無知であるバリーに頭を抱え振り回されながらも最後までやりきり情報を渡した。
レジェンド・オブ・トゥモロー〈シーズン2〉
『THE FLASH』シーズン1で存在を消されたため運命の槍で現実を書き換えようと企み、ダミアンとマルコムを率いれ、リージョン・オブ・ドゥームを結成。消滅が確定する時間軸に追われており、それを修正するための存在であるブラック・フラッシュに極度の驚異を抱いている。また、シスコやケイトリンの記憶を保持しているが、イオバードとしての姿を保ち存在しているためどの時点での彼か詳細は不明。
フラッシュ〈シーズン3〉
ズームに父親を殺害され悲しみに耐えきれなくなったバリーがノラを殺害される夜へタイムトラベルしイオバードの行動を阻止した為にフラッシュポイントが発生。バリーが両親が健在の中幸せを謳歌する傍ら、ある倉庫の一角に能力抑制装置が施された牢屋に隔離されていた。時間軸を大きく改変した代償を知る身である事から忠告を重ね、いざ頼られた際には必要な行動、即ち「母親の殺害を懇願させる」という下衆の極みとすら言える言動の元に解放され、「今回ばかりは私がヒーローだ」と言う言葉と共にタイムトラベルを決行。ノラの殺害を遂行し歴史を元に戻した。
クライシス・オン・アースX
並行世界「アースX」のナチス軍にコンタクトをとり、アース1へ手引き。ヒーローを一網打尽にしようと企む。最終決戦ではフラッシュと対決し、僅差で敗北。しかしバリーのポリシーから見逃され、挑発的な言葉を投げかけた後に戦場から去っていった。

ジェイ・ギャリック Jay Garrick / フラッシュ The Flash
【演者】ジョン・ウェズリー・シップ
【吹替】江原正士
【初出】『THE FLASH/フラッシュ』シーズン2
アース3のフラッシュで、ヘンリー・アレンのドッペルゲンガー。ズームとの戦いに敗れ、抑制装置が内蔵された鉄仮面によって能力を封じられた状態で牢獄に囚われていた。ズームは彼の名を騙ってヒーロー活動を行っていた。
フラッシュがズームを倒した後に牢獄から開放され、アース1のヘンリー・アレンのドッペルゲンガーだったことが明らかとなる。
アース2へ戻るウェルズ親子と連れ立つ形でアース1を去るが、その後もバリーの窮地にはもう一人のフラッシュとして救援に駆けつけている。
フラッシュとしてのコスチュームは、バリーのように顔を隠す形状のマスクではなく、金属製のヘルメットが特徴で、このヘルメットを使った技も持っている。
シーズン4で老いから限界を感じ、引退すること、そして後身を育ている事を明かした。

ウォリー・ウェスト Wally West / キッドフラッシュ Kid Flash
【演者】キーナン・ロンズデール
【吹替】村瀬歩
【初出】『THE FLASH/フラッシュ』シーズン2
フランシーヌが姿を消した後に出産した、ジョーの実子でアイリスの実弟。フルネームは｢ウォーレス・ウェスト｣。工学の心得があり、ニトロを燃料とした違法改造車でレース賭博を行っており、フランシーヌの入院費を稼いでいる。
母親の教育の賜物で礼儀などは弁えているものの、他の家庭とは違う環境にコンプレックスを抱いており、不良行為を繰り返す。また、自分が周囲よりも劣っていると感じると焦燥感にかられて行動ばかり先んじる、自身に身の上話をしたリップ・ハンターのエピソードを聞き面と向かって「最低のクソ野郎」と言うなど我慢強さや配慮に欠けたティーンエイジャーの気質が抜けきっていない子供っぽい部分がある。しかし父親譲りの正義感も同時に内包しておりメタヒューマン絡みの事件でフラッシュに助けられて以降、彼に憧れ、自分も人助けをしたいと思いヒーローを志す。
シーズン3でスピードスターの能力を手に入れ、黄色いスーツのキッドフラッシュとしてフラッシュと共にセントラルシティを守るヒーローとなる。その後レジェンズに加わると旅先で出会った人物に師事したことによりスピードフォースの扱いが上達し、稲妻を用いた分身の生成など独自のファイトスタイルを確立した。また、片言ながら日本語も多少話せる模様。
同じ境遇で能力を得たジェシー・ウェルズとは恋仲。
演者のキーナン・ロンズデールは最初はジェファーソン・“ジャックス”・ジャクソンを演じるためレジェンド・オブ・トゥモローのオーディションを受けていたが、最終的にはウォリー・ウェスト役に落ちついた。

ジェシー・ウェルズ Jesse Wells / ジェシークイック Jesse Quick
【演者】ヴァイオレット・ビーン
【吹替】藤田曜子
【初出】『THE FLASH/フラッシュ』シーズン2
並行世界「アース2」の人物で、ハリーの娘。様々な分野の科学に精通した天才。ハリーとは絆で結ばれた親子関係だが、彼の傲慢で自分勝手な態度には嫌気を感じている。
シーズン3でスピードスターの能力が発現し、ジェシークイックとしてヒーロー活動を行うようになる。同じ境遇で能力に目覚めたウォリーとは恋仲。

ノラ・ウェスト＝アレン Nora West-Allen / エクセス XS
【演者】ジェシカ・パーカー・ケネディ
【初出】クロスオーバー・イベント『クライシス・オン・アースX』
未来から来たバリーとアイリスの娘でスピードスター。ヒーローコスチュームとしてかつてアイリスが使用したジャケットを使用している。ヒーローネームの「エクセス」は幼い頃から｢なんでもやりすぎる｣という彼女の性格から母親のアイリスが｢過剰｣の意味合いでつけた。
アース1
能力使用時、父 バリーと同じ黄色の稲妻と母 アイリスと同じ紫色の稲妻の両方を纏う。
フラッシュ〈シーズン4〉
正体を隠しながら登場。シーズン全体を通じてチームフラッシュの各メンバーとやり取りし、シーズン4終盤にバリーがシンカーの光の計画の衛星を破壊するのを密かに手助けする。その後、彼女はジョーとセシルの娘の出産祝いパーティーに現れ自身の正体が未来から来たバリーとアイリスの娘であることを明かす。
フラッシュ〈シーズン5〉
未来のクライシスで物心着く前に失踪した父 バリーに会うべく2049年の未来から現代へのタイムトラベルを決行したことが明かされる。
スピードスターとしては物体の通り抜けが出来ないなどまだまだ駆け出しで、世界を救うヒーローである父にいい所を見せようとするも空回りがち。しかし高速で走り時間を巻き戻すなど独自の応用性を見いだしているなど資質は十二分にある。母親であるアイリスとはあるわだかまりがあり、何かと避けがちなよそよそしい態度をとる。
未来から来たと言うだけあり、高度な技術のガントレット型のデバイスを持っていたり、先に出現するメタヒューマンの情報を持っていたりするが、未来で使用される｢シュウェイ（｢最高｣などのプラスの意）｣｢シュラップ（｢最悪｣などのマイナスの意）｣などの造語が通じない、警察の科学捜査の設備の違いに不慣れなどジェネレーションギャップを見せることもある。
実は裏で2049年でアイアンハイツ刑務所に投獄されているソーンと繋がっており彼の指示を聞いてシカーダ阻止のために行動している。ただし彼が自身の祖母であり敬愛する父のバリーの母親のノラ・アレンを殺害した事実は知らない。
アース・プライム
能力使用時、母 アイリスと同じ紫色の稲妻のみを纏う。

バート・アレン Bart Allen / インパルス Impulse
【演者】ジョーダン・フィッシャー
【吹替】花江夏樹
【初出】『THE FLASH/フラッシュ』シーズン7
バリーとアイリスの息子で、ノラの弟。

ハンター・ゾロモン Hunter Zolomon / ズーム Zoom / ジェイ・ギャリック Jay Garrick / フラッシュ The Flash / ブラック・フラッシュ Black Flash
【演者】テディ・シアーズ、トニー・トッド（ズームの声）
【吹替】川島得愛
【初出】『THE FLASH/フラッシュ』シーズン2
並行世界「アース2」から来た別世界のフラッシュ。別名｢クリムゾンコメット（紅の彗星）｣。凶悪なメタヒューマンであるズームという敵が現れるとバリーたちに警告する。自身は既にズームに敗れて、スピードスターの能力を奪われたと語った。同じスピードスターとしてバリーに稲妻の放ち方を教えたり、自信を無くした仲間へ激励をしたりと次第にチームフラッシュのメンバーと打ち解け絆を強めてゆく。特にケイトリンとは恋人としての感情が芽生えその関係を深いものへ発展させる。
実は彼自身がズームであり、本名はハンター・ゾロモンという23人を殺害したアース2で名の知れた連続殺人鬼であった（アース2では連続殺人鬼は稀であり、彼のテレビ番組が作られるほど）。かつて平凡な家庭で育ったハンターは11歳の頃アメリカ戦争から帰還した父に母を目の前で射殺され、身寄りのないままセントラルシティ養護施設へと入る。そこを出たハンターは殺人鬼へと変貌。逮捕され実験台となり電気椅子と多くの化学薬品に囲まれている時に粒子加速器の爆発で起きたダークマターを浴び、スピードスターとなった。
その後より速いスピードを得るため化学的にスピードを増強するスピードドラッグ（ヴェロシティ9）を 投与することにより次元間バリアを破る能力を持った彼は、アース3のフラッシュであるジェイ・ギャリックの名前を騙り、残存した時間軸を利用してフラッシュとズームの一人二役を演じることで自分の欲望を満たしていった。しかし、ヴェロシティ9の副作用による細胞劣化で死に直面したため、特異点発生による次元の裂け目を通ってアース1に現れ、アース1のスピードスターからスピードフォースを奪うことで延命を図っていた。
アース1にも同じハンター・ゾロモンはいるが、犯罪者でも無ければメタヒューマンでもないただの一般人である。しかしこの事をケイトリンに教えた事が彼の正体を知るきっかけになった。
正体が露呈した後は完全にバリー達と敵対。ウォリーを攫い、彼の命を交換条件にバリーのフラッシュとしてのスピードを奪いアース1を手中に収めようと配下のメタヒューマンの軍勢と共に侵攻を開始。『メタポカリプス』と呼ばれる惨劇を引き起こす。しかしバリーがスピードを取り戻し、更にはS.T.A.R.ラボのメンバーの活躍で配下のメタヒューマンが一網打尽にされてしまい、アース2へと撤退。そこで勝利を収めたかのように見えたが祝勝会を開いていたバリー達の元へ現れヘンリーを殺害。そしてジョーを攫いバリーにアース1を除く全てのアースの命運を賭けたレースを提示し、最初は自身のスピードで突き放し優勢に立ち振る舞うが、残存した時間軸を利用したバリーにジョーを救助され全てのアースを破壊する装置も停止させられた上に敗北。バリーの怒りを焚き付け自身を殺させようと煽るもバリーが誘き寄せたタイムレイスに連れ去られ死ぬ事すらできない因果応報の最後を迎える。
その後はタイムレイスの仲間にされ、ゾンビのようなブラック・フラッシュとなる。

サビター Savitar / バリー・アレン Barry Allen
【初出】『THE FLASH/フラッシュ』シーズン3
世界に誕生した最初のスピードスターと言われる、自称「スピードの神」。生物的なフォルムの特殊合金であるストレンジメタル製の鎧に身を包んでおり、瞬間移動が如き超高速度で移動するフラッシュとは異なるタイプのスピードスター。
未来でフラッシュに敗れており、スピードフォース内の牢獄に囚われていたが、バリーがフラッシュポイントを作り出してしまった事で現世に復活するきっかけを作ってしまった。アルケミーを使役し、フラッシュポイントの時点でメタヒューマンだった人物の能力を覚醒させる事件を起こす（サビターに能力を覚醒させられた人物は一定時間繭のような殻に閉じ込められ、脱皮して能力を得る）。
スピードフォースから賢者の石を介して直接アクセスしているためかスピードスター以外からは視認されていない。
スピードスターの中でも最速に近いスピードを誇り、度々他のスピードスターを圧倒する。武器として腕部に鋭利なブレードを仕込んでいるほか、鎧由来の高い防御力、成人男性を易々と片手で持ち上げる怪力、ほぼ無限のスタミナと活力、テレパシー、洗脳、エネルギーの吸収・放出、短距離のワープなど多岐にわたる強力な能力を持つ。
バリーに｢何者だ｣と聞かれる度に｢I am The Future Flash｣と答えている。
賢者の石をスピードフォースに封印すれば自身を永久に封印できると誤解させウォリーを利用してスピードフォースの牢獄から脱出。作戦を実行へと移すために本格的に行動を開始する。
その正体は、未来でサビターと戦った際にフラッシュが作り出した残存する時間軸のバリー・アレン自身で、度々発していた｢i am The Future Flash｣というのは嘘偽りない言葉通りの意味だった。
人物像に著しい変化が見られ、顔の右側に爛れた様な傷を負っており、メサイアコンプレックスのような気質が垣間見える。バリーの怒り、憎しみ、苦しみが具現化したような人格で、永遠にループした存在（鶏が先か、卵が先かに近い状況）。そのため様々な人物が言っている「世界に誕生した最初のスピードスター」というのは虚偽である。この嘘は自身を神格化し、様々な時代・世界でその信者を増やすためであり、同じ理由でアルケミーという存在を創り出した。
未来でサビターには勝利を収めたものの、周囲の人物が本物のバリーではないことを理由に彼を拒絶し否定したため、その苦しみから逃れるために神になることを画策。バリーから自由になるためにアイリスを殺害しようと企む。また、シーズン3終盤からはキラーフロストと化したケイトリンと手を組み行動している。
未来のバリー自身であるため過去の記憶を持っていることと、現在のバリーから記憶が随時更新されるため行動や発する言葉を一言一句違わず先読みできる優位性を持っているが、それ故にバリーが記憶を無くせばサビターも同様に記憶を無くし、バリーが感知していない作戦については予測がいきとどかない弱点も併せ持つ。また、鎧を脱いだ状態だとサビターとしての口調ではなくバリーに近い口調に戻り、一人称も『私』から『僕』になるなどバリーとしての面影は残っている。
原案は、DCコミックスの「サビター」と「フューチャー・フラッシュ」。サビターという名前は、ヒンドゥー教の神の一柱であるサビターに由来する。

イライザ・ハーモン Eliza Harmon / トラジェクトリ Trajectory
【演者】アリソン・ペイジュ
【吹替】今井麻美
【初出】『THE FLASH/フラッシュ』シーズン2
マーキュリー・ラボの研究員。ケイトリンが加速薬ヴェロシティ9を作るのを手伝ったが、研究が終わった後リバースエンジニアリングでヴェロシティ9を制作。自ら加速薬を使用しスピードスターとなって貴金属強盗を働いていた。
その後バリーによりスピードドラッグであるヴェロシティ9の服用を止めるように説得されるも拒絶。最終的にヴェロシティ9の乱用により、身体が耐え切れなくなり塵になって消えた。その際稲妻の色が黄色から青に変わった事でズームのスピードの秘密をバリー達が知る事となる。
スーツの制作及びトラジェクトリの名前は自ら名乗っておりシスコから「ヤバいやつは自分で名前をつける」と評価されていた。

エドワード・クラリス Edward Clariss / ライバル The Rival
【演者】トッド・ラサンス
【初出】『THE FLASH/フラッシュ』シーズン3
フラッシュポイントで悪事を行なっていたスピードスター。
対決する際に自ら顔と名前を晒す正々堂々した面と敗北しそうになった時、背後から不意打ちする卑怯な面を併せ持つ。
フラッシュポイントの人生を奪ったフラッシュに復讐すべく勝負を挑むも敗北。アイアンハイツ刑務所に収監される。その後用済みとしてサビターにより刑務所内で殺害された。

〈アース90〉バリー・アレン Barry Allen / フラッシュ The Flash
→ #〈アース90〉バリー・アレン

オーガスト・ハート August Heart / ゴッドスピード Godspeed
【演者】キンドール・チャーターズ → カラン・オベロイ（シーズン7～）、B・D・ウォン（ゴッドスピード時の声、シーズン5～6）
【初出】『THE FLASH/フラッシュ』シーズン5
「スピードの神」を自称する2049年の悪のスピードスター。白いスーツを着用し、声にはエコーが掛かっている。タキオンとヴェロシティでスピードスターの力を得ており、稲妻の色が本来ならありえない白色になっている（基本的にスピードスターの稲妻は赤・黄・紫のどれか）。
素顔の姿はシーズン5時点ではネイティブ・アメリカンの俳優が演じていたが、再登場したシーズン7では原作コミックのオーガスト・ハートと同じラテン系の俳優に変更された。

フラッシュ〈シーズン5〉
マーキュリーラボのインターン。かつてのフラッシュの宿敵の一人ズームが使用していたヴェロシティ9を複製・使用し、スピードスターとなった。
一時的にしか効果がないヴェロシティ9の力を永続させる新しいバージョンの薬物を作成しようとしており、薬物窃盗を繰り返す。ヴェロシティ9摂取の証拠として稲妻の色が一瞬青に変化している。スピードスターとしての技量、実力はノラを上回り、彼女を二度退ける。窃盗行為の過程でノラの同僚で親友のリアを殺害する。しかし未来のアイアンハイツ刑務所に収監されているイオバード・ソーンの助力を得たノラによって妨害・撃退される。その後アイアンハイツ刑務所に投獄された。
フラッシュ〈シーズン6〉
冒頭にて自身のクローンを複数現代へと送り込みバリーを襲撃する。終盤に差し掛かり、より新たな個体が出現。これまでと違い発言が可能で、更には空気の振動を利用した音波による攻撃や他のスピードスターからスピードフォースを奪う能力を行使するなどより強力な能力を会得していた。その上今までに投入してきたクローンのゴッドスピード達からスピードを吸い尽くしてパワーアップ。市民を人質にとりフラッシュを誘い出しスピードを奪い続けセントラルシティを恐怖に陥れる。しかしフラッシュに協力することを選んだハートリー・ラサウェイ／パイドパイパーとのコンビネーション「クロスストリーム」に敗北する。街を護ることには成功したものの、この個体ですら本人ではなくまだゴッドスピードとの戦いが続いていくことを示していた。

### セントラル・シティ警察
デビット・シン David Singh
【演者】パトリック・サボンギ
【吹替】野沢聡
【初出】『THE FLASH/フラッシュ』シーズン1
セントラル・シティ警察の警部で、ジョーやエディらの上司。同性愛者でログという婚約者がおり、第1シーズン終盤では結婚式を計画している。
マーク・マードンとの戦いでバリーが1日時間を巻き戻る前の時間軸では、警察署を襲撃された際のマードンの攻撃で半身不随の重傷を負った。改変後の時間軸では、警察署襲撃前にフラッシュがマードンを捕らえたため、なかったことになった。
シーズン4で、バリーがセントラルシティ警察で採用面接を受けた際、彼が採用した事が判明した。

エディ・ソーン Eddie Thawne
【演者】リック・コスネット
【吹替】前田一世
【初出】『THE FLASH/フラッシュ』シーズン1
キーストン・シティからセントラル・シティ警察に転任してきた刑事。ジョーの相棒となり、バリーが昏睡している間にアイリスと交際を始め、後に同棲する。
正義感を持った善良な人物で、バリーに対しても親身に接する。当初はフラッシュを危険視して上司に対応を求めていたが、ジョーからメタヒューマンの存在を教えられ、またフラッシュに助けられたことで心象を改めた。
フラッシュの正体がバリーであることをジョーと本人から明かされると、仲間となって共にメタヒューマンと戦う。後に自身がリバース・フラッシュ（イオバード・ソーン）の遠い先祖であることが明らかになり、シーズン1最終話でバリーを助けるために自ら胸を銃で撃って命を絶つ。

パティ・スピヴォット Patty Spivot
【演者】シャンテル・ヴァンサンテン
【吹替】松井茜
【初出】『THE FLASH/フラッシュ』シーズン2
シーズン2に登場。セントラル・シティ警察に新設されたメタヒューマン対策本部に志願する警官。
明るく気さくな性格で、元々科学捜査官志望だったため、観察力や推理力は高い。バリーが提出した事件の報告書は全て読んでいるほどの彼のファンで、後に恋人となる。
小さな靴店を経営していた父親をマークマードンに殺害された過去があり、復讐心に燃えている。

ジュリアン・アルバート Julian Albert / ドクター・アルケミー Dr.Alchemy
【演者】トム・フェルトン
【吹替】益山武明
裏ではサビターの代弁者アルケミーとして、フラッシュポイントでメタヒューマンだった人物の能力を覚醒させるために暗躍しているが、本人も賢者の石を通してサビターに操られているため自覚は無い。強い正義感を持つゆえ、この事に関して彼は強い自責の念を感じている。
フラッシュに助けられてからは、チームフラッシュの一員としてサポートをする。

### S.T.A.R.ラボの元職員
粒子加速器事故を起こす前のS.T.A.R.ラボで働いていた職員。
ロニー・レイモンド Ronnie Raymond / ファイアーストーム Firestorm
【演者】ロビー・アメル
【吹替】興津和幸
【初出】『THE FLASH/フラッシュ』シーズン1
フルネームは「ロナルド・レイモンド Ronald Raymond」。S.T.A.R.ラボのメンテナンス作業員。ケイトリン・スノーの婚約者。粒子加速器爆発事故に巻き込まれ亡くなったと思われていたが、実は生存しており、物理化学者のマーティン・シュタイン教授と融合し、“燃える男”こと炎を操るメタヒューマン「ファイアーストーム」となっていた。肉体はロニー、精神はシュタイン教授の状態であったが、ロニーの肉体がシュタイン教授を異物とみなして拒絶反応を起こしたことで体内で核分裂が活発化し爆発しそうになり、量子スプライサーでシュタイン教授との合体を解くことに成功する。その後、ファイアーストームの能力を狙うエイリング大将につけ狙われ、再融合か死かの決断を迫られ、再びファイアーストームになった。以降お互いを受け入れることにより量子スプライサーを装着することで自由に合体と分離ができるようになる。
フラッシュがタイムトラベルを決行した副作用で街の上空に特異点が生じ、街を救うためにその身を捧げた。
演じるロビー・アメルは、オリバー・クイーン役のスティーヴン・アメルの従兄弟。

ハートリー・ラサウェイ Hartley Rathaway / パイド・パイパー Pied Piper
【演者】アンディ・ミエンタス
【吹替】木村良平
【初出】『THE FLASH/フラッシュ』シーズン1
S.T.A.R.ラボに勤めていた科学者。ウェルズ（イオバード）やシスコ同様にラテン語を話せる。ウェルズをして「彼がいなければ、粒子加速器は完成できなかった」と言わしめる程の才能を持っていたが、「選ばれし男」と自称し、シスコから「クソ野郎」と呼ばれるほど傲慢な性格で、同僚からほとんど無視される事が多いくらい、人付き合いが苦手であった。
祖父が創業したラサウェイ産業を継ぐはずだったが、カミングアウトをしたことでそれ以来、両親とは絶縁状態にあった。
加速器の事故の一年ほど前、ウェルズに「粒子加速器が爆発する可能性がある」と訴えるが、「稼動に成功すれば、人類の知識と可能性が広がる」と主張するウェルズに聞き入れてもらえず、それどころか、「粒子加速器の爆発」を世間に公表しようとしたことでウェルズによって一方的に脅迫・追放される形でラボを去った。その後、事故の影響でメタヒューマンとなるが、その代償として毎日ひどい耳鳴りに襲われるようになり、特殊な補聴器を両耳に着けることでそれを緩和している。フラッシュをナイト、自身の反撃をディスカバードアタックに例えるなどチェス用語を多用する。
フラッシュ〈シーズン1〉
ラサウェイ産業のビルを襲撃しているところでフラッシュと交戦するも拘束され、ラボに連行されるが、それはラボに侵入し、フラッシュ（バリー）の身体の周波数を分析するのに必要な分子データを盗む為の芝居であった。
二度目のフラッシュとの戦闘では、音波を発射するグローブとフラッシュのスーツの交信用スピーカーを利用した戦法でフラッシュを追い詰めるが、衛星ラジオの音波を利用したウェルズの策により敗北、パイプラインに収容される。
後日様子を見に来たシスコに「粒子加速器の事故があった日に、ロニーの身に起きたことを知っている」と揺さぶりをかけ、ラボから出すよう唆す。隙を突いて逃げ出そうとするが、シスコによって補聴器に仕掛けられていた音波により失敗する。その後、粒子加速器の事故の日に、「変形能力」の専門家であるシュタイン教授と、エネルギー体となったロニーが融合する瞬間の防犯カメラの映像をシスコに見せた直後に彼を襲い逃走する。
フラッシュ〈シーズン2〉
バリーがタイムトラベルを決行した際に再登場する。ラボへの侵入まではシーズン1同様に行われるもののバリーの行動により歴史が改変。シスコやケイトリンらS.T.A.R.ラボのメンバー、両親との仲が改善され良好な関係となり、バリーが現代に戻った際にタイムレイスの撃退に貢献した。
アース・プライム
チーム・フラッシュとの和解がなかったことになっており、依然として犯罪者である。能力も向上しているようで、ガントレットを使用しなくても口から音波を発して飛行し（曰く「ガントレットはバックコーラスみたいなもの」）、補聴器を使用していないことから耳鳴りの弱点も克服している様子。敵対の原因は部下であり恋人のロデリックがフラッシュと対決した際に体の分子が不安定してしまったからであり、上記のカミングアウトというのも自身が同性愛者であることだった。
フラッシュ〈シーズン6〉
ゴッドスピードに対抗するため、ロデリックの治療を交換条件にバリー達から協力を求められるも一度は失敗してしまい拒否。しかし愛する人のために戦う彼らの状況に共感しフラッシュと共闘。ゴッドスピードを撃退しロデリックも治療され恋人と共に幸せそうに去っていった。全体的に見て傲慢な口調自体は変わっていないものの、自身の非を素直に認め、屈託なく感謝を伝えるなど人格は軟化している。

### コレクターズ
並行世界｢アース19｣において次元間の移動を取り締まる機関。
シンシア Cynthia / ジプシー Gypsy
【演者】ジェシカ・カマチョ (Jessica Camacho)
【初出】『THE FLASH/フラッシュ』シーズン3
アース19から来た、ヴァイブ能力を持ったコレクターと呼ばれる賞金稼ぎ。アース19の法では別のアースに移動することは重罪であり、HRを捕まえるためにアース1にやってきた。後に同じ能力を持つシスコと恋に落ちる。
父親のブリーチャーが過保護なせいで恋人が出来ずにいるのが悩みだったが彼がシスコのことを認めたため、仲はより深くなる。しかし別のアース同士での交際が難しい事をお互い痛感したためシーズン4終盤で交際は終わってしまう。

ジョシュ Josh / ブリーチャー Breacher
【演者】ダニー・トレホ
【吹替】廣田行生
【初出】『THE FLASH/フラッシュ』シーズン4
アース19の人物で、ヴァイブ能力を持つコレクター。ジプシーの父親であると同時に彼女の上司にあたる。ベテランらしく非常に強く、仕事で得た様々な戦利品を自分の武器としている。
他人の言うことにあまり耳を貸さない、要求する側にも関わらず相手に掴みかかるなど偏屈的な性格ながらも娘への愛情は強い。そのため娘と付き合っているシスコに娘に相応しいか見極めるべく“狩り”と称して付きまとう。寸前まで追い詰めるが能力によって手足が伸びきった状態でモニタリングされていたラルフを自分の宿敵｢プラストイド｣と勘違いし標的を彼に変更し殺害しようとする。しかしシスコが友人のために体を張る姿を見て娘との交際を許可した。
その後シーズン4終盤でヴァイブ能力が弱まる異変に直面したためシスコに助けを求める。原因は老化で、そのことを｢娘さんと交際できなくなる｣とシスコがひた隠しにしていたため激怒する。しかし自分を見直し（ろくに鏡すら見ていなかったため自分でも気付いていなかった）、自分を気遣う心中を察し彼を許す。それと同時にコレクターを引退。自分が『最強のヴァイブ』であり『娘の恋人』と認めるシスコに二代目ブリーチャーになるよう進言する。

### チーム・フラッシュの家族
ヘンリー・アレン Henry Allen
【演者】ジョン・ウェズリー・シップ
【吹替】江原正士
【初出】『THE FLASH/フラッシュ』シーズン1
バリーの父。心臓外科医。妻が殺された直後にその容疑者として逮捕され、以来14年間、アイアンハイツ刑務所に収監されている。バリーに対しては事件のことを忘れて自分の人生を楽しむよう伝えている。
父親としての勘でフラッシュの正体がバリーであることに気づいていた。
演じるジョン・ウェズリー・シップは1990年に製作されたドラマ『超音速ヒーロー ザ・フラッシュ』でフラッシュ役を務めた。

ノラ・アレン Nora Allen
【演者】ミシェル・ハリソン
【吹替】まつだ志緒理
【初出】『THE FLASH/フラッシュ』シーズン1
バリーの母で、ヘンリーの妻。バリーが幼い頃にリバース・フラッシュに殺害された。

ジョアン・ウィリアムズ Joan Williams
【演者】ミシェル・ハリソン
【吹替】まつだ志緒理
【初出】『THE FLASH/フラッシュ』シーズン6
ノラ・アレンのアース3のドッペルゲンガーで、ジェイ・ギャリックの妻。

フランシーヌ・ウェスト Francine West
【演者】バネッサ・A・ウィリアムズ
【吹替】近内仁子
【初出】『THE FLASH/フラッシュ』シーズン2
シーズン2に登場。アイリスの母でジョーの元妻。元薬物中毒者で施設に入っていたが逃げ出した。そのままジョーと別れた後、ウォリーを出産し女手一つで育てていた。不治の病にかかっている。

ジョアニー・ホートン Joannie Horton
【演者】リリー・ジェイド(Riley Jade)
【初出】『THE FLASH/フラッシュ』シーズン3
シーズン3から登場。セシルの娘でコーストシティの大学生。キッドフラッシュのファン。女性問題に関心があり、本を出版するためにゴールデンブーティーというストリップバーのポールダンサーになる。

ダンテ・ラモン Dante Ramone
【演者】ニコラス・ゴンザレス (Nicholas Gonzalez)
【吹替】前島貴志
【初出】『THE FLASH/フラッシュ』シーズン1
シスコの兄。ピアニスト。両親の愛情を一身に受けており、シスコとは犬猿の仲。
キャプテン・コールドに拉致され、指を凍結・壊死させるとしてシスコを脅迫する材料にされる。
シーズン2でも相変わらず険悪な仲であったがラプチャーの件で紆余曲折を経て和解。良好な関係となった。

カーラ・タンハウザー Carla Tannhauser
【演者】スーザン・ウォルターズ
【初出】『THE FLASH/フラッシュ』シーズン3
ケイトリンの母親。世界的な生物医学工学者で大手調査会社「タンハウザー産業」のCEO。

トーマス・スノー Thomas Snow / アイシクル Icicle
【初出】『THE FLASH/フラッシュ』シーズン5
ケイトリンの死んだと思われていた父親。ALS（筋萎縮性側索硬化症）を患い亡くなったと信じられていたが、ラルフが死亡証明書が偽造されたことを発見した後、バリー、ケイトリン、シスコによって北極の研究室で発見された。北極の研究室に移った理由はALSの治療薬開発に着手するためで、その研究過程でできた薬品の副作用でケイトリンをキラーフロストへと変えてしまった。実は自身もその副作用でケイトリン同様に極低温を操るメタヒューマンとなり、同時に凶悪な人格・アイシクルが形成される。ケイトリンを完全にキラーフロスト化させ、同様に妻・カーラをメタヒューマン化させ『家族』になろうとするなど歪んだ愛情を持つ。数度の戦闘の果てにトーマスとしての人格を取り戻すがシカーダに強襲され、ケイトリンが狙われ娘の命を救うために自分の身を犠牲に家族を守り生涯を終えた。

### ピクチャー・ニュース
セントラルシティで大手の新聞社。
リンダ・パーク Linda Park
【演者】マリース・ジョー
【吹替】ブリドカットセーラ恵美
【初出】『THE FLASH/フラッシュ』シーズン1
アイリスが務める新聞社ピクチャー・ニュースのスポーツ担当記者。ピーカブーの事件で、ショーナ・バエズと恋人のクレイ・パーカーが行きつけの店にバリーとケイトリンが訪れた際にバリーと出会い交際を始める。後にバリーのアイリスへの思いを知り、別れることになる。
粒子加速器の稼働開始をレポートしていた女性もリンダ・パークと名乗っている（『ARROW/アロー』シーズン2 第9話およびその映像を流用した『THE FLASH/フラッシュ』シーズン1第1話）。

メイソン・ブリッジ Mason Bridge
【演者】ロジャー・ハワース
【初出】『THE FLASH/フラッシュ』シーズン1
アイリスが務める新聞社ピクチャー・ニュースのベテラン記者。ハリソン・ウェルズがサイモン・スタッグを殺した決定的な証拠をつかむが、そのせいでリバース・フラッシュによって殺された。

### デヴォー夫妻
クリフォード・デヴォー Clifford Devoe / シンカー The Thinker
【演者】ニール・サンディランズ
【初出】『THE FLASH/フラッシュ』シーズン4
セントラルシティ大学の歴史学の教授で、車椅子を使用している。
健康体であった頃の彼の講義は生徒達に不評だったようで、自らの伝達能力が足りていないためだと考える。そこで自ら設計し妻のマリースが制作した、頭脳を無限に拡大するシンキングキャップを開発し、ウェルズ（イオバード）が行った粒子加速器の爆発を利用して作動させる。その結果、天才的な知能を持つようになるが、その代償として肉体が徐々に麻痺していくようになる。またそれと同時に人間的な感情が希薄なソシオパスと化していく。
私生活を営む際は普通の格好をしているが、それ以外の時はマリースが開発した戦闘服を兼ねた特殊な装置と一体化しており、麻痺の進行を抑えている。
シーズン3のラストからスピードフォースに捕らわれていたバリーを呼び戻し、その結果バスに乗っていた12人にダークマターを浴びせ、メタヒューマンに変えた張本人（各人物の詳細はバス・メタの項を参照）。
12人全員の能力を奪い取ることを目的としており、能力を奪う際に肉体も乗っ取ることができる。ドミニクの体を乗っ取ってからは、元の自分の体を遺体としてバリーの部屋に置くことで、彼を殺害容疑で逮捕に追い込む。ラルフの肉体を乗っ取ってからは身体の不調は無くなり、擬態能力を駆使して元のクリフォードの姿で活動する。
究極の目的は、テクノロジーが進歩しても飢餓・貧困・戦争の一途を辿る人類全体の思考をリセットし、無能化させ凶暴性を取り除く方法で救済しようと考える光の計画。リセットした人類に対して、教師として再教育を施し導こうと考えている。
シーズン3の時点でアブラカタブラやサビターから、デヴォーという人物が将来フラッシュの強敵になることが示唆されていた。

マリース・デヴォー Marlize Devoe
【演者】キム・エンゲルブレヒト
【初出】『THE FLASH/フラッシュ』シーズン4
クリフォードの妻で、夫と同じ大学の教授で技術者。クリフォードと出会う前は、貧困地域を支援するための開発を行っていた。
元々仲睦まじい普通の夫婦であり、夫が徐々に弱くなっていく中、サポート役として夫のために様々なデバイスを開発する。

サムロイド Samuroid
【初出】『THE FLASH/フラッシュ』シーズン4 第1話
マリースに開発された和風の甲冑、兜を纏ったロボット。刀から衝撃波を放つことができ、背面のジェットパックで飛行する。デヴォーにより複数体量産されており、同型が登場する。また、マリースが同じ刀を使用するほかジョーはセシルが出産にあたり病院に移ろうとした時にサムロイドの刀を持っていこうとした。
シスコが名前を決める際、ミスターミフネ、クロサワザムライ、クソザムライ、アンドロイドサムライ等を経由してサムロイドに決定した。

### シカーダとその協力者
オーリン・ドワイヤー Orlin Dwyer / シカーダ Cicada
【演者】クリス・クライン
【吹替】小山力也
【初出】『THE FLASH/フラッシュ』シーズン5
未来でメタヒューマン連続殺人事件を起こす殺人鬼で、フラッシュが止められず行方不明になる事件の切っ掛け。これを阻止するためにノラは未来からやって来た。正体は町工場でアルバイトをしているオーリン・ドワイヤー。元々町工場で働き誰もいない家で1人で暮らし、暴力事件を起こすなどやさぐれた生活を送っていたが弟夫婦がメタヒューマンに殺害され、姪であるグレースを引き取ることになる。最初は煙たがり粗暴な態度をとっていたが、共に過ごすにつれて親としての情が湧き、グレースと共に幸せに｢家族｣として過ごすようになる。そんな矢先、デヴォーの光の計画で使用された衛星の破片がグレースに刺さり昏睡状態となり、自身も大怪我をする。そこからダークマターとメタヒューマンのパワーを消し去るメタテクダガーを操るメタヒューマンとして覚醒、反メタヒューマン的な思想を抱き、グレースから幸せを奪ったメタヒューマンを全て殺害しようと殺意を暴走させる。しかしグレースの見舞いに一日も欠かさず行き、フラッシュを手にかけようとした時にエクセスが｢パパ！｣と言ったのを聞いて手を引くなど完全に人としての情を捨てた訳では無い。

グレース・ギボンズ Grace Gibbons / シカーダ Cicada
【初出】『THE FLASH/フラッシュ』シーズン5
ドワイヤーの姪。デヴォーの衛星の破片が頭に刺さったことで昏睡状態にある。しかし、実際には破片の影響で昏睡状態ながらも周囲の状況を認識している。慕っているドワイヤーと敵対するフラッシュたちには敵愾心を抱く。
チーム・フラッシュがドワイヤーの治療をした際、タイム・スフィアを使って未来から新たなシカーダとなった大人のグレースが現れた。「シカーダII」や「シカーダ2.0」、「シー・カーダ（She-Cada）」などと呼ばれる。メタヒューマンを憎んでおり、自分の両親が死ぬ原因となったヴィッキー・ボーレンへの復讐を目論む。非常に冷酷な性格で、人間的な逡巡が全く見られず、自身の主治医であったアンブレスを躊躇なく殺害し、ヴィッキー・ボーレンの家族が巻き込まれても意に介さず、善悪関係なくメタヒューマンの大量殺戮を画策する。

ヴァネッサ・アンブレス Vanessa Ambres
【初出】『THE FLASH/フラッシュ』シーズン5
セントラルシティ病院に勤める医師で、ズームが引き起こしたメタポカリプス時にメタヒューマンの手によって婚約者であるダリウスを失った過去を持ち、メタヒューマンを憎んでいる。そのためドワイヤーの反メタヒューマン的思想に共感し、病院から薬品を盗み出しドワイヤーの胸の傷を治療しようとする、捜査の目を彼から背けるように仕組むなどドワイヤーの手助けをしている。チームフラッシュによるドワイヤーの治療を手伝った後、シカーダと化した未来のグレースによって殺害された。

### メタ・ゴリラ
ダークマターにより強化・増幅された強靭な肉体と賢い頭脳を持つメタヒューマンのゴリラ版。並行世界｢アース2｣には多くのメタゴリラがおり、ゴリラシティという独自のコミュニティを築いている。
グロッド Grodd
【演者】サイモン・バーネット（モーションキャプチャー）、デイビット・ソボラブ（声）
【吹替】北村謙次
【初出】『THE FLASH/フラッシュ』シーズン1
過去にS.T.A.R.ラボと軍が共同で行っていた研究の実験体であったゴリラ。粒子加速器の爆発により、体内に残る投与されていた化学薬品が影響を受け、人間並みの高度な知性とテレパシーにより人を操る能力を得た。初めは指示に従っていたのみだったがその知能は物語が進む毎に上昇の一途を辿っており、シーズン2ではたどたどしくも行動し、シーズン3では軍団のリーダーになるなど劇的な向上や主体性を獲得、シーズン5では姿を悟らせることなく計画完遂手前まで物事を推し進める程の成長性を発揮した。
前述の実験を主導していたエイリング大将を恨んでいるが、実験中止を提言したウェルズ博士（イオバード）の事は、「父」と慕っている。また、よく世話をしてくれていたケイトリンの事も好意的に記憶している。本人曰くバナナは嫌いとの事。
フラッシュ〈シーズン1〉
終盤に登場。正体が露呈したウェルズにより街に解き放たれ計画を遂行するための足止め兼時間稼ぎとして立ち回る。地下道に点検に来ていた作業員を襲ったり、エイリング大将を洗脳して強盗行為を働かせるなどして街を混乱させ目先の注意をウェルズから自身に逸らした。フラッシュとの直接対決では司令塔を失い混乱したタイミングにつけ込んだ事や肉体能力、テレパシー能力を駆使して優位を保つが、アイリスの言葉に意識を集中させテレパシーを克服したフラッシュに誘い込まれ、迫る地下鉄に気付くことができずはね飛ばされてしまい敗北を喫した。しかしその後何事もなかったかのように街中を移動する様子が映された。
フラッシュ〈シーズン2〉
ウェルズが居なくなり、喪失感や寂しさから独自に行動を起こす。唯一の頼る先と言ってもいいケイトリンを攫い、自身のようにメタ・ゴリラを量産するように頼むが、リバースフラッシュに扮したハリー（アース2）の言葉に混乱しケイトリンを連れ戻され計画が破綻し、暴走。その後はチームフラッシュの計らいによりアース2へと移され多くの同族がいるゴリラシティに身を寄せる。
フラッシュ〈シーズン3〉
多くの同族に囲まれたものの、強さが全ての弱肉強食の競争社会だった為に馴染めず、アース1へ帰る事を望み、チームフラッシュを呼び寄せる。ソロヴァーがアース1へ侵攻するのを未然に防ぐ手助けをするように求めるが実はこれらの言葉は嘘であり、真の狙いはソロヴァーに対して下克上を起こしゴリラシティの支配者に成り代わりアースを手中に収めようとする計画であった。チームフラッシュには逃げられるが、ヴァイブ能力を持つジプシーを洗脳しゴリラ軍団と共にアース1へ侵攻する。チームフラッシュ相手には優勢を保っていたものの再起したソロヴァーに敗れ軍団の主導権を失った上に止めを刺されそうになるがフラッシュの説得により事なきを得た。しかし一連の騒動が原因となり1人アース1へ置いていかれアーガスに厳重に収容されることとなった
フラッシュ〈シーズン5〉
単身で脱走しキングシャークに使用されていたテレパシークラウンを強奪して自身のテレパシー能力を強化してセントラルシティ全体を支配しようと画策する。市民諸共チームフラッシュを昏倒させるほどの能力強化に成功するが大切な人の為に人間の姿をかなぐり捨てるまでの覚悟を決めたキングシャークがチームフラッシュに加勢したことにより街中の建造物を利用した激しい格闘戦を展開し、敗北。今度は逆にテレパシークラウンで脳の活動が抑制され全く動けなくなる皮肉な末路を辿った。
フラッシュ〈シーズン6〉
クライシス後のアースプライムに登場。ギデオンの改良に悪戦苦闘していたバリーの頭に入り込む。しかしテレパシークラウンにより精神が高い次元に押し上げられていた影響でクライシス以前の記憶を保持しており、自身の行動を省みた結果これまでの態度とは一変。暴力や争いでは望んだものは手に入らないと悟り、悪事を働く気はなく純粋に助けを求めていた。テレパシークラウンの効果により精神崩壊が迫っていた為にチームフラッシュの面々の姿を借りて呼びかけ助けてもらおうと試みるが、信用を得られずに失敗する。気弱になり自分の嘘偽りない意見を吐露した結果「変化を受け入れ生きようとする君を見習うべきだ」と気付いたバリーに協力を承諾される。精神世界の出口に居座る己にとっての恐怖の象徴であるソロヴァーに対してフラッシュと共闘することとなり、敵を倒す為に二人は脳波を同調・融合させ、一時的にスピードスターの力を得たフラッシュゴリラとなり精神世界からの脱出に成功。GPSを埋め込む事を条件にゴリラシティへと送られ仲間と共に平和に暮らす道を選んだ。

ソロヴァー Solovar
【初出】『THE FLASH/フラッシュ』シーズン3
アース2の知性あるゴリラのリーダーで、ゴリラシティの国王。グロッドのライバル。グロッドと同様にテレパシー能力を持つ。
アルビノの様な白い体毛と赤みを帯びた肌が特徴。槍と盾を主武装にした知略を活かした戦法でグロッドが恐れをなして大人しく従い、フラッシュのスピードにすら対応する高い戦闘能力を発揮する。
フラッシュ〈シーズン3〉
ゴリラシティの縄張りに入り込んだチームフラッシュとハリーを処刑し、アース1へ侵攻しようとする。フラッシュと闘技場で一騎打ちを展開し、力だけでなく機転を利かせた戦法でフラッシュを圧倒するがリバースフラッシュの技を応用したカウンターに敗北する。一難去ったと思われたがこれらはグロッドの策略であり、ソロヴァーには侵略の意図は無く利用されていただけだった。敗北を喫し下克上によって軍団を奪われるが再起するとアース1へ赴きグロッドを圧倒して軍団を奪還。グロッドの処遇はチームフラッシュへと託し仲間と共にゴリラシティへと戻った。
フラッシュ〈シーズン6〉
グロッドの精神世界に登場。グロッドにとっての恐怖の象徴として具現化された存在であり、厳密には本人ではなくフラッシュの呼び掛けにも応じることはなかった。戦闘力の高さは相変わらずでグロッドとフラッシュは1体1では勝てなかったが、改心したグロッドとフラッシュが一時的に融合した存在となったフラッシュゴリラに翻弄され2人の精神世界からの脱出を許した。

### スナート家
泥棒一家。
レナード・スナート Leonard Snart
→ #レナード・スナート

リサ・スナート Lisa Snart / ゴールデン・グライダー Golden Glider
【演者】ペイトン・リスト
【吹替】喜多村英梨
【初出】『THE FLASH/フラッシュ』シーズン1
レナード・スナートの妹。全体的に兄に似た性格で、つむじ曲がりな態度であり、蠱惑的な自身をゴールドに例える自賛をしているなど余裕を崩さない。シスコが開発した物体を金属に変える銃「ゴールドガン」を武器に殺しにも躊躇なくその力を振るう。
また、シスコに名前を強請る、信頼する相手には親身に接し命すら預けるといった随所でレナードに通じるものがある。
フラッシュ〈シーズン1〉
レナードとミックが逮捕され輸送されている所を襲撃し、二人の逃走を成功させた。
再登場した際にはウィッグを着用してバーでバリーと談笑していたシスコに色仕掛けで拐かし拉致。レナードが別途誘拐していたダンテの身柄を脅しの材料としてゴールドガンを製造させる。また興奮状態になったミックを窘める役割もになっている様子。しかし走行中の現金輸送車を襲撃している際に運転役のレナードがフラッシュに連れていかれたためにコントロール不能になったバイクが横転。ミックと共に昏倒した。
犯罪者メタヒューマンの輸送にも協力し、ここでシスコからゴールデン・グライダーの名を貰った。
フラッシュ〈シーズン2〉
ルイスに脅され強盗行為を働くレナードを救うべくチームフラッシュに接触する。前シーズンとは違い本心からの協力のため挑発的な態度はとらずレナードの身の安全を危惧し、レナードがルイスと結託していると疑われた際には真っ向から否定し兄との信頼関係が生半可なものではないと知らしめた。また、幼少期のルイスの虐待でできた傷が無数にあることが判明した。空気に触れただけでも爆発する爆弾をつけられていると知り、処置に踏み切れなかったシスコに信頼の意を示して命を預け無事生還。感謝を伝えるとバイクに乗りシスコに見送られながら去っていった。

ルイス・スナート Lewis Snart
【演者】マイケル・アイアンサイド
【吹替】飯塚昭三
【初出】『THE FLASH/フラッシュ』シーズン2
レナードとリサの父。元警官。レナードと違い冷酷で残忍な性格で実子であるレナードとリサを平然と凶器で脅して利用し、躊躇なく殺人を犯すなど見下げ果てた人物。これは昔からだったようでレナードの妹で娘のリサを躾と称して虐待していたため、レナードに恨まれている。
相手の頸部に超小型のテルミット爆弾を埋め込む手口で脅迫し、犯罪の片棒を担がせる。リサを人質にして、息子のレナードに強盗を手伝わせた。
レナードと違い、計画に不備があった場合や用済みとなった人材はすぐさま殺しに走ろうとするなど短慮さが目立つ（レナード曰く「馬鹿」）。また「コールドガン」を「フリーズガン」と間違えるなど名前に対して頓着がない。
フラッシュ〈シーズン2〉
刑務所から出所し、全く懲りることなく犯罪行為を再開。この上リサに爆弾を埋め込むなどかなり悪質な手段でレナードを無理矢理従わせていた。レナードと話していたバリーをメンバーに加え宝石強盗を決行し、ドアロック解除に成功したバリーを射殺（実際にはスピードを活かしたバリーに銃弾をキャッチされていた）。フラッシュが現れるとレナードに殺させようと爆弾の起動スイッチをちらつかせるが、シスコによって爆弾は解除され事態を把握する間もなくレナードにコールドガンで撃たれ絶命。散々利用していた息子に引導を渡されるという皮肉な末路を辿った。
レジェンド・オブ・トゥモロー〈シーズン1〉
タイムトラベルによりリサが生まれる前のルイスが登場。この時は家に侵入していた不審者（大人になったレナード）に拳銃を突き付け「俺の息子から離れろ」と言い子供のレナードを守ろうとするなど親としてはまともな人物であった。逮捕の原因になる強盗事件を回避するために代わりに盗んだ宝石を大人のレナードから渡され、未来が変わるのかと思われたが、宝石を換金するために赴いた店で結局逮捕されていた。この結果を見たレナードは「どこまで馬鹿なんだ」と呆れ果てていた。

### ウェザー・ウィザード
気象現象を操る兄弟のメタヒューマン。何の因果か兄マークの娘にも同様の能力が宿る。
クライド・マードン Clyde Mardon / ウェザー・ウィザード Weather Wizard
【演者】チャド・ルーク
【吹替】井上剛
【初出】『THE FLASH/フラッシュ』シーズン1
銀行強盗マードン兄弟の弟。霧や竜巻などの天候を操るメタヒューマン。
粒子加速器爆発事故の日、警察に追われて飛行機で逃亡を図るが、粒子加速器爆発に巻き込まれ墜落。その際、兄共々メタヒューマンとなった。
自分達を追う警官の撃退に躍起になったり、戦果を挙げれば高揚したりと猛進しやすくつけあがることが多いようで兄のマークも手を焼いていた模様。能力を自覚してからは強盗を繰り返し、自分を｢神である｣と豪語するほど全能感に酔いしれていた。ジョーとエディに隠れ家を突き止められるが返り討ちにし、ジョーの一言で触発されたのか目的を肥大させF5クラスの巨大な竜巻を起こして街を破壊しようとするが、フラッシュによって阻止される。力尽きたフラッシュを殺そうとするが、ジョーによって射殺される。
バリーがフラッシュになり退治した初めての悪党である。

マーク・マードン Mark Mardon / ウェザー・ウィザード Weather Wizard
【演者】リアム・マッキンタイア
【吹替】高橋広樹
【初出】『THE FLASH/フラッシュ』シーズン1
銀行強盗マードン兄弟の兄。弟と同じく雹や突風など天候を操るメタヒューマン。
粒子加速器爆発事故の日警察に追われ、飛行機で逃亡を図るが、粒子加速器爆発に巻き込まれ墜落、その際メタヒューマンとなった。バリー曰く「弟より能力が洗練されている」らしく室内でも的確に天気を操っている。
弟同様に好戦的な気質でその上執念深く劇中のほとんどの犯行動機は復讐である。しかしクライドが10歳の頃から彼の面倒を見ており、ゆえに兄弟の絆は非常に強く、墜落前の飛行機内ではクライドにシートベルトをつける様に優しい口調で促したり、自分なりに娘への情を語るなど家族愛は強い。
フラッシュ〈シーズン1〉
弟クライドを射殺した刑事＝ジョーに復讐するためセントラル・シティにまい戻る。ジョーを誘拐し、巨大な津波を引き起こし街を破壊しようとする様を見せつけようとするが、それを阻止しようとしたフラッシュが時空連続体を意図せず突破し偶発的にタイムトラベルを果たす。結果として1日時間を巻き戻る原因を生み出し、改変後の時間軸では事件を引き起こす前にフラッシュにより捕えられ何もできず終いとなる。
終盤にて他のメタヒューマンと共に別の場所へ移動させられることとなるがスナートが能力抑制を解除したために犯罪者メタヒューマンと徒党を組みチームフラッシュへ攻撃を開始。フラッシュの処遇はスナートが決める代わりに自由の身となる。
フラッシュ〈シーズン2〉
スナートへの借りを返すためにアイアンハイツ刑務所からの脱獄を手引き。加えてジェームズ・ジェシー/トリックスターを共に連れ出すとフラッシュへの復讐のためテロ計画をジェームズと共に実行へ移す（スナートは計画には乗らず、そのまま行方を眩ませた）。その際上昇気流を作り出し空を飛ぶなどパワーアップしていた。
フラッシュ〈シーズン5〉
娘であるジョス・ジャッカムが登場する。自分なりの親としての見解を示しバリーの親子関係に一考の余地を残す。

ジョス・ジャッカム Joslyn "Joss" Jackam / ウェザー・ウィッチ Weather Witch
【初出】『THE FLASH/フラッシュ』シーズン5
天気を操るメタテクワンドを持つメタヒューマン。
天気を操るメタヒューマン、ウェザー・ウィザードことマーク・マードンの娘。マードンが高校の時に生まれた子供で、彼が仕事（犯罪）に集中している間に家出してしまった。その後は不良行為を繰り返し、独学で理論気象学のエキスパートとなりアマチュアストームチェイサーとして活動する。しかし実験の域を超えた危険な実験を繰り返したためにサイエンスセンターから助成金を打ち切られる。そんな矢先に実験に使用していた風向計に衛星の破片が刺さり天気を操るメタテクワンドを手に入れた。それを利用し家庭を省みず無責任に自身と母を捨てたマードンに憎悪を持ち、｢家族を捨てた身勝手な屑｣の烙印を押す父親を殺そうとする。
手始めにアイアンハイツ刑務所のメタヒューマン棟に居るマードンの所へ行くが、フラッシュがマードンをパイプラインへ移したため場所を指定し、1度退却。マードンを出させて車を突き落とし殺そうとするが、ホログラムの囮だったために失敗。それを知ると自棄を起こし空港で暴れるが、フラッシュがマードンのために作った『ウィザードワンド』を利用した戦法で能力を封じ、そのまま逮捕される。その後裁判にかけられるために警察に拘留されるがシルバーゴーストの助力を受け脱走。しかし先述の行為はワンドのダークマターによる精神の変調が原因の行為であったためエクセスの説得を聞き入れザントを止める手助けを自ら行った。

### トリックスター
かつてセントラルシティを脅かした犯罪者カップル。現在はその息子も犯罪者となり、犯罪一家となっている。
ジェームズ・ジェシー James Jesse / トリックスター Trickster
【演者】マーク・ハミル
【吹替】石丸博也
【初出】『THE FLASH/フラッシュ』シーズン1
20年前にテロ活動を行って逮捕され、終身刑の判決を受けてアイアンハイツ刑務所に服役している犯罪者。道化師に似た独特の衣装を着てトリックスターを名乗っていた。ブラックユーモアに富んだエキセントリックな性格ながらも奸智と計略に長け、自身の担当だった心理カウンセラーを会話だけで自殺に追い込み、2代目トリックスターとの関係性を誰にも気づかせず脱獄計画を完遂している。息子を2代目トリックスターに育てて自分を脱獄させ、新たなテロ計画を実行に移す。
シーズン2ではマーク・マードンの手によって脱獄。彼と共にフラッシュへの復讐のため改めてテロを計画。実行へ移す。
シーズン4では単身で脱獄し、行方を眩ませた事が妻であるゾーイの口から語られた。
マーク・ハミルは1991年のテレビ映画『ザ・フラッシュ2』でもトリックスター役を演じており、本作の中で20年前の逮捕時の写真資料として、映画から画像が引用されている。製作総指揮のアンドリュー・クライスバーグによれば、本作の企画段階からトリックスター役にマーク・ハミルの起用が望まれていた。

アクセル・ウォーカー Axel Walker / トリックスター Trickster
【演者】デヴォン・グレイ
【吹替】内田雄馬
【初出】『THE FLASH/フラッシュ』シーズン1
20年前に逮捕された犯罪者トリックスターの模倣犯。自身が尊敬している元祖トリックスターであるジェームズ・ジェシーを脱獄させる。実はジェシーの息子。父親と違い、ユーモアセンスが欠けており劇中で父親の演出を台無しにしてしまう一幕も見られた。
父であるジェシーと共にテロ計画を実行に移す。
シーズン4にも登場。尊敬する父に認められるためにヒーローの打倒を計画。フラッシュが不在であるため母であるゾーイと共にエンロンゲイテッドマンであるラルフと対決する。

ゾーイ・クラーク Zoey Clark / プランク Prank
【演者】コリーン・ボーラー
【吹替】雨蘭咲木子
【初出】『THE FLASH/フラッシュ』シーズン4
嘗て共に犯罪行為を働いていたジェームズ・ジェシーの妻。普段は精神薬の服用により狂気的な部分を抑えて息子に共に逃避行をするように促すなど多少は理性的でいるが、その服用を辞めるとタガが外れたように息子との犯罪を楽しむ。
アクセル・ウォーカー（2代目トリックスター）の母親でアクセルを「ボクちゃん」と呼ぶなど息子に対する愛情は強い。反面、夫であるジェームズに対する愛情は冷めている。
アイアンハイツ刑務所に収監されていたアクセルを脱獄させ、共に悪事を働く。

### アース2のセントラル・シティの住民とズームの手下
アース1ではヒーローの人物がヴィランであったり、アース1では亡くなっている人物が生きていたりと、所々がアース1と逆転している並行世界｢アース2｣の人間。
バリー・アレン
【出身】アース2
【初出】『THE FLASH/フラッシュ』シーズン2
【演者】グラント・ガスティン
【吹替】福山潤
アース1同様に科学捜査官だが、スピードスターではない。性格も弱気でいざという時に弱腰になってしまうが、アース1の面々と接することで徐々に内に秘めた勇気を表にだせるようになる。アース2のジョー・ウェストとはアイリスの警官職への就職や結婚の問題があり、うまくいっておらず、互いのことを｢バーソロミュー｣｢ジョセフ｣と他人行儀に呼び、いがみ合っている。
アース1のバリーと違いイオバードとの因果関係がないため父母は共に健在であり、時折連絡をとっている模様。

アイリス・ウェスト
【出身】アース2
【初出】『THE FLASH/フラッシュ』シーズン1
【演者】キャンディス・パットン
【吹替】村中知
アース1とは違い刑事。アース2でバリーと結婚し、夫婦の関係であり、バリーとジョーの仲が険悪なのに心を痛めている。捜査の相棒はフロイド・ロートンである。

ジョー・ウェスト
【出身】アース2
【初出】『THE FLASH/フラッシュ』シーズン2
【演者】ジェシー・L・マーティン
【吹替】山岸治雄
ジョー・ウェストのアース2のドッペルゲンガー。アース2のバリー・アレンとの仲は良くない。

シスコ・ラモン / リバーブ Reverb
【出身】アース2
【初出】『THE FLASH/フラッシュ』シーズン2
【演者】カルロス・バルデス
【吹替】藤田大助
ズーム配下のメタヒューマンで、シスコのドッペルゲンガー。シスコよりも能力を使いこなしており、全神経を一瞬のうちに破壊できるとまで豪語する。デスストームやキラーフロストなどセントラルシティの犯罪者メタヒューマンを纏めている。ズームに命令に背いたため、胸を一突にされて死亡する。

ケイトリン・スノー / キラーフロスト Killer Frost
【出身】アース2
【初出】『THE FLASH/フラッシュ』シーズン2
【演者】ダニエル・パナベイカー
【吹替】東條加那子
ズーム配下のメタヒューマンでケイトリンのドッペルゲンガー。極低温を自在に操り、対を成す能力を持つアース2のロニーと「唯一キスできる相手」としてアース1と同様に恋人関係にある。アース1のケイトリンと違い平気で人を殺すなど冷酷な性格だが、アース1のケイトリンのような良心を垣間見せる時もある。
アース1との違いとして「チャーリー」という名前の姉弟がおり、家族関係は良好だった様子だがチャーリーが死んでから関係が悪化することになったとの事。
ズームの命令でフラッシュを捕らえようと比較的冷静に行動。結果リバーブやデスストームと違い命拾いした。そして一人森の中で潜伏していた所にシスコやハリーから協力を求められ説得の末に渋々承諾。バリーとジェシーの救出を手助けし、ズームの足止めをした。その後は攫われたアース1のケイトリンと共にズームのアジトに捕らえられており、もう1人の自分と会合する。2人で協力して能力抑制用の檻から脱出に成功したものの自身がアース1のケイトリンの代役のために生かされていたと勘づきその立場に成り代わるために彼女を手にかけようとするが、ズームに阻止され「お前はもういらない」と告げられ止めを刺された。

ロニー・レイモンド / デスストーム Deathstorm
【出身】アース2
【初出】『THE FLASH/フラッシュ』シーズン2
【演者】ロビー・アメル
【吹替】興津和幸
シーズン2に登場。ズーム配下のメタヒューマンで、ロニーのドッペルゲンガー。ファイアーストームと同様にマーティン・シュタインと融合しているが、デスストーム曰く、何年も身体に閉じ込めたままでいる。「フラッシュを生け捕りにする」というズームに命令に背いたため、胸を一突にされて殺される。

リンダ・パーク /ドクター・ライト Doctor Light
【出身】アース2
【初出】『THE FLASH/フラッシュ』シーズン2
アース2からズームに送り込まれたメタヒューマンで、リンダのドッペルゲンガー。星の光をパワーにした攻撃や撹乱ができる。
元はアース2でもそこそこの知名度しかない小悪党だったもののバリーの元カノのドッペルゲンガーだったために刺客に選出されてしまう。

ダンテ・ラモン / ラプチャー Rupture
【出身】アース2
【初出】『THE FLASH/フラッシュ』シーズン2
ズーム配下のメタヒューマン。鎌状の長柄武器から破壊エネルギーを発射する。ズームから、アース1のシスコがアース2のシスコ（＝リバーブ）を殺したと信じ込まされ、シスコを襲う。

フロイド・ロートン
【出身】アース2
【初出】『THE FLASH/フラッシュ』シーズン2
セントラル・シティ警察の刑事。相棒のアイリスの身を案じるなど正義感の強い人物。
アース1同様にデッドショットのあだ名があるが、こちらは｢拳銃射撃の命中精度が壊滅的｣の意味でつけられた所謂蔑称で、本人は不満気味。機会を見据えてリバーブに至近距離で弾切れになるまで乱射したにもかかわらず全弾外したためリバーブに｢下手すぎる｣と酷評され、吹き飛ばされ気絶した。

ローレル・ランス
→ #〈アース2〉ローレル・ランス

アルバート・ロススタイン Albert Rothstein / アトムスマッシャー Atom Smasher
【演者】アダム・コープランド
【吹替】星智也
【初出】『THE FLASH/フラッシュ』シーズン2
アース2から来たズームの刺客の一人。「アース1」の原子力発電所の作業員アルバート・ロススタインと同一人物であるが、こちらは既に死亡（アース2のロススタインに殺された）。放射線を吸収してエネルギーにし、怪力や巨大化などの能力を発揮する。
フラッシュを殺すため、ズームによって送り込まれた。フラッシュと戦い、最終的に大量の放射線を浴び、放射線中毒で死亡。

エディ・スリック Eddie Slick / サンド・デーモン Sand Demon
【演者】ケット・タートン
【吹替】森久保祥太郎
【初出】『THE FLASH/フラッシュ』シーズン2
アース2から来たズームの刺客の一人。自分の肉体を砂状に変化させる。アース1にも同一人物がおり、放火の前科があるもののメタヒューマンではない。
パティを攫い罠にかけてフラッシュを殺害しようとしたものの、バリーとジェイのタッグにパティを救出され、自身も稲妻を受け体を硝子に変えられそのまま割れて死亡した。

シェイ・ラムデン Shay Lamden / キング・シャーク King Shark
【演者（声）】デヴィッド・ヘイター
【吹替】なだぎ武
【初出】『THE FLASH/フラッシュ』シーズン2
アース2から来たズームの刺客の一人。元海洋生物学者。鮫と融合した巨人のようなメタヒューマン。半獣半人といった類の姿形と鮫が有する凶暴性とそれに伴う怪力と水中での素早い動きを武器とする。
フラッシュ〈シーズン2〉
第4話の終盤で突如フラッシュに襲い掛かるが、その後、特殊機関A.R.G.U.S.の施設に収容される。後に脱走し、再びフラッシュを狙い、アイリスやウォリーと過ごしていたバリーに襲い掛かる。再度捕獲のためセントラル・シティにやって来たA.R.G.U.S.のジョン・ディグルとライラ・マイケルズと共に打ち出した作戦によって倒される。
フラッシュ〈シーズン5〉
アース1のシェイの妻であったターニャ・ラムデンの手によって開発された鮫の本能を抑え込む｢テレパシークラウン｣により人として意識を保ち対話が可能になる。メタヒューマン治療の第一被験者となり人間の姿に戻り罪を償う事を誓う。しかしそんな矢先にグロッドが自身が使用していたテレパシークラウンを利用しセントラルシティを支配しようと目論んでいる事実を知り、人々を守る事を誓ったこと、何より心を通わせ愛さえ芽生えていたターニャを救うために二度と人間に戻れないことを承知で再びキングシャークと化し、チームフラッシュに加勢。グロッドと激しい格闘戦を演じ勝利を収める。

### バス・メタ
シーズン4 第1話でバリーがスピードフォースから脱出した際、開いたワームホールから放たれたダークマターを浴びてメタヒューマンとなった12人。
偶然の産物だと思われていたが、デヴォーが3年もの歳月をかけて行動を監視・操作してメタヒューマンに変えたことが後に判明した。
ラルフ・ディブニー Ralph Dibny
→ #ラルフ・ディブニー
ラムゼイ・ディーコン Ramsey Deacon / キルゴア Kilgore
【演者】ドミニク・バージェス
【初出】『THE FLASH/フラッシュ』シーズン4
テクノロジー類を制御・操作する能力を持つメタヒューマン。
4年前、キルゴアというマルウェアプログラムを開発したが、昔の研究仲間である下記三名が研究成果を勝手に企業に売り込み一財産を築いた事による恨みから殺害を図った。自ら開発したプログラムの名を自分の名にも使用している。
カートの殺害を済ませた後にクウォンを殺害しようとするも失敗。シェイラのインスリン注入器を操り暴走させてクウォンを拉致する。
救助に来たフラッシュが着ていたテクノロジーが詰まったスーツを操りキッドフラッシュを撃退。様々な機能を強制的に作動させ翻弄し自爆機能を起動させ危機に陥れるもバリーが自らスーツを壊したため薬を投与され無力化。そのまま逮捕されアイアンハイツ刑務所に送られた。

ベッキー・シャープ Becky Sharpe / ハザード Hazard
【演者】シュガー・リン・ビアード
【吹替】小桜エツ子
【初出】『THE FLASH/フラッシュ』シーズン4
量子にプラスの影響を与えることにより自らに幸運を得ることができ、その対価として周囲の量子にマイナスの影響を与えることで他者に不運を呼び込む能力を持つメタヒューマン（ベッキーがツキまくるほど周囲の不運の範囲が広がる）。
その能力を利用して銀行強盗を行なった際にメタヒューマンと発覚する。
ブラックジャックディーラーをやっていた当時は不幸体質の持ち主だった（警察のデータベースには様々な事件の被害者として記録が残っていた）が、能力が発現してからは幸運続きとなる。
悪人ではない為、フラッシュは説得を試みるも聞く耳を持たず、能力を行使しカジノで豪遊し続けた結果、マイナスの影響がセントラルシティ全体に広がり大惨事に。
しかし、能力を無効化され、フラッシュによりアイアンハイツ刑務所に送られる。
その後、冤罪により収監されたバリーや、他のメタヒューマン達と共に脱獄。バリーがフラッシュである事を知らされたメタヒューマン達はバリーに攻撃をするも、改心した彼女は能力を使い、他の能力者を一網打尽に。しかし、デヴォーに他の能力者共々能力を無効化され、身体と能力を乗っ取られ、バリーに助けを求めるも精神が消滅、実質死亡した。

ウィーパー Weeper
【演者】マット・アフォンソ
【初出】『THE FLASH/フラッシュ』シーズン4
流す青い涙がドラッグ化しているメタヒューマンで、他者がそれを吸引すると高揚感が得られる。
その能力に目をつけたアミュネットによって捕獲され、ギャングとの取引に利用される。
常に拘束された状態でドラッグの涙を流させるために暴行を加えられ全身に傷跡が残っている。
アイリス達に救助されるが怯えきって逃げ出してしまい1人で街を彷徨っていたところをデヴォーに見つかり能力を奪われ死亡した。

ミーナ・チャイタン Mina Chaytan / ブラックバイソン Black Bison
【演者】チェルシー・カーツ
【初出】『THE FLASH/フラッシュ』シーズン4
人や動物の形を模した石像や人形に命を吹き込み、操ることができるメタヒューマン。命を吹き込む相手の体積が足りない場合（四肢が胴体部分と同化している作りの石像など）でも命を吹き込んだ時点で何処からか足りない部分の体積が補われ、生体と同様の姿形となり、質量に関係なくモデルの生物の特色（翼を用いた飛行など）を発揮できる。物体強度は元の素材に依存するため、元がどのような生物がモデルかは関係ない。
ネイティブアメリカンで、元・文化人類学の教授。スー族の子孫。その遺物に並々ならぬ執着を持った過激な活動家であり、逮捕歴もあり、メタヒューマン用のパワー抑制手錠を針金で外し逃走するなど手馴れた手腕を見せる。メタヒューマンになってからは躊躇なく殺人も犯す。自称している正式名は｢ラコタ｣。
三つに別れたスー族の首飾り｢ブラック・バイソン｣をスー族の元に戻すために、競売会社や個人収集家のところに現れ窃盗殺人（未遂も含む）を繰り返す。そして最後のパーツがある博物館に押し入り、フラッシュ達ヒーローをティラノサウルスの骨格標本を操り追い詰めるが、投げたスー族の遺物に気を取られた隙を突かれるという単純な手に引っかかり逮捕・収監されていた。
しかしラルフが首飾りをスー族の居留地に送ったため当初の目的は果たされている。

ドミニク・ランス Dominic Lanse / ブレインストーム Brainstorm
【演者】ケンドリック・サンプソン
【初出】『THE FLASH/フラッシュ』シーズン4
テレパシーで相手の思考を読む能力を持つメタヒューマン。
アミュネットに売られそうになるが、拒絶したため、彼女の攻撃を受け昏倒し、ケイトリンの治療を受ける。
治療が一通り（設備が整っていないため応急処置程度ではあるものの）終わり意識が回復しテレパシー能力を自覚しケイトリンと協力し脱出。
その後は元の生活を送っていたがデヴォーに発見され能力を奪われると同時に身体を乗っ取られ事実上死亡した。
デヴォーが他人の身体と能力を乗っ取ったのは彼が初めて。

ニール・ボーマン Neil Borman / フォールアウト Fallout
【演者】リャン・アレクサンダー・マクドナルド
【初出】『THE FLASH/フラッシュ』シーズン4
放射線を周囲に撒き散らし、他者の体調不良を引き起こす能力を持ったメタヒューマン（性質としては文字通り歩く核爆弾で、放射線の影響で防犯カメラも破壊される）。
普段は放射性廃棄物の輸送トラックの運転手をしている。
本人には能力を持っている自覚はなく、事件も無意識で起こしていた。

シルバート・ランディン Sylbert Rundine / ドワーフスター Dwarfstar
【演者】デレク・ミアーズ
【初出】『THE FLASH/フラッシュ』シーズン4
物質を縮小化する能力を持ったメタヒューマン（縮小化した物は再度光線を当てる事で好きな時に元のサイズに戻せる）。
以前から、破壊や不法侵入等の悪事を繰り返しており、ビッグサーが誤認逮捕された事件の真犯人（昔はビッグサーと見間違うほど筋骨隆々であった）。

イジー・ボーウィン Izzy Bowin / フィドラー The Fiddler
【演者】ミランダ・マクダガル
【初出】『THE FLASH/フラッシュ』シーズン4
超音波を発生して攻撃する能力を持つメタヒューマン（曰く分子のショットガン）。
普段はミュージシャンをやっているため能力との相性は良く、楽器を使うことで能力がアップする。
デヴォーに対して、その攻撃能力が有効であることに目を付けたチームフラッシュにより、楽器を使った攻撃を教わるも、これにより自信過剰に陥り単身デヴォーに戦闘を仕掛ける。しかし、ハザードの運操作能力を得た彼に楽器を壊されてしまい敗北、駆け付けた意中のラルフの目の前でデヴォーに体を乗っ取られ、実質死亡した。彼女に想いを寄せていたラルフは無力感を味わうと共にバスのメタヒューマンの一人である自身の身が狙われている恐怖感を実感する事となる。
余談だが、フィドラーの名はデヴォーから命名された。

マシュー・キム Matthew Kim / メルティングポイント Melting Point
【演者】レオナルド・ナム
【初出】『THE FLASH/フラッシュ』シーズン4
触れたメタヒューマンの能力を消し、別の人物に移すことができる能力を持ったメタヒューマン。
普段は総合病院の救急救命士として働き、能力を持ってからは悪事を行うメタヒューマンの能力を消していた善人だが、他人にその能力を移せることまでは気付いていなかった。
良かれと思ってやったフライの能力無力化がジェイコに能力が渡ったせいで更なる惨事を引き起こした事により、一時は能力の使用を思いとどまるが、フラッシュ達の誘い受けチームフラッシュに入る事となる。
しかしデヴォーの策略によりS.T.A.Rラボに侵入され、能力を奪われ死亡した。

ジャネット・ペティ Janet Petty / ヌル Null
【演者】ベサニー・ブラウン
【初出】『THE FLASH/フラッシュ』シーズン4
触れた物質の密度を変え、物質の重力を操る能力を持つメタヒューマン（人体にも有効で、時間経過で元に戻る）。いくつもの偽名を使い宝石強盗を行っていた。
セレブが集まるパーティー会場に現れ強盗を働いていた最中にフラッシュとエロンゲイテッドマンが駆けつけフラッシュを高高度まで浮かせ窮地に陥れる。しかしエロンゲイテッドマンの機転により救助され、捕縛。パイプラインに収監される。
ヌルという通称は自ら名乗っていた。

エドウィン・ガウス Edwin Gauss / フォールデッドマン Folded Man
【演者】アルトーロ・デル・プエルト
【初出】『THE FLASH/フラッシュ』シーズン4
ポケットディメンションという専用の空間を使い、自在にワープすることができるメタヒューマン。
いわゆるヒッピーで、固定住居を持たない陽気な旅人。

### 『THE FLASH/フラッシュ』で登場したその他の人物

#### 『THE FLASH/フラッシュ』シーズン1で登場
クリスティーナ・"ティナ"・マギー Christina "Tina" McGee
【演者】アマンダ・ペイズ
【吹替】堀越真己
【初出】『THE FLASH/フラッシュ』シーズン1
マーキュリー・ラボの所長。15年前はハリソン・ウェルズと親友であったが、ある事件以来人が変わったようになったウェルズとは疎遠になる。

ダントン・ブラック Danton Black / マルチプレックス Multiplex
【演者】マイケル・スミス
【吹替】金野潤
【初出】『THE FLASH/フラッシュ』シーズン1
自分自身を複製・操作する能力を持つメタヒューマン。
元はクローン臓器の作成を実用化した科学者だが、スタッグ社に研究を奪われ解雇された。結果その技術で治療を受ける筈だった病を患った最愛の妻が帰らぬ人となってしまう。復讐の為に社長であるサイモン・スタッグを襲撃し、フラッシュと対峙する。自身の能力でクローンを大量に生み出し最終的にフロアを埋め尽くすほどの大軍となる。
最後の抵抗でフラッシュをビルから突き落とそうとするものの避けられてしまい、自身が落下しそうになりフラッシュに助けられるが「もういい」といい腕部を複製。掴んでいたフラッシュの腕を振りほどき落下死する。

カイル・ニンバス Kyle Nimbus / ザ・ミスト The Mist
【演者】アンソニー・キャリガン
【吹替】烏丸祐一
【初出】『THE FLASH/フラッシュ』シーズン1
自分自身をシアン化水素と鎮静剤の成分を含む緑色の毒ガスに変化させるメタヒューマン。
死刑囚であり、粒子加速器の爆発の際、毒ガス処刑を受けていた為、能力が身についた（死刑は執行された扱いとなり警察のデータベースに記録が残っていなかった）。
数年前にジョーに逮捕されて以来、彼を恨んでいる。かつて所属していたマフィアのボス、自身に死刑宣告をした判事を次々に襲撃。
フラッシュと対峙し、気化能力による物理攻撃の無力化で終始優位に立ち回るが連続して能力を使用したことが仇となり気体化できず確保されパイプラインに収容される。

ベティ・サン・スーシー Bette Sans Souci / プラスティク Plastique
【演者】ケリー・フライ
【吹替】豊口めぐみ
【初出】『THE FLASH/フラッシュ』シーズン1
触れた物を爆弾に変えてしまうメタヒューマン
アフガニスタンからの帰還兵。爆弾処理中の負傷を治療中に粒子加速器の爆発に遭い能力を得る。
悪人では無いが、能力を軍事利用しようとするエイリング大将に追われる身となり、フラッシュによってS.T.A.R.ラボに保護される。ウェルズ博士に唆され、エイリングを殺害しに向かうも、後を追ってきたフラッシュに気を取られた隙にエイリングに射殺される。死亡した際に能力が暴走し遺体そのものが時限爆弾となってしまい、フラッシュにより人の居ない海上まで運ばれて爆発し、世間には「軍の兵器実験」とエイリングによって広められた。シスコは彼女に想いを寄せており、殺された事を伝えられると、強く落胆していた。

ウェイド・エイリング Wade Eiling
【演者】クランシー・ブラウン
【吹替】稲葉実
【初出】『THE FLASH/フラッシュ』シーズン1
陸軍大将。テロの脅威から国を守る目的で超人兵士を産み出すため、メタヒューマンであるベティ・サン・スーシーやフラッシュ、ファイアーストームを付け狙う。前述の目的の為、過去にウェルズと手を組んでいた時期があり、グロッドを使って実験を繰り返しており、グロッドからは強く憎まれている。
後にリバース・フラッシュに攫われ、グロッドによって洗脳される。

トニー・ウッドワード Tony Woodward / ガーダー Girder
【演者】グレッグ・フィンリー
【吹替】俊藤光利
【初出】『THE FLASH/フラッシュ』シーズン1
自分の皮膚を鋼に変える能力を持つメタヒューマン。
粒子加速器爆発の振動で、勤務していた工場の溶鉄溜まりの中に足を踏み外して落下。それにより能力を得る。恵まれた筋肉質な体型に抜群の運動神経の持ち主であるらしく学生時代は運動部で活躍していた（いわゆるジョック）。メタヒューマンとなってからは一撃でコンクリート製の道路を破壊するなどのパワーを発揮する。
バリーとアイリスの同級生で幼少期のバリーをいじめていた。幼少から父親が逮捕されたバリーを貶すような発言をしたり、「生まれながらの負け犬」と卑下するなど素行が悪く大人になっても変わらず暴行や窃盗の前科がついている。しかし極悪人という訳ではなく劇中の犯行動機がフラッシュばかりに注目するアイリスの気を引くためだったり、嘗ての学友に危機が迫ると警告をしたりするなどの側面も持ち合わせる。
余談だが、劇中でスーパーマンの通称である「鉄の男（Man of steel）」と呼ばれるイースターエッグがある。

フラッシュ〈シーズン1〉
上記の素行の悪さ故に職場から解雇され、上司ともめた後に溶鉱炉へと落下。金属化能力を得ると欲望のままに車両窃盗などを犯罪を働き、アイリスが運営するフラッシュのサイトに目をつける。彼女の周りをうろつき始め警戒されるも警備をしていた警官を難なく蹴散らしアイリスを拉致して母校の小学校へと訪れる。そこでアイリスへの想いを告白するが受け入れられる訳もなくフラッシュを呼び出される形で拒絶される。フラッシュを打ちのめそうと追い詰めるが特訓の末に繰り出されたスーパーソニックパンチに金属化を破られ敗北。
フラッシュとの対決後はパイプラインに収容されるが、後にウェルズ博士の策略により解放され、S.T.A.R.ラボに侵入したファルークと戦闘になり敗北（金属は伝導率が高い物質であるため相性が悪い）。駆けつけたバリーに危険を知らせた後、力尽きる。
フラッシュ〈シーズン2〉
S.T.A.Rラボの地下に安置されていた遺体がバリーの能力復活に利用したダークマターの影響を受け脳の一部が活性化し復活（所謂ゾンビ）。生前の行動を模倣しSUVの窃盗やジッターズへ襲撃を行う。狙いが自身だと気付いたアイリスが囮となりS.T.A.R.ラボへ誘導されスピードスターとしての力を取り戻したバリーの活躍で再び力尽きる。

アース・プライム
アース1とは異なり死亡しておらず、アーガスに収容されている。

ファルーク・ジブラーン Farooq Gibran / ブラックアウト Blackout
【演者】マイケル・レベンタル
【吹替】吉野裕行
【初出】『THE FLASH/フラッシュ』シーズン1
電気を吸収・放出するメタヒューマン。
粒子加速器爆発事故の日、酒に酔って送電塔に登っている時に事故の影響で発生した高圧電流を浴びて送電塔より落下。心肺停止に陥るが、能力を得て復活する。ファルークが電流を浴びた現場には二人の友人がいたが、ファルークに心臓マッサージを施している最中に、彼が無意識のうちに放出した電流により感電死しており、ファルークは粒子加速器爆発事故を起こし自らがメタヒューマンとなる原因を作ったとして、ウェルズを憎むようになる。
最初のフラッシュとの戦いで電流エネルギーと高速移動能力を奪い、ウェルズを殺害するためにS.T.A.R.ラボを襲撃し、ケイトリン達の協力で能力を取り戻したフラッシュと再び対峙するが、「大切な人を守りたい」という想いからパワーを底上げしたフラッシュの電流エネルギーを吸収しきれず倒れこみ、昏睡状態に陥る。
その後、「フラッシュの能力を奪った仕組みの解明」を目論むウェルズによって、血液のサンプルを採取された。

ロイ・G・ビボロ Roy G. Bivolo / プリズム Prism / レインボー・レイダー Rainbow Raider
【演者】ポール・アンソニー
【吹替】田坂浩樹
【初出】『THE FLASH/フラッシュ』シーズン1
赤く発光する両目から他人の視神経を通して脳に影響を与え、制御不能な怒りを誘発する能力を持つメタヒューマン。
能力を悪用し銀行強盗をおこなう。フラッシュに対しても能力は有効（同じメタヒューマンのためか抵抗力があり、症状が遅く出る）であり、共闘していたアローとフラッシュを仲違いさせ対決にまで発展させる。後に、影響を克服したフラッシュとアローにより、パイプラインへと収容される。プリズムの名前はシスコが、レインボー・レイダーはケイトリンが付けた名前で、その後の引き合いに出される際にはレインボー・レイダーの名前が使われている。

ショーナ・バエズ Shawna Baez / ピーカブー Peek-a-Boo
【演者】ブリトニー・オールドフォード
【吹替】石田嘉代
【初出】『THE FLASH/フラッシュ』シーズン1
瞬間移動（テレポーテーション）の能力を持つメタヒューマン。
アイアンハイツ刑務所に収監されている囚人クレイ・パーカーの恋人で、軽犯罪の常習犯。
能力を使うためには、移動する先が目視できる状況でなければならない為、停電等で視界を塞がれると能力が使えなくなる。
銀行の現金輸送車から現金を奪い、パーカーと共に逃走する途中のトンネル内でフラッシュと遭遇。交戦し振り切ろうとするが、フラッシュがトンネルの電灯を壊して視界を遮ったことで能力が使えなくなり、パーカーにも置き去りにされるが、それでもパーカーへの愛情は変わっていない。対決後はパイプラインに収容される。
ウェルズ（イオバード）の計画でパイプラインに収容していては危険だったため、スナートの助力を得るも裏切りにあいその隙に乗じて逃げ出し、行方を眩ませた。
その後シーズン4の冒頭に登場。強盗事件を起こしキッドフラッシュ、ヴァイブ、ジョーの連携によって逮捕された。
シーズン5では経緯が不明ながら出所しており、シカーダの標的の一人になる。他の犯罪者仲間の避難に手を貸さないなど終始非協力的であった。
ピーカブーの名前をつけたのはケイトリンで、バリーのたとえ話を聞いたため。ピーカブーとは英語圏で｢いないないばぁ｣にあたる言葉。

アンソニー・ベローズ Anthony Bellows
【演者】ヴィトー・ダンブロシオ
【初出】『THE FLASH/フラッシュ』シーズン1
セントラルシティの市長。
シーズン2で街を守ったヒーローであるフラッシュに街の鍵を贈呈する。
シーズン4では裏で汚職に手を染めている事が明らかとなり逮捕される。刑務所内ではデザートに出されるプリンを賭けてポーカーをして負け続けるなど落ちぶれた生活をしている。

グレゴリー・ウルフ Gregory Wolfe
【演者】アンソニー・ハリソン(Anthony Harrison)（シーズン1）、リチャード・ブルックス(Richard Brooks)(シーズン4)
【初出】『THE FLASH/フラッシュ』シーズン1
アイアンハイツ刑務所の所長。シーズン4では、裏で収監されていたメタヒューマンをアミュネット・ブラックに売りさばいていた事が判明。バリーの正体がフラッシュだと気付き、アミュレットに売り渡そうと計画する。

ブリー・ラーバン Brie Larvan / バグ・アイド・バンディット Bug-Eyed Bandit
【演者】エミリー・キニー
【吹替】たなか久美
【初出】『THE FLASH/フラッシュ』シーズン1
元マーキュリー・ラボのロボット工学の研究者。マーキュリー・ラボの所長マギー博士に解雇されたことを恨み、ハチ型ロボットを操り、マギー博士を含む元同僚たちの殺害を企てる。日本語吹き替えでは日本語に会った蜂に関するジョーク（「自分で」を「自ブーン」と言うなど）を言う。

ハンニバル・ベイツ Hannibal Bates / エブリマン Everyman
【演者】マーティン・ノボトニー
【吹替】北島善紀
【初出】『THE FLASH/フラッシュ』シーズン1
触れた相手なら誰にでも変身することができる能力を持つメタヒューマン。
他人になりすまし、その本人に濡れ衣を着せることで、犯罪をくりかえしていた。変身（コピー）できるのは外見のみで、能力や記憶まではコピーできない。後にパイプラインに収容されることになるが、ウェルズに利用される形で解放されるが。ジョーに撃たれる。
あまりにも多くの他人に変身しすぎた為、自身の素顔が解らなくなってしまっている（素顔を見せようとした際、髪や目が無いのっぺりとした不気味な姿になった）。
そのメタヒューマンとしての能力の特性上主演のグラント・ガスティンを含めた複数の役者がハンニバルの役を兼任している。
余談だがハンニバル・ベイツの名前がロバート・クイーンの手帳のリスト内に確認できる。

#### 『THE FLASH/フラッシュ』シーズン2で登場
ヘンリー・ヒューイット Henry Hewitt / トカマク Tokamak
【演者】デモア・バーンズ
【吹替】喜山茂雄
【初出】『THE FLASH/フラッシュ』シーズン2
粒子加速器の爆発の影響を受けた化学者。ハドソン大学を首席で卒業し、応用物理学と生物学二つの学位を持つエリート。しかし激昂し易く暴行罪1回、加重暴行罪2回の犯罪歴があり、セラピーの受診命令も出ている。
ファイアーストームの候補に選ばれた一人。融合実験の際にメタヒューマンとしての能力（電気エネルギーを吸収し火炎を放射する）が覚醒する。
不適合であったため、怒りに駆られてケイトリンともう一人の候補であるジャックスを殺そうとするが、フラッシュと新生ファイアーストームに阻止される。
アース2ではS.T.A.R.ラボの職員。

ラッセル・ゴロッソン Russell Glosson / タートル Turtle
【演者】アーロン・ダグラス
【吹替】上杉陽一
【初出】『THE FLASH/フラッシュ』シーズン2
パルスを発して周囲の運動エネルギーを自身に吸収・集約（要は位置エネルギーのみに置き換わる）する事で客観的に周囲の時間の流れを遅くすることができるメタヒューマン（能力の影響を受けた人物は意識も低速化し、ラッセルが高速で動いている様に見える）。
シスコやケイトリン達は前々からタートルについて認知していたものの、騒ぎが立て続けに起きたためにバリーには知らされていなかった。そして彼の能力がズームのスピードに対する突破口となるかと考察したシスコから彼の存在がバリーへ知らされた。
妻が自身の下を去って家庭を壊されて以来、人にとって「個人的に価値がある物」を盗んでいる。自身にとっての『一番大事な物』である妻は潜伏先に剥製として保管している。
フラッシュにとって大切なものであるパティを同じように剥製にするため殺害しようとする。最初はフラッシュのスピードの封じ込めに成功するもパティへの想いでより速くなったフラッシュに敗れ、パイプラインに収監されるも、ズームの脅迫を受けたハリーの手で殺害された。

ジョセフ・モンテレオーネ Joseph Monteleone / タールピット Tar Pit
【演者】マルコ・グラッツィーニ
【初出】『THE FLASH/フラッシュ』シーズン2
全身をタール状の液体に変え、自らを数百度の高温にすることができるメタヒューマン。
煮えたぎるタールに突き落とされたところで粒子加速器爆発のダークマターを浴び、メタヒューマンになった。その日から長期間タールに閉じ込められ何も感じず、痛々しい苦痛の記憶と憎悪のみで精神を保ち続けており、容貌も極端に不気味になっている。自分をタールに突き落としたギャングに復讐する。

アダム・フェルズ Adam Fells / ジオマンサー Geomancer
【演者】アダム・スタッフォード
【吹替】保村真
【初出】『THE FLASH/フラッシュ』シーズン2
地面に手を付けて局所的な地震を起こすことができるメタヒューマン。
自らの手でフラッシュを打倒せんと挑発的な行動を繰り返す。
ゾロモン曰くアース2のアダムも同じ能力を持つメタヒューマンだが、既に死亡しているとのこと。

グリフィン・グレイ Griffin Grey / ヒーマン He-Man
【演者】ヘイグ・サザーランド
【初出】『THE FLASH/フラッシュ』シーズン2
車と正面衝突しても微動だにしない強靭な肉体と怪力を持つメタヒューマン。メタヒューマンとなった当初は能力を利用して好き勝手に暴れていたが、能力の代償として急激に老化するため、まだ未成年にも関わらず中年男性と見間違う程に体が老化している。ハリーをハリソン（イオバード）と勘違いして拉致し治療を試みる。
フラッシュの能力を使用させ続ける作戦により体が老化し切ってしまい死亡した。死亡後は体が本来の少年の姿に戻っていた。

#### 『THE FLASH/フラッシュ』シーズン3で登場
フランキー・ケイン Frankie kane / マジェンダ Magenta
【演者】ジョーイ・キング
【吹替】優木かな
【初出】『THE FLASH/フラッシュ』シーズン3
磁気を操るメタヒューマン。
様々な里親をたらい回しにされ、フランキー自身の性格は弱気で従順。しかしその結果解離性同一性障害となりマジェンタを名乗る攻撃的な別人格が形成された。虐待を繰り返す現在の里親であるジョンに復讐を行う。フラッシュポイントのメタヒューマンであり、フラッシュポイントではマジェンタとして名前が知られていた。
ジョンに対して街頭を直撃させたものの重症を負わせ病院送りになる程度で済んだためジョンの入院先であるセントラルシティ病院の上に大型タンカーを持ち上げそのまま他の民間人ごと押し潰そうとする。しかしフラッシュの説得を聞き、思いとどまり事なきを得た。
その後フランキーはケイトリンが見つけた新たな里親の下へと向かい、虐待をしていたジョンは訴えられ実刑を受ける事となった。

サム・スカッダー Sam Scudder / ミラーマスター Mirror Master
【演者】グレイ・デイモン
【吹替】檜山修之
【初出】『THE FLASH/フラッシュ』シーズン3
鏡や窓など、表面反射する物体を通じて移動する能力を持つメタヒューマン。粒子加速器が爆発する前はレナード・スナートの仲間だったが、仲違いにより決別。ディロンとは恋人。
スナートに復讐しようとしたが、彼がセントラルシティに居ないと知り目的を街の支配へと変更。フラッシュとジェシークイックを相手に初戦はフラッシュを鏡に閉じ込めるなど善戦するも次の戦闘では能力の弱点を突かれ敗北。ディロン共々逮捕された。
バリーがタイムスリップした8年後の未来ではバリーがフラッシュとして活動していないのをいい事に街の支配者として名を轟かせ、ディロンと共に暴れ回っていた。トップの能力と自身の能力を組み合わせた新たな技でフラッシュ（現在のバリー）を追い詰めるが、現在のバリーそして8年後のバリーの連携によって形勢が逆転。ディロンを置いて逃げようとするものの8年後のバリーに再び捕まった。
またハリーによればアース2にも同様にスカッダーがおりミラーガン（ハリー曰く｢全てを二次元に変える｣もの）を所持する犯罪者との事。

ロザリンド・ディロン Rosalind Dillon / トップ Top
【演者】アシュリー・リッカーズ
【初出】『THE FLASH/フラッシュ』シーズン3
自分の目を見た人間に、壊滅的な目まいを起こさせる能力を持つメタヒューマン。サムとは恋人の関係。
アイアンハイツ刑務所のメタヒューマン棟に収監されていたがサムが能力を利用し脱獄させられ、彼と共に再び街で暴れる。ジェシークイックに能力を行使し翻弄するが、次の戦闘では能力に対策した行動をとられてしまったため敗北。サム共々逮捕され再び刑務所に入る事となった。
バリーがタイムスリップした8年後の未来ではバリーがフラッシュとして活動していないのをいい事に街の支配者として名を轟かせ、サムと共に暴れ回っていた。ミラーマスターの能力と自身の能力を組み合わせた新たな技でフラッシュ（現在のバリー）を追い詰めるが、現在のバリーと8年後のバリーの連携によって形勢が逆転。現在のバリーにより再び捕まった。

シェイド Shade
【初出】『THE FLASH/フラッシュ』シーズン3
影のように姿を表すメタヒューマン。高い周波数で振動し、自分が影であるかのような幻影を見せる。

ジャレッド・モリーロ Jared Morillo / プランダー Plunder
【演者】ステファン・ハスザー
【初出】『THE FLASH/フラッシュ』シーズン3
未来的な技術の銃を使う宝石泥棒。眼帯をしており、見た目が海賊に似ていることから、略奪者（プランダー）と名付けられた。また、キッドフラッシュに敗北した最初の悪党でもある。

クライブ・ヨーキン Clive Yorkin
【演者】マシュー・ケビン・アンダーソン
【初出】『THE FLASH/フラッシュ』シーズン3
触れた物体を腐敗させる能力を持つメタヒューマン。接触した場合、物質であれば劣化し、生体であれば壊死したように黒ずみ、細胞の劣化を極度に早める。一度触れれば効果は持続し、腐敗し切っても止まらず最終的に塵に変わる。
フラッシュポイントで自分を逮捕した警官達を恨み、逮捕に関わった人間を殺害した。ジョーもその一人であり、列車に乗っていたところを他の乗客諸共殺害しようとするがフラッシュの活躍で失敗に終わり、自分の能力とは正反対の効果を持つウォリーの血液をその身に取り込んだことで能力が無力化されてしまい、そのまま逮捕された。

ミュージック・マイスター Music Meister
【演者】ダレン・クリス
【吹替】岸尾だいすけ
【初出】『SUPERGIRL/スーパーガール』シーズン2 第16話
目を合わせて相手を催眠状態にさせることができる能力を持つ怪人物。バリーとカーラに「教訓を与える」として夢の中でミュージカルをさせる。
ミュージカル世界になったのは二人が「オズの魔法使い」「雨に唄えば」などのミュージカル好きがそういった世界を形成したらしく、ミュージック・マイスター曰く「戦争映画やSF映画じゃなくて良かった」。
ミュージック・マイスター自身も夢の中に出入り可能であり、二人に催眠世界の説明をした後、「軽いオープニングナンバー」として「Put a Little Love in Your Heart」を歌いいつの間にか消えていた。また、催眠世界の住人はバリーとカーラの知り合いに準じた姿形をとっているものの本人ではなく名前も違う。
素の状態でもフラッシュのスピードを易々と捉えキッドフラッシュを軽々吹き飛ばす高いスピードとパワーを持ち、なおかつ眠らせている相手の能力を奪うことができるなど多彩かつ強力な能力を持ちフラッシュとスーパーガールの能力を得て高速移動や飛行、ヒートビジョンを放てるようになる。
バリー達を催眠世界に閉じ込めたあとは更なるパワーアップを図るためハイテク企業へ強盗に入り暴れようとするも、シスコ達によって阻止されパイプラインに収監された。しかしその後バリーとカーラが夢から脱出した所へ何事も無かったかのように現れる。目的を問われると「二人に愛を教えるため」と答え、最初と同じように「Put a Little Love in Your Heart」を口ずさみながら消えていった。
最初からフラッシュの正体がバリーであり、キッドフラッシュの正体がウォリーである事を知っていたり、去る前にHRが「どこか別のアースから来たのか」と聞いたが「それは言っても理解できない」とはぐらかしたため最後まで正体や詳細は謎のままだった。
演じるダレン・クリスは嘗てミュージカルコメディドラマ「glee/グリー」において主演のグラント・ガスティンとの共演経験があり、このエピソードについてグラント・ガスティンは「まるで同窓会のようだった」とインタビューで語っている。。なお吹き替え声優も続投している。

アブラカダブラ Abra Kadabra
【演者】デヴィッド・ダストマルチャン
【初出】『THE FLASH/フラッシュ』シーズン3
64世紀の奇術師。体にナノテクの機器を埋め込んでおり、瞬間移動や念力といった魔法と見間違う程の驚異的なマジックを使える。
目的を達成するためマジックを駆使し、様々なハイテク機器を盗む。その過程でアース19でも同様に窃盗を行い、その時にジプシーの公私共に親しくしていた人物を殺害したため彼女からは激しい憎悪を抱かれている。
盗みを働いている最中にチームフラッシュの面々に捕縛されるも、「サビターの正体を教える代わりに解放しろ」と揺さぶりをかけ脱走し、タイムボルトから最後のパーツを奪い逃走。
その目的はタイムマシンを作り自身の時代へと帰ることであり、その事を知ったチームフラッシュに寸前ところで再度捕まる。
その後ジプシーに身柄が引き渡されアース19で処刑される事となり、最後の説得としてバリーから情報提供を要求されるも「サビターのアイリス殺しに加担できて光栄だ」と言い残しジプシーと共にアース19へと消えた。
また彼はデヴォーの存在を示唆する発言もしている。

トレーシー・ブランド Tracy Brand
【演者】アン・デュデック
【初出】『THE FLASH/フラッシュ』シーズン3
サビターを倒す鍵を握ると思われる物理学者。HRと想いを通わせる。

ルシアス・クーリッジ Lucious Coolidge / ヒートモンガー Heatmonger
【演者】リチャード・ゼーマン
【初出】『THE FLASH/フラッシュ』シーズン3
ミック・ロリー以来の凶悪な放火魔。

ハンカーソン裁判官
【演者】ケン・キャルムー・テイラー
【初出】『THE FLASH/フラッシュ』シーズン3
ヒートモンガーの事件を担当し、証言台に立つバリーに質問をする。
シーズン4ではクリフォード・デヴォー殺害事件を担当。

#### 『THE FLASH/フラッシュ』シーズン4で登場
アミュネット・ブラック Amunet Black / ブラックスミス Blacksmith
【演者】ケイティー・サッコフ
【初出】『THE FLASH/フラッシュ』シーズン4
アルニコ磁石を操る事ができるメタヒューマンで、ウィーパーなどの他のメタヒューマンの存在を売り払っている闇の商人。警察にその存在は認知されているが、自分に不利な証言を話せる人物を裏で殺害しており、逮捕には至っていない。
ウルフ所長とは裏で繋がっており、アイアンハイツ刑務所に収監されたメタヒューマンを彼から買い取っている。
粒子加速器の爆発以前はキャビンアテンダントをやっていた。本名はレスリー・ジョコイ（Leslie Jocoy）
ケイトリンのキラーフロスト化を止めたのは彼女で、トランス遺伝子調整スプライサーを使用し止めた。それ以来ケイトリンの事を「ケイティ」と呼んでいる。この事を理由にケイトリンを協力させていた。しかしケイトリンがチームフラッシュに戻る決断をしたことから協力関係を切らる。
その後バリーを含めた複数のメタヒューマンの取り引きへ赴くもベッキーの運操作能力に妨害され、その上デヴォーが出現したため取り引きが失敗。そのまま数ヶ月間姿を消していた。
彼女のメタヒューマンとしての能力を利用してデヴォーの計画を阻止しようとチームフラッシュから協力を提案され、ノーヴォックに盗まれたアルニコを取り返す事とケイトリンの「トランス遺伝子調整スプライサーと引き換えにキラーフロストが一度言うことを聞く」という条件を呑んでそれを承諾。
しかしケイトリンのキラーフロスト化を止めたのは彼女ではなくケイトリン自身だと彼女を勇気づけるなど良心を見せ始める。
アルニコを取り返してノーヴォックに仕返しを済ませるとデヴォーへの対抗手段であるアルニコ手榴弾をフラッシュ達に託した後にその場を去った。

〈アースX〉ローレル・ランス Laurel Lance / サイレンX Siren-X
【演者】ケイティ・キャシディ
【吹替】小林沙苗
【初出】『THE FLASH/フラッシュ』シーズン4
アースXのローレル・ランス。ブラックサイレンと同様の能力を持つメタヒューマン。レオ曰く、アースXのオリバー・クイーンに一方的な好意を持っていたらしく、彼を殺害したアース1の面々に復讐する。

シャロン・フィンケル Sharon Finkel
【演者】ドナ・ペスコウ
【初出】『THE FLASH/フラッシュ』シーズン4
セントラルシティでカップルカウンセラーを営む医師。催眠療法等を得意とし、メモを取る癖がある。

カート・ウィーバー Cart Weaver
【演者】リャン・マクドネル
【初出】『THE FLASH/フラッシュ』シーズン4
キルゴアを売り払ったメンバーの男性。嫌味ったらしい性格。購入しようと下見したマンションのエレベーターに乗っていたところディーコンによってテクノロジー操作でエレベーターを上下にシェイクされた衝撃で殺された。

ティム・クウォン Tim Kwon
【演者】ドナルド・ヘン
【初出】『THE FLASH/フラッシュ』シーズン4
キルゴアを売り払ったメンバーの男性。乗っていた車がディーコンによって操られ殺されかけるもフラッシュが車を分解したため助かった。
その後ディーコンに攫われ体を裂かれそうになるが再びフラッシュに助けられ事なきを得た。

シェイラ・アグナニ Sheila Agnani
【演者】アリザ・ヴェラニー
【初出】『THE FLASH/フラッシュ』シーズン4
キルゴアを売り払ったメンバーの女性。キルゴアを売り払った金で生活しており、家ではテレビゲームをしているなど生活態度は怠惰。
糖尿病を患っており、インシュリンの自動注入機をディーコンに操作され殺されかけるがウォリーに助けられる。以前からクウォンに言い寄られているが、何度も拒絶している。

ノーヴォック Norvok
【演者】マーク・スウェットマン
【初出】『THE FLASH/フラッシュ』シーズン4
アミュネットの部下で、義眼を外すと蛇のような触手を出す能力を持つメタヒューマン。

アントン・スラッター Anton Slater
【演者】マーク・バレー
【初出】『THE FLASH/フラッシュ』シーズン4
セントラルシティの地方検事で、クリフォード・デヴォーの事件を担当。被告人であるバリーを有罪にすべく徹底的に追い込んでいく。

デイビッド・ラチェット David Ratchet
【演者】ビル・ゴールドバーグ
【吹替】稲田徹
【初出】『THE FLASH/フラッシュ』シーズン4
アイアンハイツ刑務所に収監されている囚人で、ヘンリーが収監されていた当時、破裂寸前の盲腸を彼に治療してもらった借りがあるとバリーに語る。そのため収監されたバリーとの関係は良好。
マーキュリーラボに強盗に入り、警備員を射殺した容疑で逮捕されるが、実は冤罪。
ビッグサーという異名がある。

ヴァン・ブレン Van Buren
【初出】『THE FLASH/フラッシュ』シーズン4
セントラルシティの新市長。前市長の汚職やメタヒューマンの事件が連続発生するセントラルシティの姿勢回復に尽力している。しかしこのことが災いし、デヴォー殺人事件から無罪となったバリーに無期限の休職処分を言い渡す原因となる。

ヴェロニカ・デール Veronica Dale
【演者】バーナデット・サキバル
【初出】『THE FLASH/フラッシュ』シーズン4 第15話
テロ組織「エデン・コア」のリーダー。環境活動家、動物解放家を経て、テロリストとなった。核の攻撃力を世界に知らしめる為、セントラル・シティで核爆弾を起動させる。

エリック・フライ Eric Frye
【演者】オリバー・ライス
【初出】『THE FLASH/フラッシュ』シーズン4
ヒートガンの約10倍の火力の炎を出す能力を持つメタヒューマン。能力を得てから強盗を繰り返していた。マシューの力によって能力を消された。
粒子加速器の爆発で生まれた最初期のメタヒューマンでありフラッシュを警戒して別の街で強盗をしていたため今まで感知されていなかった。

ジェイコ・バーチ Jaco Birch / ホットネス Hot Ness
【演者】マックス・アドラー
【初出】『THE FLASH/フラッシュ』シーズン4
マシューによってフライの能力を移され、炎を操れるようになったメタヒューマン。
フライと同じような悪人であり、強盗を起こそうとする。

#### 『THE FLASH/フラッシュ』シーズン5で登場
ウィリアム・ラング William Lang / グリッドロック Gridlock
【初出】『THE FLASH/フラッシュ』シーズン5
運動エネルギーを吸収し、肉体を強化、放電などの能力を得る事ができるメタヒューマン。0G（無重力）状態では運動エネルギーを吸収できずに無力化される。
本来の時間軸では初戦でフラッシュに敗れ逮捕されるはずであったが、ノラが介入した事で事態が急変し、逃亡。強盗を繰り返し強化を続け、ハイジャックを起こし更に惨事を加速させようとするが、フラッシュ、キッドフラッシュ、エクセスに0Gの弱点を突かれ逮捕される。その後アイアンハイツ刑務所移送の為護送車に入るが、シカーダに強襲され死亡する。

ヴァネッサ・ジャンセン Vanessa Jansen / ブロック Block
【初出】『THE FLASH/フラッシュ』シーズン5
原子運動を操作して空気分子を立方体型に圧縮する能力を持つメタヒューマン。この立方体は分子の隙間がないためスピードスターでも通り抜けが出来ない。
元々イーストストリートスカルズというギャングの下っ端の武器商人で、チームに裏切られ投獄される。4年間もの間アイアンハイツ刑務所に服役していたためモレッティ兄弟を初めとした様々な人物に溜め込んでいた激しい殺意を向ける。フラッシュとエクセスを同時に相手にして一度は退けると奮闘するが二回目の戦闘で立方体の大量生成の疲労の隙を突かれ捕縛される。しかし背後からシカーダの短剣に貫かれエクセスに病院に搬送される（生死は不明）。
ブロックという名前はシスコが失恋で意気消沈している最中に付けた名前。

スペンサー・ヤング Spencer Young / スピン Spin
【初出】『THE FLASH/フラッシュ』シーズン5
スクリーンなどの画面を通して催眠をかけるメタテクスマートフォンを持つメタヒューマン。
元セントラルシティピクチャーニュース職員で、アイリスの元同僚でもある。現在はブロガー兼アプリケーション『スペンゾーン』の運営をしている。アイリス曰く｢名前を売る事ばかりに拘り、記事の内容もいい加減｣で、フラッシュの記事などで功績を挙げるアイリスを逆恨みし、光の計画の夜に自身の命を救ってくれた新ヒーロー・エクセスに注目しマッチポンプに利用する。周囲の人を操り、人々を危険に晒し更に行動はエスカレート。『エクセスがフラッシュを殺す』ように指示し追い詰めるが、阻止され逮捕。アイアンハイツ刑務所に送られる。

ピーター・メルケル Peter Merkel / ラグ・ドール Rag Doll
【演者】トロイ・ジェームズ
【初出】『THE FLASH/フラッシュ』シーズン5
身体を伸縮させる事ができるメタヒューマン。
他人が大切にしている物を窃盗、破壊し愉悦するタチの悪い性格。常に不気味なピエロマスクをつけている。大物投資家の息子だがかなり冷たい親であり、愛情や満足感を得ることができずにいた。そこから人が思い入れのある品にばかり狙いを定め、奪い自身が家族にされたように苦しめていた。次はアイリスを苦しめようとバリーを攫いビルから突き落とすが、救助され身柄はラルフに捕らえられた。
名前は能力を見聞きしたシスコが人形を意味するラグドール及びラグドール物理から採ったもの。

ラヤ・ヴァン・ザント Raya Van Zandt / シルバーゴースト Silver Ghost
【初出】『THE FLASH/フラッシュ』シーズン5
エンジンやモーター技術が使われた物を操るメタテクスマートキーを持つメタヒューマン。強奪した車両は不安定なダークマターで覆われスピードスターでも簡単に手は出せない。
元空軍のエースパイロットにして整備士。コールサインは「シルバーゴースト」。軍を不名誉除隊になっている。メタテクスマートキーを使いこなす車両のエキスパート。彼女はジョスが警察の拘留を免れるのを助け、彼女をA.R.G.U.S.で開発された高性能な武装を大量に積んだ次世代ステルス自動車である通称“サム”を盗むのを助けるように説得し、共謀犯罪を起こす。しかしジョスがエクセスの説得を聞き入れ密かにザントの計画を妨害したために失敗。身柄を拘束された。

キース Keith / ゴールドフェイス GoldFace
【初出】『THE FLASH/フラッシュ』シーズン5
骨格が金塊となり、金を意のままに操るメタヒューマン。
裏社会で名の通った犯罪者で、アミュレットの元彼。潜入捜査に来たバリーとラルフを利用する。

フィリップ・マスター Philip Master / アシッドマスター Acid Master
【初出】『THE FLASH/フラッシュ』シーズン5
強酸性の液体を生成する能力を持つメタヒューマン。酸性の液体を定期摂取する必要がある。
シカーダが最後に目撃された未来の新聞記事に彼の能力痕跡があり、シカーダ撃退の鍵になると思われる。
余談だが、能力を見てシスコが『アシッドマスター』と名付け、その後に本名がフィリップ・マスターだと知ると驚いていた。

ヴィッキー・ボーレン Vickie Bolen
【初出】『THE FLASH/フラッシュ』シーズン5
触れた物体を時限爆弾に変える能力を持つメタヒューマン。
犯罪者ではなく、しがない主婦だが昔（故意ではないが）能力を使用してATMを爆弾に変え、グレイスの両親を誤って殺害してしまった。シカーダの標的となる。

レニー・アドラー Renee Adler
【初出】『THE FLASH/フラッシュ』シーズン5
テレキネシス能力を持つメタヒューマン。
ノラが自身の秘密を解明しようとするシャーロークの気をそらさせてるために利用される人物。シャーロークのマルチバースに居る5人いる元妻のアース1のドッペルゲンガー。最初は異様なまでに自身のことを推理し当てるシャーロークの事を不気味がるが、シャーロークが必死にアプローチを仕掛け彼と恋仲になる。しかしメタヒューマンであるためにシカーダの標的の一人となる。自身がメタヒューマンである事を受け入れ、この能力が好きだという旨の発言をしている。そのためメタヒューマンの治療を拒否した。
先述した通り別のアースのレネーがシャーロークの元妻であり、スーパーガールの居るアース38にもいるらしい。

## 『SUPERGIRL/スーパーガール』を中心に登場

### キャットコー
キャット・グラントが設立した巨大メディア・グループ。
カーラ・ゾー＝エル Kara Zor-El / カーラ・ダンバース Kara Danvers / スーパーガール Supergirl
【演者】メリッサ・ベノイスト
【吹替】小松未可子
【初出】『SUPERGIRL/スーパーガール』シーズン1
『SUPERGIRL/スーパーガール』の主人公。スーパーマン（カル゠エル）の従姉。
クリプトン人の生き残りであり、黄色恒星の下では怪力や飛行、銃弾をも弾く肉体、透視、目から放射する熱線、物体を凍結させる吐息などの能力を発揮する。
13歳の頃に、当時はまだ赤ん坊だったカル=エルとは別の船で、崩壊するクリプトンから脱出する。しかし、脱出直後にクリプトンが爆発し、衝撃波で自分の船だけ進路から外れ、時間の止まった空間であるファントム・ゾーンに迷い込む。そうしてカーラは13歳のまま、外の時間にして24年間船の中で眠り続け、地球に到着した時にはカル゠エルはスーパーマンと呼ばれる人物に成長していた。この為、カーラは地球でカル＝エルを守り、手助けするという使命を失ってしまうどころか、カル＝エルに守られて、手助けされる立場になってしまう。
地球ではカル＝エルの手引きでダンバース夫妻に引き取られ、ダンバース夫妻の実子 アレックスと共にミッドヴェールで育った。「カーラ・ダンバース」は地球人としての名前である。
正義感が強く困っている人を見過ごせない反面、周りの制止を振り切り、危険に飛び込む事もしばしば。ヒーローとして活躍し始めた当初は張り切り過ぎて空回りし、事態を逆に悪化させることもあった。スーパーマンにも劣らない能力の持ち主だが、経験不足から活かしきれない場面もある。スイーツが好物で、よく食べている。
原案は、DCコミックスのスーパーガール。
ジェームズ・オルセン / ガーディアン Guardian
【演者】メカード・ブルックス
【吹替】田村真
【初出】『SUPERGIRL/スーパーガール』シーズン1
愛称は「ジミー」。元デイリー・プラネット社のカメラマンでキャット・グラントとは同僚だった。ヘッドハンティングされアートディレクターとしてキャットコー・メディアへやってきた。スーパーマンに頼まれてスーパーガールのサポートをする。スーパーマンやスーパーガールといった仲間の活躍の傍ら、助けられてばかりで負い目を感じていたジェームズ自身もガーディアンとして密かに活動し始める。
並行世界のアースXでは、ニューライヒに対抗するレジスタンスグループ「フリーダム・ファイターズ」の一員として登場した。

キャット・グラント
【演者】キャリスタ・フロックハート
【吹替】宮島依里
【初出】『SUPERGIRL/スーパーガール』シーズン1
キャットコー・メディアのCEO。キャットコー・メディアを設立する以前はデイリー・プラネット社でゴシップ記事を担当していた。息子にカーター、オパールシティにアダム・フォスターがいる。民主党も支持している模様。
かなりの切れ者で、フラッシュやガーディアンの正体をほぼ初対面のうちに看破している（スーパーガールのみ、なかなか気付くことがなかった）。
社内に自分専用の直通エレベーターを設けるなど自尊心が高く、饒舌。気に入らない事があると、すぐさま解雇や処分を言い渡すため、部下から恨みを買うことも多い。カーラの名前をわざと呼び間違えたりと意地悪とも思えるような仕打ちをすることもあるが、内心では温かく見守っており、恋や仕事に悩むカーラにしばしばアドバイスするなど、彼女の良き上司である。
デイリー・プラネットへの対抗意識から、突如現れた女性ヒーロー（カーラ）を「スーパーガール」と命名し、祭り上げる。

ニア・ナル Nia Nal / ドリーマー Dreamer
【演者】ニコール・メインズ
【吹替】櫻庭有紗
【初出】『SUPERGIRL/スーパーガール』シーズン4
キャットコー・メディアの新人記者。不吉な予知夢に悩まされていたが、カーラたちの協力の下でその力を制御できるようになると、スーパーヒーロー「ドリーマー」として活動を始める。
DCコミックスのヌーラ・ナル／ドリームガールの先祖と設定された、本作オリジナルのキャラクター。また、DCコミックスのテレビ作品で初のトランスジェンダー女性のスーパーヒーローでもある。

スナッパー・カー Snapper Carr
【演者】イアン・ゴメス
【初出】『SUPERGIRL/スーパーガール』シーズン2
キャットコー・マガジンのジャーナリストで、調査部を率いている。記者となったカーラの上司。無愛想で偏屈、報道機関として一切の妥協を許さないため、カーラやジェームズとよく衝突する。しかしながら、カーラの素質は見込んでおり、彼女を記者として成長させて行く。

レズリー・ウィリス / ライブワイヤー Livewire
【演者】ブリット・モーガン
【初出】『SUPERGIRL/スーパーガール』シーズン1
電流を操るメタヒューマン。元々はラジオDJであったが、スーパーガールを貶すような発言をしたことでキャット・グラントから異動を命じられ、その職務中に乗っていたヘリが落雷で墜落。間一髪のところをスーパーガールに助けられるが、電流をスーパーガールの身体を経由して浴びたため、特殊な能力も伝播した。その後は白髪のメタヒューマンとなり、キャットに襲いかかる。

シヴォン・スマイス / シルバー・バンシー
【初出】『SUPERGIRL/スーパーガール』シーズン1

### D.E.O.
宇宙人の驚異等から地球を防衛する使命を帯びた政府の秘密機関。正式名称は「Department of Extranormal Operations」。
アレックス・ダンバース Alex Danvers / センチネル Sentinel
【演者】カイラー・リー
【吹替】樋口あかり
【初出】『SUPERGIRL/スーパーガール』シーズン1
地球でカーラをひきとったダンバース夫妻の実の娘。カーラにとっては義理の姉に当たる。D.E.O.の優秀な捜査官。
シーズン2では自身がレズビアンであることを自認する。

ジョン・ジョーンズ / マーシャン・マンハンター / ハンク・ヘンショウ
【演者】デヴィッド・ヘアウッド
【吹替】広瀬彰勇
【初出】『SUPERGIRL/スーパーガール』シーズン1
D.E.O.の長官。グリーン・マーシャンの生き残り。300年以上生きている。
スーパーガールやスーパーマンと同等の飛行能力や怪力の他、変身やテレパシー、すり抜けなどの能力を持っている。
南米に潜んでいた頃に当時のD.E.O.長官であるハンク・ヘンショウに殺されかけるが、ジェレマイア・ダンバースに命を救われる。その際に行方不明になったヘンショウの姿に化け、D.E.O.長官の任を引き継いだ。
自分の妻子もろともグリーン・マーシャンを絶滅に追いやったホワイト・マーシャンに対しては深い恨みの念がある。
スーパーマンとも面識があるが、ある意見のすれ違いから、長い間関係がぎくしゃくしていた。

ウィン・ショット / コンピューター・ラッド / トイマン
【演者】ジェレミー・ジョーダン
【吹替】小林親弘
【初出】『SUPERGIRL/スーパーガール』シーズン1
本名は「ウィンスロー・ショット・ジュニア」。カーラが勤めるキャットコー・メディアのITエンジニア。父親はトイマン。
ITの知識のみならず、科学にも精通しており、他惑星の言語も少なからず理解しているようである。裁縫も得意なようで、スーパーガールやガーディアンのコスチュームも彼が手掛けた。
その才能を買われ、後にD.E.O.で働くことになり、さらにその後、リージョンの一員として31世紀へ赴く。

クエル・ドックス / ブレイニー / ブレイニアック5
【演者】ジェシー・ラス
【吹替】西谷修一 → 近松孝丞
【初出】『SUPERGIRL/スーパーガール』シーズン3
31世紀出身で、スーパーマンの宿敵であるブレイニアックを先祖に持つコル人。
レベル12の知性（本人曰く、この数値はウィンの知能の８倍以上を誇るらしい）を自慢するが、21世紀の常識や他人の心情を察することは少々苦手。
元はリージョンのメンバーだったが、31世紀に向かったウィンの後任としてD.E.O.に加わる。

### ダンバース家
イライザ・ダンバース
【演者】ヘレン・スレイター
【初出】『SUPERGIRL/スーパーガール』シーズン1
アレックスの母親、カーラの養母。
演じるヘレン・スレイターは、1984年公開の映画『スーパーガール』でカーラ・ゾ＝エル／リンダ・リー／スーパーガール役だった。

ジェレマイア・ダンバース / サイボーグ・スーパーマン
【演者】ディーン・ケイン
【初出】『SUPERGIRL/スーパーガール』シーズン1
アレックスの父親、カーラの養父。
幼いカーラをD.E.O.に引き渡すことを拒否する代わりに、自分が調べたクリプトンの知識を使ってD.E.O.に全面協力することになる。しかし、南米で火星人（ジョン・ジョーンズ）討伐をめぐってハンク・ヘンショウ長官と戦い、そのまま行方不明になった。
実はその後、カドマス・プロジェクトに拾われて、サイボーグ・スーパーマンに改造されていた。
演じるディーン・ケインは、『LOIS & CLARK / 新スーパーマン』でクラーク・ケント／スーパーマン役だった。

### ルーサー家とその配下
レナ・ルーサー Lena Luthor
【演者】ケイティ・マクグラス
【吹替】木下紗華
【初出】『SUPERGIRL/スーパーガール』シーズン2
レックスの異母妹。ルーサー・コープ改めＬ・コープのCEOかつキャットコー・メディアのオーナー。クリプトナイトを作り出すなど、研究者としても優れた才能を持つ。レックスのことは、尊敬しつつも反面教師としている。カーラとの仲は良好だが、スーパーガールには不信感を抱いている。

レックス・ルーサー Lex Luthor
【演者】ジョン・クライヤー
【初出】『SUPERGIRL/スーパーガール』シーズン4～（シーズン2にも回想場面で子供時代の姿が登場）
スーパーマンの宿敵にしてレナの異母兄。宇宙最高峰の頭脳を持つ反面、傲慢な性格で、スーパーマンの存在が目の上のたんこぶ。その自尊心故にか、スーパーマンがクラーク・ケントであると認められない。

リリアン・ルーサー Lillian Luthor
【演者】ブレンダ・ストロング
【初出】『SUPERGIRL/スーパーガール』シーズン2
レックスの母親。地球上のエイリアンの滅亡を企む組織「カドマス・プロジェクト」のリーダー。夫の不倫の子であるレナを邪険にし、実の子であるレックスを溺愛しているが、実はレックスにも良く思われていない。

イヴ・テシュマッカー Eve Teschmacher
【演者】アンドレア・ブルックス
【初出】『SUPERGIRL/スーパーガール』シーズン2
カーラの推薦で、後任となったキャット・グラントのアシスタント。インターンとして入ってきたマイク（モン＝エル）に一目惚れし、仕事中に性交しようとするなど、やや奔放な面があるが、実はイェール大学出身の秀才。キャットの退任後もCEOのアシスタントを続けていたが、その秀才ぶりを買わてからは、レナの研究に携わるようになる。

ハンク・ヘンショウ / サイボーグ・スーパーマン
【初出】『SUPERGIRL/スーパーガール』シーズン1～
本物のハンク・ヘンショウ。

ジョン・コーベン / メタロ Metallo
【演者】フレデリック・シュミット (Frederick Schmidt)
【初出】『SUPERGIRL/スーパーガール』シーズン2
元々は殺し屋で、レナ・ルーサーの命を狙っていたが、レナに撃たれ瀕死状態になる。その後身柄はカドマスに渡り、心臓部にクリプトナイトが埋め込まれたサイボーグ「メタロ」に改造され、スーパーガール達に襲いかかる。

マーシー・グレイブス
【演者】ローナ・ミトラ
【初出】『SUPERGIRL/スーパーガール』シーズン4
かつてレックスの部下だった女性。そのためレナにも慕われていた。弟のオーティス達と共謀して大統領を襲撃、世界を混乱させて行く。

オーティス・グレイブス
【演者】ロバート・ベイカー
【初出】『SUPERGIRL/スーパーガール』シーズン4
　マーシーの弟。

レッドドーター Red Daughter / リンダ・リー Linda Lee
【演者】メリッサ・ベノイスト
【吹替】小松未可子
【初出】『SUPERGIRL/スーパーガール』シーズン3
ハルン＝エルの力によって生まれた、もう一人のカーラ。シベリアに出現後、レックス・ルーサーに騙されて、レッドドーターに仕立て上げられてしまう。
カーラの記憶は全く引き継いでいないが、「アレックス」という名前だけは覚えている。しかし、このことがレックス・ルーサーに心を許す一因ともなった（レックスはアレクサンダーの愛称であり、アレックスはアレクサンダーの別の愛称である為）。

### リージョン
31世紀のスーパーヒーロー・チーム。
モン＝エル
【演者】クリス・ウッド (俳優) 
【吹替】興津和幸
【初出】『SUPERGIRL/スーパーガール』シーズン1
カーラと同型のカプセルに乗って地球に飛来して来た男。当初はダクサムの王子の従者と称していたが、実は王子であったことが判明する。惑星間の問題もあり、カーラとは度々対立するが、徐々に仲を深めて行く。
シーズン2終盤でカーラと別れ、地球を離れた後、31世紀に飛ばされる。

イムラ・ アーディーン / サターンガール Saturn Girl
【演者】エイミー・ジャクソン
【初出】『SUPERGIRL/スーパーガール』シーズン3
土星の衛星「タイタン」出身。テレキネシスの能力を持つスーパーヒーロー。

クエル・ドックス / ブレイニー / ブレイニアック5
→ #クエル・ドックス

### クリプトン人
「クリプトニアン（Kryptonians）」とも。クリプトンの住人。
クラーク・ケント Clark Kent / カル＝エル Kal-El / スーパーマン Superman / マン・オブ・スティール Man of Steel
【出身】アース38（CoIE前）、アース・プライム（CoIE後）
【初出】『SUPERGIRL/スーパーガール』シーズン2
【演者】タイラー・ヘックリン
【吹替】玉木雅士
メトロポリスの新聞会社「デイリー・プラネット」で記者をしている、カーラの父方の従弟。
クライシス・オン・インフィニット・アース
マルチバースのスーパーマンたちを殺害せんとするレックス・ルーサを追う中で、自分のドッペルゲンガーたち（『SMALLVILLE/ヤング・スーパーマン』版クラーク・ケントや『スーパーマン リターンズ』版クラーク・ケント）と出会う。

アルーラ・ゾー＝エル
【出身】アース38（CoIE前）、アース・プライム（CoIE後）
【初出】『SUPERGIRL/スーパーガール』シーズン1
【演者】ローラ・ベナンティ、エリカ・デュランス（シーズン3～）
【吹替】林真里花
カーラの実母。死んだと思われていたが、アルゴ・シティで生きていた。

アストラ
【出身】アース38
【初出】『SUPERGIRL/スーパーガール』シーズン1
【演者】ローラ・ベナンティ
【吹替】林真里花
アルーラの双子の姉妹で、カーラのおば。クリプトンを滅亡から救おうとして過激な手段に出た為、フォート・ロズに収容されていた。結果的にそのおかげでクリプトンの滅亡を生き延び、地球に辿り着くことになった。

ノン
【出身】アース38
【初出】『SUPERGIRL/スーパーガール』シーズン1
アストラの夫。アストラと共にフォート・ロズに収容されていた。

サマンサ・"サム"・アリアス / レイン
【出身】アース38
【初出】『SUPERGIRL/スーパーガール』シーズン3
【演者】オデット・アナブル
レナ・ルーサーの友人。L・コープでレナの後任として働く傍ら、シングルマザーとして多忙な日々を送っている。
ある事件をきっかけに、別人格であるワールドキラー「レイン」が覚醒する。

ジュリア・フリーマン / ピュリティ
【出身】アース38
【初出】『SUPERGIRL/スーパーガール』シーズン3
【演者】クリス・マーシャル
ワールドキラーの一人。普段はナショナル・シティ近辺で暮らしている心優しいミュージシャン。ピュリティになると瞳が白くなり、凶暴化する。ブラック・キャナリーやシルバー・バンシーのような音波攻撃を繰り出す。

グレース・パーカー / ペスティレンス
【出身】アース38
【初出】『SUPERGIRL/スーパーガール』シーズン3
【演者】アンジェラ・シュウ
ワールドキラーの一人。普段はナショナル・シティの救命外科医。謎の伝染病「ブライト」を発生させる。

セレーナ
【出身】アース38
【初出】『SUPERGIRL/スーパーガール』シーズン3
【演者】アンジャリ・ジェイ
アルゴ・シティでの評議会にいた女性。陰ながらワールドキラーを操り、地球の滅亡を目論んでいた。

ゾッド
【出身】アース38
【初出】『SUPERGIRL/スーパーガール』シーズン2
【演者】マーク・ギボン
クリプトンの将軍で、スーパーマンの宿敵の一人。

### 火星人
「マーシャン（Martians）」とも。火星の人類。
メガン・モーズ / ミス・マーシャン Miss Martian
【演者】シャロン・リール
【初出】『SUPERGIRL/スーパーガール』シーズン2
宇宙人の集うバーの従業員。ジョン・ジョーンズと同様にグリーン・マーシャンの生き残りと思われたが、ホワイト・マーシャンだった。

ミリン・ジョーンズ
【演者】カール・ランブリー
【初出】『SUPERGIRL/スーパーガール』シーズン3
ジョン・ジョーンズの父親。死んだと思わていたが、ホワイト・マーシャンに囚われていた。認知症にかかっている。
演じるカール・ランブリーは、アニメ『ジャスティス・リーグ』等でジョン・ジョーンズ／マーシャン・マンハンターの声優として知られている。

### ダクサム人
「ダクサマイト（Daxamites）」とも。ダクサムの人類。
レーア
【演者】テリー・ハッチャー
【初出】『SUPERGIRL/スーパーガール』シーズン2
ラー・ガンドの妻で、モン＝エルの母。己の野望のためには手段を選ばない。

ラー・ガンド Lar Gand
【演者】ケヴィン・ソルボ
【初出】『SUPERGIRL/スーパーガール』シーズン2
ダクサムの王で、モン＝エルの父。息子の遭難信号を追って、妻達と地球までやって来た。

### ザ・エリート
マンチェスター・ブラック Manchester Black
【演者】デヴィッド・アジャラ
【初出】『SUPERGIRL/スーパーガール』シーズン4
行方不明になった宇宙人の恋人フィオナを追って来た男。所持品にはよくユニオン・ジャックが描かれている。当初はスーパーガールやジョン達と行動を共にしていたが、次第に行動は過激化、危険な殺人鬼となって立ちはだかる。

### 『SUPERGIRL/スーパーガール』で登場したその他の人物

#### 『SUPERGIRL/スーパーガール』シーズン1で登場
マックスウェル・ロード Maxwell Lord
【演者】ピーター・ファシネリ
【吹替】近藤隆
【初出】『SUPERGIRL/スーパーガール』シーズン1
スーパーガールを試したり、何かとちょっかいをかけてくる。

インディゴ Indigo
【初出】『SUPERGIRL/スーパーガール』シーズン1
コンピューターの中を自由に移動できる宇宙人。なお、スーパーガールのポッドを起動させて脱獄し地球にきた。ノンと協力する。

ルーシー・レイン Lucy Lane
【出身】アース38
【初出】『SUPERGIRL/スーパーガール』シーズン1
【演者】ジェナ・ディーワン
ジェームズの元婚約者。アメリカ陸軍のJAGに所属している。

サム・レイン Sam Lane
【出身】アース38
【初出】『SUPERGIRL/スーパーガール』シーズン1
【演者】グレン・モーシャワー
【吹替】木下浩之
ルーシー・レインの父。軍人。宇宙人を脅威だと考えており、非人道的行為も厭わない。

ベン・クリル / リアクトロン Reactron
【演者】クリス・ブロウニング
【吹替】谷昌樹
【初出】『SUPERGIRL/スーパーガール』シーズン1

レッドトルネード Red Tornado
【演者】イド・ゴールドバーグ
【初出】『SUPERGIRL/スーパーガール』シーズン1
軍が作った対宇宙人用アンドロイド、スーパーガールと戦闘中暴走してしまう。

ジェム
【吹替】山野井仁
【初出】『SUPERGIRL/スーパーガール』シーズン1

ビザロ
【演者】ホープ・ローレン
【初出】『SUPERGIRL/スーパーガール』シーズン1

トイマン Toyman
【演者】ヘンリー・ツェニー
【初出】『SUPERGIRL/スーパーガール』シーズン1
元玩具職人で、ウィンの父親。服役していたが脱走、おもちゃを武器にスーパーガール達を襲う。

ブラックマーシー
【初出】『SUPERGIRL/スーパーガール』シーズン1
寄生植物で寄生した人物に理想の現実を幻覚して見せる能力がある。ノンの策略によってカーラに寄生した。

ドレイパ
【初出】『SUPERGIRL/スーパーガール』シーズン1
フォートロズの元看守。そこが崩壊して以降ナショナルシティ警察の警官として勤務し裏では逃してしまった宇宙人犯罪者を私刑していた。トロンバス出身のためハイテク兵器を使用。

#### 『SUPERGIRL/スーパーガール』シーズン2で登場
オリヴィア・マーズディン
【演者】リンダ・カーター
【初出】『SUPERGIRL/スーパーガール』シーズン2
アメリカ合衆国大統領。地球人と宇宙人の共生を掲げていることから、カーラ達には慕われる一方、ヘイトクライムに巻き込まれることも多い。ある重大な秘密を隠している。
演じるリンダ・カーターは、1970年代の実写テレビシリーズ『ワンダウーマン』でダイアナ・プリンス／ワンダウーマン役だった。

マギー・ソーヤー
【演者】フロリアナ・リマ【吹替】桜木可奈子
【初出】『SUPERGIRL/スーパーガール』シーズン2
ナショナル・シティ警察の刑事。主に宇宙人や超常現象関連の捜査を担当している。

ライラ・ストレイド
【演者】タムジン・マーチャント
【初出】『SUPERGIRL/スーパーガール』シーズン2
スターヘイブンという惑星から来た女性。ウィンに好意を持ち、積極的にアプローチするが、ある問題を抱えている。

シンクレラ / ルーレット
【初出】『SUPERGIRL/スーパーガール』シーズン2
全身に渡るドラゴンタトゥーの入った女。宇宙人同士を戦わせるファイトクラブを主宰したり、地球人を拉致、奴隷として売ろうとするなど、宇宙規模の悪事に関わっている。

フィリップ・カリナウスキー
【初出】『SUPERGIRL/スーパーガール』シーズン2
妻を強盗に殺され、法の抜け道を使って無罪を勝ち取った犯罪者を私刑執行している人物。

ジョーンズ博士 / パラサイト
【演者】ウィリアム・メイポーザー
【初出】『SUPERGIRL/スーパーガール』シーズン2

ミスター・ミクシィズピトルク Mister Mxyzptlk
【演者】ピーター・ガディオット（シーズン２）、トーマス・レノン（シーズン５）【吹替】置鮎龍太郎
【初出】『SUPERGIRL/スーパーガール』シーズン2
5次元の世界から突如現れた男。様々な魔法を操り怪物を生み出す、風景を僅かな挙動で一変させる、スーパーマンに匹敵する戦闘能力を得るなど現実を捻じ曲げるかのような全能にも等しい力を発揮する。その上対抗手段は名前を逆さにして本人に口に出させる、または書かせ（「MXYZPTLK」を「KLTPZYXM」と書かせる）強制的に5次元に送還させることしかないという一筋縄ではいかない厄介極まりない性質を有する。しかし全知ではなく、クリプトンに関することなど自身が知らないことには力が及ばない。
カーラに惚れており、彼女に脅迫まがいに結婚をせまる。彼女の気を引くためならば平然と殺戮を行おうとするなど、ユーモラスな雰囲気とは裏腹に倫理観が欠如した危険な存在。ダクサム人とはお互いに嫌っている様子。その上、モン＝エルにとっては恋敵として見えているため、敵意をむき出しにされている。
　スーパーガール〈シーズン2〉
カーラがモン＝エルと自室で話していたところに突如として現れ彼女に求婚する。初めはオーケストラを呼び出しムーディな雰囲気の中指輪を差し出すなど比較的常識あるアプローチをしたものの、邪魔なモン＝エルを下着のみで別の場所に転移させたり、モンスターを街に解き放ち自分の力を見せつけるなど次第に手段が過激になってゆく。しかし何を言っても食い下がるミクシィズピトルクに辟易したカーラがクリプトン製の船で自爆しようとする暴挙に出たことで打つ手が無くなり（クリプトン語は知らないため、その場で知識を付けようにも間に合わない）、カーラの知恵を借りて、停止コードを入力したと思いきや実はカーラの策略にはまり意図せず逆さの名前を書いてしまっていた。結果、5次元に帰ることとなり、「本当は愛して欲しかっただけだ」と心中を吐露して悲しげな表情をみせ、カーラから「愛して欲しかったら本当の意味で私に向き合いなさい」と諭されて5次元へと戻った。

#### 『SUPERGIRL/スーパーガール』シーズン3で登場
ルビー・アリアス
【演者】エマ・トレンブレイ
【初出】『SUPERGIRL/スーパーガール』シーズン3
サマンサの娘。スーパーガールのファン。

モーガン･エッジ Morgan Edge
【演者】エイドリアン・パスダー（『SUPERGIRL/スーパーガール』シーズン3）
【初出】『SUPERGIRL/スーパーガール』シーズン3
レナ・ルーサーと対立する不動産開発者。

トーマス・コーヴィル
【演者】チャド・ロウ
【初出】『SUPERGIRL/スーパーガール』シーズン3
スーパーガールを崇めるカルト教団の教祖。その捻じ曲がった強い信仰心から、大事件を企てる。

#### 『SUPERGIRL/スーパーガール』シーズン4で登場
ベン・ロックウッド / エージェント・リバティ
【演者】サム・ウィットワー
【初出】『SUPERGIRL/スーパーガール』シーズン4
宇宙人差別団体「チルドレン・オブ・リバティ」を率いる。
元々は平穏に暮らしていた大学教授だったが、宇宙人の社会進出や戦闘に巻き込まれるうちに、彼らに対する憎悪を募らせて行く。

ケリー・オルセン Kelly Olsen / ガーディアン Guardian
【演者】アジー･テスファイ
【吹替】鹿野真央
【初出】『SUPERGIRL/スーパーガール』シーズン4
ジェームズの妹。

## 『レジェンド・オブ・トゥモロー』を中心に登場

### レジェンズ
『レジェンド・オブ・トゥモロー』の主人公であるタイムトラベラー集団。

#### 初期メンバー
ギデオン Gideon
【演者】エイミー・ペンバートン
【吹替】森なな子
【初出】『レジェンド・オブ・トゥモロー』シーズン1
ウェーブライダーに搭載された人工知能。レジェンズとの交流の結果、他の人工知能よりも人間味を得ている。一部のエピソードでは人間の姿で登場する。
なお、S.T.A.R.ラボのタイムボルト内にあるギデオンとは別個体（そちらはモリーナ・バッカリンが演じている）。

サラ・ランス Sara Lance / カナリア The Canary / ホワイトキャナリー White Canary
【演者】ケイティ・ロッツ、ジャクリーン・マッキネス・ウッド（『ARROW/アロー』シーズン1 第1話）
【吹替】大津愛理、不明（『ARROW/アロー』シーズン1 第1話）
【初出】『ARROW/アロー』シーズン1 第1話
ローレルの妹。長い棒状の武器を自在に操る。カナリア時代は金髪のウィッグと黒色のコスチュームに身をまとい、超音波発生装置も武器としていた。両性愛者である。
原案は、DCコミックスのブラックキャナリー。中でも初代ブラックキャナリーを原案としている。

アロー 過去編
姉の恋人オリバーとヨット旅行に出かけたが、嵐でヨットが引き裂かれ、海水に飲み込まれて行方知らずだったが、オリバーが流れ着いた孤島リアン・ユーに新たに上陸しようとしていた謎の集団の船によって助けられていた。
アロー〈シーズン２〉現在編
「事業」の発生後、家族が心配になり、様子を見るために街に戻った。オリバーはサラがスレイドとの抗争でによって島で死んだと思っていたが、サラはリーグ・オブ・アサシンに拾われており、「カナリア」を意味する「タイル・アル・サファル（Ta-er al-Safar）」という名のリーグの暗殺者となっていた。リーグの掟で組織から抜けることは許されないため、追われることとなる。程なくして、恋人だったナイッサ・アル・グールが連れ戻しに来るが、紆余曲折を経て組織を抜けることを容認され、チーム・アローに加わる。一旦はチームを抜けるが、街でスレイド達との抗争が始まり、オリバー達に加勢する為にリーグの仲間を引き連れ街に戻る。終戦後、ナイッサとの約束を果たすため、家族にしばしの別れを告げリーグの仲間達と共に街を離れた。その後、オリバーの窮地に再び街に現れ加勢した。
アロー〈シーズン3〉現在編
姉ローレルとも再会を果たし喜んでいた矢先、マルコムに洗脳されたテアに矢を射られて屋上から転落。駆け寄るローレルの腕の中で、無惨な死を遂げる。
アロー〈シーズン4〉現在編
ローレルに頼まれたマルコムによって、ラザラス・ピッドを使って蘇生させられるが魂が肉体になかったため暴れ、ローレルによって鎖で繋ぎ止められる。その後、拘束を破り逃げ出していたところをチームにより捉えられ、オリバーに呼ばれたコンスタンティンによって魂を戻される。
レジェンド・オブ・トゥモロー〈シーズン1〉
ローレルから渡されたホワイトキャナリーのコスチュームを身にまとって、レジェンズに加わる。
レジェンド・オブ・トゥモロー〈シーズン2〉
リップ・ハンターに代わって、ウェーブライダーのキャプテンに就任する。

レイ・パーマー Ray Palmer / アトム Atom
【演者】ブランドン・ラウス
【吹替】杉田智和
【初出】『ARROW/アロー』シーズン3 第1話
楽観的で、無邪気で、時折頑固な天才科学者。その善良さを受けて心を改める悪党は少なくない。
原案は、DCコミックスのレイ・パーマー／アトム。ただし、元はコード産業の社長であるテッド・コードとして出される予定だった為、大企業の社長という要素などはDCコミックスのテッド・コード／ブルービートルに由来されている。

アロー〈シーズン3〉現在編
クイーン産業の新オーナーに就任する。スターリング・シティの復興計画として、スターリング・シティをスター・シティへ改名することや、クイーン産業をパーマー・テクノロジーズへ社名変更することを発表する。一方で、飛行能力を備えたパワードスーツを開発し、街の新たなヒーロー「アトム」となる。
フラッシュ〈シーズン1〉
アトムスーツの改良のためS.T.A.R.ラボに協力を求め、フェリシティとともにセントラル・シティを訪れる。シスコとは意気投合し、親しくなる。チーム・フラッシュとともにバグ・アイド・バンディットの逮捕に貢献した。
アロー〈シーズン4〉現在編
アトムスーツを改良していた際に起きた爆発事故で死んだと思われていたが、スーツと一緒にネズミサイズに縮んでおり、しかもダミアン・ダークに囚われていたことが明らかになる。なんとかチーム・アローに救難信号を送り、救出されるも、自分が死んだというのに世間が大して騒いでいなかったことにショックを受ける。
レジェンド・オブ・トゥモロー〈シーズン1〉
リップ・ハンターに勧誘され、レジェンズに加わる。
レジェンド・オブ・トゥモロー〈シーズン2〉
原子爆弾の衝撃から逃れるため、白亜紀に飛ばされていたが、ネイトたちに発見され、ウェーブライダーに戻る。その後の任務では、戦国時代の武士や中世の騎士などに扮し、活躍する。
レジェンド・オブ・トゥモロー〈シーズン3〉
宿敵 ダミアン・ダークの娘であるノラに良心を見出し、やり直す機会を与える。
レジェンド・オブ・トゥモロー〈シーズン4〉
ノラと恋愛関係を築く。
レジェンド・オブ・トゥモロー〈シーズン5〉
ノラとの結婚を決意する。ダミアンが復活したことで危機に陥るが、最後は和解し、彼との約束でウェーブライダーを降りる。
アース・プライム：レジェンド・オブ・トゥモロー
第一子の誕生を控え、親になることへの不安に駆られている。そんな時、ネイトと連絡が取れないことからレジェンズの危機を察知し、現代にいる元レジェンドたちを集結させる。

レナード・スナート Leonard Snart / キャプテン・コールド Captain Cold
【演者】ウェントワース・ミラー
【吹替】東地宏樹
【初出】『THE FLASH/フラッシュ』シーズン1
秒単位での作戦計画を練って強盗を行う頭脳派犯罪者。メタヒューマンではないが、自身の宝石強奪計画を邪魔されて以来フラッシュと敵対する。
ケイトリンが調べたデータによれば碌に学校に通ってすらいなかったとのことだが、決して頭が悪い訳ではなくフラッシュが人命救助を優先することを見抜いて逃走中に一般人を巻き込む事故を起こす、コールドガンを調べあげて構造を完璧に把握するなど寧ろ頭脳や観察眼は冴え渡っており、加えて機転が利き合理主義かつ冷徹。劇中、幾度か「約束は守る主義」と口にし実際に守っていたりするが、破ってもいるなど非常に食えない男で腹の内が読めない。ただし自分の妹に関する事柄であれば自分の不利益になろうとも約束を守っている。また、動物番組をよく見るらしく、キングシャークを無力化するためにバリーにサメの生体を説明し、弱点をついて見せるなど意外な知識もある。
シスコが開発した対象物を絶対零度に冷却する銃「コールドガン」を入手している。一時逮捕された際に奪還されたものの、逃亡の後にシスコを脅迫し、再び入手している。
「キャプテン・コールド」の名はシスコの発案。シスコに直接そう呼びかけられたものをスナート自身が採用して名乗るようになった。同様にミックとリサとの3人組をローグスと呼ばれ、これにも喜色を示している。
後に、レジェンド・オブ・トゥモローのメンバーとなる。実はフラッシュと関わっていく内にヒーロー願望や仲間意識が芽生え、これが要因となりレジェンズに参加したが同時に言動の齟齬でミックに対する誘い文句と矛盾したために一時的に関係に亀裂が生じた。また、これとは裏腹にレジェンド・オブ・トゥモローのシーズン2ではイオバード・ソーンに勧誘されリージョン・オブ・ドゥームの仲間になった際には嘗ての相棒にすら容赦なく牙を剥く邪悪さを見せるようになど本質的には周囲の環境に影響されやすい人物であることが窺える。
アースXにはレオ・スナートというドッペルゲンガーがおり、シチズン・コールドというヒーローをやっている。また、アース2のセントラルシティには「スナート市長」なる人物がいる。

フラッシュ〈シーズン1〉
シーズン1では全体を通してライバルのような描写がされた。仲間と共に博物館へ輸送されるダイヤを盗もうと輸送車を襲撃していたところにフラッシュが駆けつけて計画を阻止され、ここからただの犯罪者だった彼の運命は大きく変わることとなる。フラッシュへの対抗策として盗品販売業者からコールドガンを奪いセントラルシティ博物館からダイヤを盗み、フラッシュから逃亡するため館内に居た民間人へ無差別攻撃を開始し、冷気でスピードダウンし対応し切れなかったフラッシュは警備員一人の殺害を阻止できなかった。その後は列車でフラッシュを待ち受け後一歩という所まで追い詰めるが、シスコ達が増援に来て威力とサイズを4倍に強化したコールドガン（に見せかけたS.T.A.Rラボの掃除機）を突きつけられ退散した。
その後元相棒のミック・ロリーにコールドガンと同時に手に入れていたヒートガンを託しフラッシュを打倒するため再度コンビを結成。厄介さに拍車が掛かり、これまで陰ながら活動していたフラッシュが世間に姿を晒す切っ掛けとなる。公衆の面前でフラッシュを冷気と熱波が入り乱れた攻撃を駆使して追い詰めるが、二丁の銃の光線が合わさった時の効果までは把握しておらず結果として逮捕される。しかししぶとく根回しをしておりリサによって逃走に成功する。
三度襲来し、前回同様のミック、更に妹・リサを加えたスリーマンセルで行動を開始。手始めにラモン兄弟を攫い、コールドガンを取り戻すと同時にリサのためにゴールドガンを新造させ武力を強化。それだけでは飽き足らずダンテを脅しの材料にフラッシュの正体を突き止める。脅しのネタを手に入れたのをいいことにセントラルシティを暴れまくっていたが、バリーに「そんなに頭がいいなら誰も殺さずに計画を成し遂げてみろ」と言われ、お互いに過干渉しないこと、正体を公表しないことを条件に今回は戦わずして騒動を終結させた。
シーズン終盤において、非合法な手段を取らなければならなかったチームフラッシュ側から危機に瀕した犯罪者メタヒューマンの移送に協力を依頼され、自身の犯罪歴などあらゆる情報を抹消することを条件に協力する。この時は曲がりなりにも約束を守っており妹であるリサにすらフラッシュの正体を明かしてはいなかった。途中までは順調に協力していたが、輸送機に仕込んだ装置でマーク・マードンを初めとしたメタヒューマンを脱走させて裏切り犯罪者メタヒューマンに借りを作った。
フラッシュ〈シーズン2〉
今回は父親のルイス・スナートによって妹を人質に取られた状態で強制的に犯罪計画に加担させられていた。妹を守るためにバリーからの善意にも冷たく当たっていたが、同時並行で救出作業にあたっていると知り、妹の命を預けてバリーに信頼を寄せていく。このような心境の変化があったためか殺人に対して禁忌感を抱くようになり、バリーがルイスの凶弾を受けた（ように見せかけた）時は「すまないバリー」と謝罪するなど徐々に態度が丸くなり善意を見せるようになる。フラッシュが現れルイスに撃つように強要されるが最後までバリーを信じて待ち、リサが救われると銃口をルイスへ向け発砲。「（フラッシュを）恨んでいたはずだろう」と聞かれるが、「アンタはもっと憎い」と返し父親に自ら引導を渡し、抵抗することなく警察に逮捕された。
しかしその後借りを作っていたマーク・マードンが自身に借りを返すと同時にフラッシュへの復習計画の為に脱獄させられ自由の身となる。脱獄こそしたものの妹の件で借りができたため計画には加担せずにバリーへ忠告し姿を眩ませた。
レジェンド・オブ・トゥモロー〈シーズン1〉
ミックと共に強盗犯罪をしていたところを盗みのスキルを評価したリップ・ハンターに勧誘されレジェンズに加入。様々な時代で遺憾無く能力を発揮する。その傍ら家族の人生をより良い方向へ導こうとしたり、体を張って仲間を助けようとするなど家族愛やヒーロー願望からの善性的な行動を見せ始め、心境の変化を如実に表した。また、サラに対して好意を抱いてもいる。最終的にタイムマスターによる歴史管理を止めるために自ら「俺は操り人形じゃない」と言葉を残し犠牲となる。その行動はあらゆる時間軸にいる生命に自由意志を齎し、その所業は相棒ミックを初めとしたレジェンズの仲間、そして自身を大きく変えたバリーから紛れもないヒーローと賞賛された。
レジェンド・オブ・トゥモロー〈シーズン2〉
前シーズンでヒーローとなったスナートたが今回はレジェンズに勧誘されるよりも前の時間軸のスナートにリップではなくソーンが接触し、リージョン・オブ・ドゥームに加入。レジェンズと敵対する立場となる。レジェンズの仲間だったスナートとは全くといっていいほどの冷酷な人物に変貌しており、殺害行為に躊躇無く踏み込む程でそれはミックも例外ではない。
フラッシュ〈シーズン3〉
タイムマスターとの最終決戦前にバリーがタイムトラベルで接触したことにより再登場した。アーガスに厳重に保管されるドミネーターの動力源を盗み出すために協力する。最深部への侵入は滞りなく遂行するも見張り番に利用されていたキングシャークに苦戦し、あまつさえ自身に禁止した殺しを決行しようとするバリーを諌めて代替案を提案するなど嘗ての立場が逆転したような奇妙な光景が繰り広げられる。紆余曲折の末、危機に陥るが、バリーによって助け出され計画は成功。別れ際に非情な手段に手を染めようとしていたバリーに「お前の強さは優しさなんだぞ」と、それを聞いた事の顛末を知るバリーから「あまり無茶はするなよ」と互いに忠告とも激励ともとれる言葉を掛け合い、握手を交わし戻っていった。

ミック・ロリー Mick Rory / ヒートウェーブ Heat Wave / クロノス Chronos
【演者】ドミニク・パーセル
【吹替】江川央生
【初出】『THE FLASH/フラッシュ』シーズン1
炎をこよなく愛する強盗。スナートの相棒で、常に冷静なスナートとは反対に興奮しやすく粗略で単細胞さが目立つ。過去に起こした放火犯罪で放った炎が制御出来なくなり半身に火傷を負っている。口が悪く、素行にも問題があるため周囲の人物とも衝突が耐えないが、仲間が命の危機に陥れば不器用なりに本意を表し温情を掛けたり時には身を呈して庇うこともあるなど気骨のある熱い心を持ってもいる。特に長年の相棒であるスナートには強い友情を抱いている。
片手で扱える小型火炎放射器「ヒートガン」を武器に使用する。
レジェンズ加入後も平然と犯罪を行うような悪人で、他のレジェンドとの関係も悪かった。しかし、自身とは対照的な善人であるレイ・パーマーに救われたことをきっかけに、次第にレジェンズに馴染んでいく。
ミュージカルが好きで「雨に唄えば」を名作と言ったり、ウェーブライダーに入り込んでいたネズミを「アクセル」と名付けて可愛がっている、忍者の存在を信じ断言するなどコメディリリーフとしても一役買っている。また、食い意地が張っており基本的に酒や菓子類を片手に飲食しているため、ザリ・トマズに毒づかれるという一面もあった。
実は隠れてSF小説を執筆しており、後に「レベッカ・シルバー」のペンネームで出版、世間から好評を受けた。

マーティン・シュタイン Martin Stein / ファイヤーストーム Firestorm
【演者】ヴィクター・ガーバー
【吹替】森功至
【初出】『THE FLASH/フラッシュ』シーズン1
物理化学者。「F.I.R.E.S.T.O.R.M.」というプロジェクトのリーダー。粒子加速器の稼動を見るためにS.T.A.R.ラボに向かう途中、粒子加速器の爆発事故に巻き込まれたことで、ロニー・レイモンドと融合し、炎を操るメタヒューマン「ファイアーストーム」となる。
化学者という職業に見合った非常に秀でた思考能力を持っており、戦闘中にもパートナーへのアドバイスは欠かさない。また、年長者らしく思慮深い面もあり仲間からの信頼も厚い。しかし基本的に熟慮を重ねることが多く決められた判断材料に新たな情報が追加されると判断力が鈍り、邪魔が入ると言葉で強く当たってしまうこともある。
クラリッサと出会う前は割とやんちゃな行為を繰り返していた様子。

フラッシュ〈シーズン1〉
当初は、肉体はロニー、精神はマーティンのファイヤーストームの状態だった。しかし、ロニーの肉体がマーティンを異物とみなして拒絶反応を起こしたことで、核分裂で爆発しかけ、量子スプライサーで合体を解くことになる。その後、エイリング大将につけ狙われ、再融合か死かの決断を迫られ、再びファイアーストームになる。以降、お互いを受け入れることにより量子スプライサーで自由に融合と分離ができるようになる。
フラッシュ〈シーズン2〉
ファイヤーストームの片割れであるロニーが死亡したことで、身体が不安定な状態に陥る。そこで新たな片割れを探すこととなり、ジャックスと出会う。いくつかのトラブルの後、ジャックスとファイヤーストームに融合する。
レジェンド・オブ・トゥモロー〈シーズン1〉
リップ・ハンターからの勧誘を受けて、乗り乗りでレジェンズに参加する。
クライシス・オン・アースX
アースXからアース1への裂け目を開く際、ナチスに撃たれて致命傷を負う。ジャックスを巻き添えにしない為に、自ら望んでファイヤーストームのリンクを解除する。ジャックスとファイヤーストームであるうちは絶対にできなかった普通の握手をして、永遠の眠りにつく。

ジェファーソン・ジャクソン Jefferson Jackson / ファイヤーストーム Firestorm
【演者】フランツ・ドラメー
【吹替】平野潤也
【初出】『THE FLASH/フラッシュ』シーズン2
愛称は「ジャックス（Jax）」。ロニー・レイモンドの死亡後、ファイアーストームの新たな肉体担当に選ばれた青年。元は高校アメフトのクォーターバックだったが、量子加速器の爆発事故による傷で夢を断念し、自動車整備士として働いていた。最初はファイアーストームになることを拒否するが、説得を受けて、マーティン・シュタインの相棒になることを決意する。

レジェンド・オブ・トゥモロー〈シーズン1〉
乗り気ではなかったのに、マーティンに睡眠薬をもられ、強引にレジェンズに参加させられる。マーティンとは喧嘩が絶えなかったが、次第に親子のような親愛関係を築いていく。
レジェンド・オブ・トゥモロー〈シーズン3〉
アースXのナチスとの戦闘でマーティンが命を落としたのを機に、ウェーブライダーを降りる。その後は元の時代で一般人として暮らし始めた。

ケンドラ・ソーンダース Kendra Saunders / ホークガール Hawkgirl
【演者】シアラ・レネー
【吹替】東内マリ子
【初出】『THE FLASH/フラッシュ』シーズン2
カフェ・ジッターズの店員。古代エジプトの巫女 チェイ・アラの生まれ変わり。背中に猛禽類に似た羽を持ち、空を飛ぶ。ホークマンと共に転生を繰り返し、その度にヴァンダル・サベッジに殺されてきた。

カーター・ホール Carter Hall / ホークマン Hawkman
【演者】フォーク・ヘンチェル
【吹替】西谷修一
【初出】『THE FLASH/フラッシュ』シーズン2
古代エジプトの王子 クフの生まれ変わり。背中に猛禽類に似た羽を持ち、空を飛ぶ。ホークガールと共に転生を繰り返し、その度にヴァンダル・サベッジに殺されてきた。

リップ・ハンター Rip Hunter
【演者】アーサー・ダーヴィル
【吹替】中井和哉
【初出】『レジェンド・オブ・トゥモロー』シーズン1 第1話
未来人。元タイムマスター。2166年に妻子をヴァンダル・サベッジによって殺されており、この最悪の事態を変える為、タイムマスターを抜け、2016年でヒーローやヴィランを集めてレジェンズを結成する。

レジェンド・オブ・トゥモロー〈シーズン2〉
第1話で行方不明になった後、記憶を失った状態で映画監督をしている姿を発見される。記憶が戻ると、サラを中心に結束するレジェンズを見て、ウェーブライダーを降りることを決意する。
レジェンド・オブ・トゥモロー〈シーズン3〉
ウェーブライダーを降りた後に時間管理局を創設。そのトップとして時空の保護に奔走したが、人命を軽視した為に失脚する。最後はレジェンズがマラスから逃げる時間を稼ぐべく自爆する。

#### シーズン2で加入
ネイト・ヘイウッド Nate Heywood / スティール Steel
【演者】ニック・ザーノ
【吹替】吉田健司
【初出】『レジェンド・オブ・トゥモロー』シーズン2 第1話
フルネームは「ナサニエル・ヘイウッド（Nathaniel Heywood）」。歴史学者。自身が敬愛する祖父のコードネームである「コマンダー・スティール」にあやかって「スティール」を名乗る。
ある時、歴史上にレジェンズと思しき痕跡を見つけ、オリバーに直談判してから共に捜索を開始し、機能停止状態のウェーブライダーを発見する。それが縁となってレジェンズの旅に加わる。
血友病を患っており、幼少の頃から行動を制限されていた反動から、壮大な冒険を夢見ており、この時空の旅をチャンスと捉え奮闘する。多大な貢献を見せるが、重傷を負い、血友病も相まって死にかける。しかし、レイが作った血清のおかげで危機を脱し、血友病を完治させると同時に身体を金属化する能力を得る。
原案は、DCコミックスのシチズン・スティール。ちなみに、DCコミックスには他にも「スティール」という同名のキャラクターがいる。

アマヤ・ジウィ Amaya Jiwe / ビクセン Vixen
【演者】メイジー・リチャードソン＝セラーズ
【吹替】山本希望
【初出】『レジェンド・オブ・トゥモロー』シーズン2
マリ・マッケイブの祖母。「命のトーテム」の継承者。「ジャスティス・ソサエティ・オブ・アメリカ（JSA）」のメンバー。

#### シーズン3で加入
ザリ・トマズ Zari Tomaz
【演者】タラ・アッシュ
【吹替】平田裕香
【初出】『レジェンド・オブ・トゥモロー』シーズン3
フルネームは「ザリ・アドリアナ・トマズ（Zari Adrianna Tomaz）」。風のトーテムの継承者。メカトロニクスに長け、ウェーブライダーの整備を担当している他、ゲームやハッキングも得意。イスラム教徒で、時間移動の最中でもラマダーンを設け、断食をおこなっている。
原案は、1970年代のCBSの実写テレビシリーズ『SHAZAM!』の姉妹番組『THE SECRETS OF ISIS』の主人公であるアンドレア・トーマス／アイシス（Andrea Thomas / Isis）。

#### シーズン4で加入
ジョン・コンスタンティン
【演者】マット・ライアン
【吹替】小林親弘
【初出】『ARROW/アロー』シーズン4
魔術などのオカルティックな力を持つ。
原案は、DCコミックスのジョン・コンスタンティン。
マット・ライアンは元々NBCの実写テレビシリーズ『コンスタンティン』でジョン・コンスタンティンを演じており、これが縁となってアローバースや『ジャスティス・リーグ：ダーク』などのアニメーション作品でもジョン・コンスタンティンを演じることとなった。

ノラ・ダーク Nora Darhk / フェアリー・ゴッドマザー Fairy Godmother
【演者】コートニー・フォード
【初出】『ARROW/アロー』シーズン4 第9話
ダミアン・ダークの娘。ダミアンをオリバー・クイーンに殺され、悲惨な幼少時代を過ごした。

レジェンド・オブ・トゥモロー〈シーズン3〉
悪魔「マラス」の依代となり、復活させたダミアンと共に様々な時代で悪事を働く。レイ・パーマーのおかげで救われ、更生の機会を得る。
レジェンド・オブ・トゥモロー〈シーズン4〉
レイと相思相愛の関係になっていく。半ば騙された形ではあったが、魔女 タビサからフェアリー・ゴッドマザーの力を引き継ぐ。
レジェンド・オブ・トゥモロー〈シーズン5〉
フェアリー・ゴッドマザーとして各地で不幸な子供たちの為に奮闘している。中盤では遂にレイと結婚する。
アース・プライム：レジェンド・オブ・トゥモロー
レイとの子供を身籠っている。

チャーリー Charlie / クロト Clotho
【初出】『レジェンド・オブ・トゥモロー』シーズン4
【演者】メイジー・リチャードソン＝セラーズ
【吹替】山本希望
シェイプシフター。レジェンズがマラスを倒す過程で「時の牢獄」と呼ばれる異空間から解放された魔法生物たちの一体。時の牢獄から逃れた先の1977年のロンドンで、パンク・ロックバンド「ザ・スメル」のボーカリストとして活動していた。
ジョン・コンスタンティンによって元の世界に送り返される際、同情を引くためにアマヤに変身したことで窮地を脱するが、ジョンの魔法で変身能力を封じられてしまい、彼女の姿でいざるを得なくなる。能力は徐々に取り戻して行くが、その後もアマヤの姿になっていることが多い。
実はモイラ（運命の三女神）の一柱 クロトであることが判明する。

モナ・ウー Mona Wu
【初出】『レジェンド・オブ・トゥモロー』シーズン4
【演者】ラモナ・ヤン（人間時）、Sisa Grey（変身時）
狼人間のようなハワイの伝説の怪物である「カウペー」に変身する能力を持つ。モナは自らのカウペー時の人格に「ウルフィー」という愛称をつけている。
文才があり、ミックと仲が良く、シーズン5ではミックからペンネーム「レベッカ・シルバー」を譲り受けた。

ベヘラド・タラジ Behrad Tarazi
【初出】『レジェンド・オブ・トゥモロー』シーズン4
【演者】シャヤン・ソビアン
シーズン4 最終話で歴史改変された時間軸におけるザリの弟で、風のトーテムの継承者。

ゲイリー・グリーン
→ #ゲイリ・グリーン

#### シーズン5で加入
エヴァ・シャープ
→ #エヴァ・シャープ

ザリ・タラジ Zari Tarazi
【初出】『レジェンド・オブ・トゥモロー』シーズン5
【演者】タラ・アッシュ
【吹替】平田裕香
ベヘラドがレジェンドとなった時間軸のザリで、インフルエンサーとして活躍している。後にレジェンズに加入し、風のトーテムを操れるようになる。
イスラム教徒で、レジェンズが酒盛りをする場面でも唯一人、飲酒をしない。

アストラ・ローグ Astra Logue
【初出】『レジェンド・オブ・トゥモロー』シーズン4
【演者】オリヴィア・スワン（大人）
過去に悪魔に憑依され、ジョン・コンスタンティンによる悪魔祓いも失敗し、地獄に落とされてしまった少女。ジョンは長年どうにかしてアストラを救おうとしていたが、実は地獄で地位を築いていた。

### 時間管理局
ウェーブライダーを降りたリップ・ハンターが新たに設立した、時間軸の保護を使命とする組織。
リップ・ハンター
→ #リップ・ハンター

エヴァ・シャープ Ava Sharpe
【演者】コートニー・フォード
【吹替】ちふゆ
【初出】『レジェンド・オブ・トゥモロー』シーズン3
時間管理局のエージェント。実はクローン人間。サラとは当初対立するが、やがて相思相愛の関係となる。
時間管理局が閉鎖された後、レジェンズに加入する。

ゲイリー・グリーン Gary Green
【演者】コートニー・フォード
【初出】『レジェンド・オブ・トゥモロー』シーズン3
エヴァの部下。
シーズン4でユニコーンに乳首を片方食いちぎられるが、悪魔 ネロンに乳首を増やしてもらい、その乳首の力でレジェンズを苦しめた。後にレジェンズと和解し、レジェンズに加入する。増えた乳首は失った。
シーズン6で実はエイリアンであることが判明する。

### レジェンズの家族
クラリッサ・シュタイン Clarissa Stein
【演者】イザベラ・ホフマン
【吹替】鈴木弘子
【初出】『THE FLASH/フラッシュ』シーズン1
マーティン・シュタインの妻。夫の失踪にも慌てず騒がず沈着に対処し、戻ってきたマーティンが目的を果たしたい事を見抜いて快く送り出し、訃報を聞いてもジャックスを責め立てることなく共に寄り添い気持ちを分かちあうことを選ぶなど立派な賢婦人。ただ、マーティンが自分より科学を愛しているのではないかと感じることがあり、マーティンを｢人を嫉妬させる才能がある｣と評してもいる。
好きな色を聞かれるとストライプと答えるらしい。

フラッシュ〈シーズン1〉
行方不明となったマーティンのことを半ば諦めていたが、チーム・フラッシュの活躍もあって無事再会する。同じ境遇のケイトリンとは気持ちを分かち合う。

リリー・シュタイン Lily Stein
【初出】『レジェンド・オブ・トゥモロー』シーズン2
マーティンが過去の自分にクラリッサとの関係について助言をした結果、マーティンとクラリッサの間に生まれていたことになった子供。父であるマーティン同様、優秀な科学者である。
シーズン3にて、マーティンにとっては初孫となる子供を出産する。マーティンはその初孫を、今は亡きかつての相棒に因んで｢ロニー｣と名付ける。

ベヘラド・トマズ Behrad Tomaz
【初出】『レジェンド・オブ・トゥモロー』シーズン3
【演者】ボディ・サボンギ（幼少時）
アメリカがA.R.G.U.S.に支配された時間軸におけるザリの弟で、風のトーテムの本来の継承者。
2042年にA.R.G.U.S.によって殺害された。
幼少時代を演じるボディ・サボンギは、後に映画『ブラックアダム』でアドリアナ・トマズの息子であるアモン・トマズも演じている。なお、アモン・トマズはコミックスではアドリアナ・トマズの弟である。

### ヴァンダル・サベッジとその関係者
ヴァンダル・サベッジ Vandal Savage
【演者】キャスパー・クランプ
【吹替】岩崎ひろし
【初出】『THE FLASH/フラッシュ』シーズン2
不老不死の古代エジプトの神官。ホークマンとホークガールの生命エネルギーを不老不死の源としている。未来でリップ・ハンターの妻子を殺害しており、このことがレジェンズ結成のきっかけとなった。

### ダミアン・ダークとその仲間
ダミアン・ダーク Damien Darhk
【演者】ニール・マクドノー
【吹替】志村知幸
【初出】『ARROW/アロー』シーズン4 第1話
元リーグ・オブ・アサシン。ラーズ・アル・グールの座をかけた戦いで後の三代目ラーズ・アル・グールに敗北し、リーグ・オブ・アサシンを抜けた。その後は武装集団「H.I.V.E.」を率いて、大量殺戮で世界から人間を一掃し、選ばれた者だけで社会を再建する「ゲネシス計画」を企む。

アロー〈シーズン4〉現在編
クシュー像により闇の魔法の力を得ている。チーム・アローとロニー・マチンに計画を邪魔され、最後はグリーンアローに殺害された。
レジェンド・オブ・トゥモロー〈シーズン1〉
『ARROW』シーズン4より過去のダミアンが登場。サベッジの武器オークションに参加する。
レジェンド・オブ・トゥモロー〈シーズン2〉
『ARROW』シーズン4より過去のダミアンが登場。イオバード・ソーンとマルコム・マーリンと手を組み、「リージョン・オブ・ドゥーム」を結成する。
レジェンド・オブ・トゥモロー〈シーズン3〉
『ARROW』シーズン4で死んだダミアンが復活。大人になった愛娘のノラ・ダークとの関係が描写される。最後は娘の身代わりとなり、再び死亡した。
レジェンド・オブ・トゥモロー〈シーズン5〉
地獄から現世に帰還。子煩悩なのは変わらずで、契約そっちのけでノラを訪ねる。最後はノラの結婚を祝福し、再び死亡した。

マルコム・マーリン Malcolm Merlyn
→ #マルコム・マーリン

イオバード・ソーン Eobard Thawne
→ #イオバード・ソーン

クアサ Kuasa
→ #クアサ

グロッド Grodd
→ #グロッド

### 『レジェンド・オブ・トゥモロー』で登場したその他の人物

#### 『レジェンド・オブ・トゥモロー』シーズン1で登場
ジョナ・ヘックス Jonah Hex
【演者】ジョナサン・シェック
【初出】『レジェンド・オブ・トゥモロー』シーズン1
西部開拓時代でリップ・ハンターと共にならず者と戦っていたガンマン。まだ敵がいるのにも関わらずリップが時代を離れた事に怒っている。

〈アース16〉オリバー・クイーン Oliver Queen / グリーンアロー Green Arrow
【演者】スティーヴン・アメル
【吹替】日野聡
【初出】『レジェンド・オブ・トゥモロー』シーズン1 第6話
アース16の老いたオリバー・クイーン。過去の戦いでグラント・ウィルソン／デスストロークに敗北し、仲間も片腕も失っている。

〈アース16〉コナー・ホーク Connor Hawke / グリーンアロー Green Arrow
【演者】ジョセフ・デヴィッド・ジョーンズ
【初出】『レジェンド・オブ・トゥモロー』シーズン1 第6話
アース16のコナー・ホーク。ジョン・ディグルの息子で、本名は「ジョン・ディグル・ジュニア」。スター・シティを支配するグラント・ウィルソンの軍団と一人戦う。

## 『ブラックライトニング』を中心に登場

### ピアース家
ジェファーソン・ピアース / ブラックライトニング
【出身】ブラックライトニングのユニバース（CoIE前）、アース・プライム（CoIE後）
【初出】『ブラックライトニング』シーズン1
【演者】クレス・ウィリアムズ
【吹替】乃村健次
『ブラックライトニング』の主人公。フリーランドのヒーロー。幼い頃に得た電気を操る能力で戦う。普段は二人の娘を持つ父親であり、高校教師である。

アニッサ・ピアース / サンダー / ブラック・バード
【出身】ブラックライトニングのユニバース（CoIE前）、アース・プライム（CoIE後）
【初出】『ブラックライトニング』シーズン1
【演者】ナフェッサ・ウィリアムズ
【吹替】吉田麻実
ジェファーソンとリンの娘で、ジェニファーの姉。独自の呼吸法によって身体の密度を操作し、銃弾をも弾く耐久力や怪力を発揮できる。
ジェニファー・ピアース / ライトニング
【出身】ブラックライトニングのユニバース
【初出】『ブラックライトニング』シーズン1
【演者】チャイナ・アン・マクレーン
【吹替】槙乃萌美
ジェファーソンとリンの娘で、アニッサの妹。電気を生成する能力を持つ。

リン・スチュワート
【出身】ブラックライトニングのユニバース（CoIE前）、アース・プライム（CoIE後）
【初出】『ブラックライトニング』シーズン1
【演者】クリスティーン・アダムス
【吹替】藤貴子
ジェファーソンの元妻で、アニッサとジェニファーの母親。優秀な神経学者である。
兄弟がおり、名前をジョン・スチュワートという。

ピーター・ギャンビ
【出身】ブラックライトニングのユニバース（CoIE前）、アース・プライム（CoIE後）
【初出】『ブラックライトニング』シーズン1
【演者】ジェームズ・レマー
【吹替】中根徹
ジェファーソンの育ての親。政府機関 A.S.A.の元メンバーであり、優れた科学技術や戦闘技能を持つ。仕立て屋を営む傍ら、装備開発や諜報などでブラックライトニングの活動を支援する。

### The 100
トビアス・ホエール
【出身】ブラックライトニングのユニバース（CoIE前）、アース・プライム（CoIE後）
【初出】『ブラックライトニング』シーズン1
【演者】マーヴィン・“クロンドン”・ジョーンズ3世
【吹替】間宮康弘
フリーランドで活動するギャング「The 100」のリーダー。ジェファーソンにとって父の仇であり、長年の宿敵である。

カリル・ペイン / ペインキラー
【出身】ブラックライトニングのユニバース（CoIE前）、アース・プライム（CoIE後）
【初出】『ブラックライトニング』シーズン1
【演者】ジョーダン・キャロウェイ
ジェニファーの恋人。流れ弾に当たって半身不随となった身体をトビアス・ホエールに治して貰う代わりに、The 100に加わる。治療の副作用によって血液に毒性があり、これを武器として用いる。

### 『ブラックライトニング』で登場したその他の人物
グレース・チョイ / ワイルド
【出身】ブラックライトニングのユニバース（CoIE前）、アース・プライム（CoIE後）
【初出】『ブラックライトニング』シーズン1
【演者】シャンタル・トゥイ
別の人間や別の生物に変身する能力を持つ女性。アニッサと愛を深める。

## 『BATWOMAN/バットウーマン』を中心に登場

### バットチーム
ケイト・ケイン / バットウーマン
【出身】アース1
【初出】クロスオーバー・イベント『エルスワールド』
【演者】ルビー・ローズ（シーズン1）、ウォリス・デイ（シーズン2～）
【吹替】沢城みゆき
『BATWOMAN/バットウーマン』のシーズン1の主人公。
失踪したブルース・ウェインの従妹。ブルースが使っていたバットマンの装備品を引き継ぐ。
シーズン2で乗っていた飛行機が墜落し、生死不明となる。

ライアン・ワイルダー / バットウーマン
【出身】アース・プライム
【初出】『BATWOMAN/バットウーマン』シーズン2
【演者】ジャヴィシア・レスリー
『BATWOMAN/バットウーマン』のシーズン2以降の主人公。
養母をワンダーランド・ギャングによって殺され、ホームレスとして生活していたが、偶然ケイトのバットスーツを入手したことで、新たなバットウーマンとなった。

ルーク・フォックス / バットウィング
【出身】アース1（CoIE前）、アース・プライム（CoIE後）
【初出】『BATWOMAN/バットウーマン』シーズン1
【演者】キャムラス・ジョンソン
バットマンの装備を作っていたルーシャス・フォックスの息子。自身も優秀な技術者で、バットマンの協力をしていたことがあり、バットウーマンの活動も支援する。表向きはウェイン・セキュリティで働いている。
シーズン2の終盤からパワードスーツを身にまとい、自身もヒーロー「バットウィング」となった。

メアリー・ハミルトン / ポイズン・アイビー
【出身】アース1（CoIE前）、アース・プライム（CoIE後）
【初出】『BATWOMAN/バットウーマン』シーズン1
【演者】ニコール・カン
ケイトの義妹。医学生で、貧しい人々の為に闇医者をしている。
シーズン3でパメラ・アイズリーの力を手に入れ、二代目ポイズン・アイビー（通称：ポイズン・メアリー）となる。

ブルース・ウェイン / バットマン
【出身】アース1（CoIE前）、アース・プライム（CoIE後）
【演者】ウォーレン・クリスティー
ゴッサム・シティの元守護者。2015年頃から失踪している。ジョーカーを殺害したとされる。
アース・プライム
旧アース38のドッペルゲンガーと設定が融合。スーパーマンの友人である。

### クロウズ・セキュリティ
ゴッサム・シティの民間警備会社。
ソフィー・ムーア
【出身】アース1（CoIE前）、アース・プライム（CoIE後）
【初出】『BATWOMAN/バットウーマン』シーズン1
【演者】ミーガン・タンディ
クロウズの一員。ケイトの元恋人。紆余曲折を経て、ライアンと惹かれ合っていく。

ジェイコブ・ケイン
【出身】アース1（CoIE前）、アース・プライム（CoIE後）
【初出】『BATWOMAN/バットウーマン』シーズン1
【演者】ダグレイ・スコット
ケイト・ケインとベス・ケインの実父。メアリー・ハミルトンの継父。クロウズの設立者にして司令官。

### ワンダーランドギャング
ベス・ケイン / アリス
【出身】アース1（CoIE前）、アース・プライム（CoIE後）
【初出】『BATWOMAN/バットウーマン』シーズン1
【演者】レイチェル・スカーステン
幼い頃にジョーカーに襲撃され、死んだと思われていたケイトの双子の妹。「ワンダーランドギャング」のリーダー。

ジョナサン・カートライト / マウス
【出身】アース1（CoIE前）、アース・プライム（CoIE後）
【初出】『BATWOMAN/バットウーマン』シーズン1
【演者】サム・リトルフィールド
「ワンダーランドギャング」の副官。 ジョーカーの襲撃から生き延びていたベスを誘拐したオーガスト・カートライトの息子。虐待的なオーガストの下で共に育ったベスとは兄弟同然の間柄。
老若男女問わず人の声を模倣する特技を持ち、これにアリスの作る精巧な人間の顔のマスクを合わせることで、誰にでも成りすますことができる。

### フォルス・フェイス・ソサエティ
ローマン・シオニス / ブラックマスク
【出身】アース・プライム
【初出】『BATWOMAN/バットウーマン』シーズン2
【演者】ピーター・アウターブリッジ
犯罪組織「フォルス・フェイス・ソサエティ」のリーダー。表向きはヤヌスコスメティックの社長であり、過去に娘のキルケ(原作では秘書)を喪っている。

### ジェット家
ジェイダ・ジェット
【出身】アース・プライム
【初出】『BATWOMAN/バットウーマン』シーズン3
【演者】ロビン・ギヴンズ
ライアンの実母。

マーキス・ジェット
【出身】アース・プライム
【初出】『BATWOMAN/バットウーマン』シーズン3
【演者】ニック・クリーガン
ライアンの異父兄。幼少期に乗っていたスクールバスをハイジャックしたジョーカーにジョイブザーを押し当てられて脳を損傷し、狂気に蝕まれた。ライアンにとってのジョーカーと化す。

### バットマンの宿敵
パメラ・アイズリー / ポイズン・アイビー
【出身】アース・プライム
【初出】『BATWOMAN/バットウーマン』シーズン3
【演者】ブリジット・リーガン
植物を操るメタヒューマンであるエコテロリスト。

ビクター・ザーズ
【出身】アース・プライム
【初出】『BATWOMAN/バットウーマン』シーズン2
【演者】アレックス・モルフ
殺した人数を自分の体に傷をつけることで集計している暗殺者。

### 『BATWOMAN/バットウーマン』で登場したその他の人物

#### 『BATWOMAN/バットウーマン』シーズン1で登場
キャサリン・ハミルトン＝ケイン
【出身】アース1（CoIE前）、アース・プライム（CoIE後）
【初出】『BATWOMAN/バットウーマン』シーズン1
【演者】エリザベス・アンワイス
メアリー・ハミルトンの実母。ジェイコブ・ケインの再婚相手で、ケイト・ケインの継母。ハミルトン・ダイナミクスのCEO。

トミー・エリオット / ハッシュ
【出身】アース1（CoIE前）、アース・プライム（CoIE後）
【初出】『BATWOMAN/バットウーマン』シーズン1
【演者】ガブリエル・マン
ブルースの幼馴染みの事業家。ブルースに異常に執着している。

マーゴット / マグパイ
【出身】アース1（CoIE前）、アース・プライム（CoIE後）
【初出】『BATWOMAN/バットウーマン』シーズン1
宝石を狙う身体能力が高い怪盗。盗んだ物のを起爆式の贋作と置き換える手口を使う。

#### 『BATWOMAN/バットウーマン』シーズン2で登場
アーサー・ブラウン / クルーマスター
【出身】アース・プライム
【初出】『BATWOMAN/バットウーマン』シーズン2
【演者】リック・ミラー
リドラーに酷似した犯罪を行うが、自分の方がリドラーより優れていると思い込んでいる悪党。

イワン・ブレイク / ウルフスパイダー
【出身】アース・プライム
【初出】『BATWOMAN/バットウーマン』シーズン2
表向きは学芸員だが、裏では美術品を狙う怪盗。パルクールを使う。

## 『スーパーマン＆ロイス』を中心に登場

### スーパーマンとロイスとケント兄弟
クラーク・ケント Clark Kent / カル＝エル Kal-El / スーパーマン Superman / マン・オブ・スティール Man of Steel
【出身】スーパーマン＆ロイスのユニバース
【初出】『スーパーマン＆ロイス』シーズン1
【演者】タイラー・ヘックリン
【吹替】玉木雅士
『スーパーマン＆ロイス』の主人公。クリプトンの生き残り。
黄色恒星の下では怪力や飛行、銃弾をも弾く肉体、透視、目から放射する熱線、物体を凍結させる吐息などの能力を発揮する。

スーパーマン＆ロイス〈シーズン1〉
デイリー・プラネットを解雇される。

ロイス・レイン Lois Lane
【出身】スーパーマン＆ロイスのユニバース
【初出】『スーパーマン＆ロイス』シーズン1
【演者】エリザベス・トゥロック
【吹替】加藤忍
『スーパーマン＆ロイス』の主人公。敏腕記者。
ジョナサンとジョーダンが幼い頃に娘を流産している。娘には祖母の名に因んで「ナタリー」と名付ける予定だった。
原案は、DCコミックスのロイス・レイン。

スーパーマン＆ロイス〈シーズン1〉
デイリー・プラネットを退社し、スモールビルの地元紙「スモールビル・ガゼット」の記者に転職する。

ジョナサン・ケント Jonathan Kent
【出身】スーパーマン＆ロイスのユニバース
【初出】『スーパーマン＆ロイス』シーズン1
【演者】ジョーダン・エルサス（シーズン1～2）、マイケル・ビショップ（シーズン3～）
【吹替】野津山幸宏
クラークとロイスの息子。ジョーダンの双子の兄弟。
社交的な性格で、フットボールをやっている。
名前の由来は、クラークの養父「ジョナサン・ケント」。

ジョーダン・ケント Jordan Kent
【出身】スーパーマン＆ロイスのユニバース
【初出】『スーパーマン＆ロイス』シーズン1
【演者】アレックス・ガーフィン
【吹替】畠山航輔
クラークとロイスの息子。ジョナサンの双子の兄弟。
社会不安障害で困難な日々を送る中、父から受け継いだ超能力に目覚める。
名前の由来は、クラークの実父「ジョー＝エル（Jor-El）」。余談だが、クラークはコミック『Whatever Happened to the Man of Tomorrow?』で「ジョーダン・エリオット（Jordan Elliot ）」という偽名を名乗っている。

### エル家
ジョー＝エル Jor-El
【出身】スーパーマン＆ロイスのユニバース
【初出】『スーパーマン＆ロイス』シーズン1
クラーク・ケントの実父。

ラーラ・ロー＝ヴァン Lara Lor-Van
【出身】スーパーマン＆ロイスのユニバース
【初出】『スーパーマン＆ロイス』シーズン1
クラーク・ケントの実母。

### ケント家
ジョナサン・ケント・シニア Jonathan Kent Sr. 
【出身】スーパーマン＆ロイスのユニバース
【初出】『スーパーマン＆ロイス』シーズン1
クラーク・ケントの養父。

マーサ・ケント Martha Kent
【出身】スーパーマン＆ロイスのユニバース
【初出】『スーパーマン＆ロイス』シーズン1
クラーク・ケントの養母。

### レイン家
サム・レイン Sam Lane
【出身】スーパーマン＆ロイスのユニバース
【初出】『スーパーマン＆ロイス』シーズン1
【演者】ディラン・ウォルシュ
【吹替】木下浩之
ロイス・レインの父。軍人。スーパーマンがクラークであることを知っており、協力関係にある。

ルーシー・レイン Lucy Lane
【出身】スーパーマン＆ロイスのユニバース
【初出】『スーパーマン＆ロイス』シーズン2
【演者】ジェナ・ディーワン
ロイス・レインの妹。ロイスとの仲は悪い。カルト教団「インバース・ソサエティ」と関わりがある。

### クッシング家
ラナ・ラング＝クッシング Lana Lang-Cushing
【出身】スーパーマン＆ロイスのユニバース
【初出】『スーパーマン＆ロイス』シーズン1
【演者】エマニュエル・シュリーキー
【吹替】進藤尚美
クラークの幼馴染で、元恋人。現在はカイル・クッシングと結婚しており、子供がいる。しかし、カイルとの関係は上手くいっていない。

カイル・クッシング Kyle Cushing
【出身】スーパーマン＆ロイスのユニバース
【初出】『スーパーマン＆ロイス』シーズン1
【演者】エリック・バルデス
【吹替】勝杏里
ラナの夫。スモールビルの消防署長。人間的な問題を抱えており、アルコールに依存している。

サラ・クッシング Sarah Cushing
【出身】スーパーマン＆ロイスのユニバース
【初出】『スーパーマン＆ロイス』シーズン1
【演者】インディ・ナヴァレッテ
【吹替】川勝未来
ラナとカイルの子供。ジョーダンと心を通わせる。

ソフィー・クッシング Sophie Cushing
【出身】スーパーマン＆ロイスのユニバース
【初出】『スーパーマン＆ロイス』シーズン1
【演者】ジョセリン・ピカード
ラナとカイルの子供。サラの妹。

### ストレンジャーのユニバースの人間
クライシスで滅びたジョン・ヘンリー・アイアンズの故郷の世界の人間。
ジョン・ヘンリー・アイアンズ John Henry Irons / ストレンジャー Stranger / キャプテン・ルーサー Captain Luthor / マーカス・ブリッジウォーター Marcus Bridgewater / ヘンリー・ジョンソン Henry Johnson
【出身】ストレンジャーのユニバース
【初出】『スーパーマン＆ロイス』シーズン1
【演者】ウォレ・パークス
【吹替】遠藤大智
漆黒のスーパーマンと敵対関係にあった男。鋼鉄のパワードスーツと運動エネルギーを破壊力に変えるハンマーを武器とする。
スーパーマン＆ロイスのユニバースには、漆黒のスーパーマンとの戦いの最中にクライシスが発生したことで偶然流れ着いた。
なお、スーパーマン＆ロイスのユニバースにおけるジョン・ヘンリー・アイアンズは、2015年に亡くなっている。
原案は、DCコミックスのスティール。

スーパーマン＆ロイス〈シーズン1〉
スーパーマン＆ロイスのユニバースのスーパーマンのことも危険視し、倒そうとする。その過程でロイスに近づいた際、「マーカス・ブリッジウォーター」を偽名として用いる。また、サポートA.I.のユーザーを本来のユーザーであるレックス・ルーサーに設定したままであった為、サポートA.I.からは「キャプテン・ルーサー」と呼ばれる。

ナタリー・レイン・アイアンズ Natalie Lane Irons
【出身】ストレンジャーのユニバース
【初出】『スーパーマン＆ロイス』シーズン1
【演者】テイラー・バック
ジョン・ヘンリー・アイアンズと彼のアースのロイス・レインの娘。

ロイス・レイン Lois Lane
【出身】ストレンジャーのユニバース
【初出】『スーパーマン＆ロイス』シーズン1
【演者】エリザベス・トゥロック
【吹替】加藤忍
ジョン・ヘンリー・アイアンズの妻。黒いスーツのスーパーマンに殺害された。

カル＝エル Kal-El / スーパーマン Superman
【出身】ストレンジャーのユニバース
【初出】『スーパーマン＆ロイス』シーズン1
【演者】タイラー・ヘックリン
【吹替】玉木雅士
人々を蹂躙する、漆黒のスーツを纏ったスーパーマン。元々はスーパーヒーローだったが、人類に愛想を尽かし、異父兄と手を組んだ。
クライシスで消滅する間際、打倒スーパーヒーローを企むマゴッグによってアース・プライムに連れて来られる。

### 『スーパーマン＆ロイス』で登場したその他の人物
タル＝ロー Tal-Rho / モーガン・エッジ Morgan Edge
【出身】スーパーマン＆ロイスのユニバース
【初出】『スーパーマン＆ロイス』シーズン1
【演者】アダム・レイナー
【吹替】山内健嗣
クリプトン人の生き残りで、クラークの異父兄。

スーパーマン＆ロイス〈シーズン1〉
クリプトン人であることを隠し、地球人の大物事業家「モーガン・エッジ」として活動しながら、クリプトン再興の為に暗躍する。シーズン序盤ではデイリー・プラネットを買収、リストラを行ない、クラークを解雇した。その後、Xクリプトナイトの眠るスモールビルの炭鉱に手を伸ばす。

ジョン・ディグル John Diggle
【出身】スーパーマン＆ロイスのユニバース
【初出】『スーパーマン＆ロイス』シーズン1
【演者】デヴィッド・ラムゼイ
【吹替】三宅健太
国防機関「A.R.U.G.U.S.」のメンバー。

## 『VIXEN/ビクセン』で登場
マリ・マッケイブ Mari McCabe / ビクセン Vixen
【出身】アース1（CoIE前）
【初出】『VIXEN/ビクセン』
【演者】メガリン・エキカンウォーク
『VIXEN/ビクセン』の主人公。動物の能力を身に纏える魔法のアイテム「命のトーテム」（別称：アナンシのトーテム）の継承者。赤ん坊の頃に孤児院に預けられ、チャック・マッケイブとパティ・マッケイブの養子となった為、実の家族のことを知らずに育った。

アロー〈シーズン4〉 第15話
チーム・アローに助力する。

クアサ Kuasa
【出身】アース1（CoIE前）
【初出】『VIXEN/ビクセン』
【演者】アニカ・ノニ・ローズ（『VIXEN/ビクセン』）、トレイシー・イフェアチョア（『レジェンド・オブ・トゥモロー』）
マリの生き別れの姉。アフリカの「ザンベジ村」の出身。目の前で家族もろともザンベジ村の住人を殺された悲劇的な過去を持つ。マリとは敵対するが、必ずしも悪人というわけではない。

ビクセン
マリと「命のトーテム」を巡って戦い、敗北する。後に故郷を滅ぼしたエシューを倒すべくマリと手を組み、「水のトーテム」を入手するも、エシューに殺害される。
レジェンド・オブ・トゥモロー〈シーズン3〉
時の悪魔 マラスの力で復活。水のトーテムと一体化している。

べナトゥ・エシュー Benatu Eshu
【出身】アース1（CoIE前）
【初出】『VIXEN/ビクセン』
ザンベジ村を滅ぼしたアフリカの軍人。「火のトーテム」を手に入れる。

## 『クライシス・オン・アースX』及び『フリーダム・ファイターズ：ザ・レイ』で登場

### ナチス
オリバー Oliver / ダークアロー Dark Arrow
【出身】アースX（CoIE前）
【初出】クロスオーバー・イベント『クライシス・オン・アースX』
【演者】スティーヴン・アメル
【吹替】日野聡
アースXのオリバー・クイーン。ナチスの総統で、オーバーガールの夫。サディスティックで冷酷無比なファシスト。無神論者。妻の病を治すため、スーパーガールの心臓を狙う。

カーラ Kara / オーバーガール Overgirl
【出身】アースX（CoIE前）
【初出】クロスオーバー・イベント『クライシス・オン・アースX』
【演者】メリッサ・ベノイスト
【吹替】小松未可子
アースXのカーラ・ゾー＝エル。ナチスの将軍で、ダークアローの妻。太陽に近づきすぎた事で太陽放射線中毒に陥って体内エネルギーが不安定になっており、心臓に不治の病を抱えると同時に超新星爆発の危険を伴っている。
自身の義姉を殺害し、そのことを引き合いに出してアレックスを嘲笑するなど性格はスーパーガールと対照的に陰湿で残忍。自身の延命のためスーパーガールの心臓を狙う。

ブリッツクリーグ Blitzkrieg
【出身】アースX（CoIE前）
【初出】『フリーダム・ファイターズ：ザ・レイ』
アースXのフラッシュ。武器として短剣を所持している。
マーク・グッゲンハイムは当初｢ブリッツグリーグはアースXのバリー・アレンである｣としていたが、『フリーダム・ファイターズ：ザ・レイ』の制作インタビュー時にはこの設定が変更されたため、正体、本名共に不詳のままである。

### フリーダム・ファイターズ
レイ・テリル Ray Terrill / レイ The Ray
【出身】アース1（CoIE前）、アース・プライム（CoIE後）
【初出】クロスオーバー・イベント『クライシス・オン・アースX』
【演者】ラッセル・トーヴィー
フリーダム・ファイターズの一員。光のパワーを自在に操るメタヒューマンで、光線や飛行など多彩な技を行使する。出身はアース1。レオとは恋人関係にある。本名とヒーロー名が同じなのをカーティス・ホルトにツッコまれる。

レオ・スナート Leo Snart / シチズン・コールド Citizen Cold
【出身】アースX（CoIE前）
【初出】クロスオーバー・イベント『クライシス・オン・アースX』
【演者】ウェントワース・ミラー
【吹替】東地宏樹
アースXのレナード・スナート。フリーダム・ファイターズの一員としてナチスと戦っている。犯罪者のレナードと違い、法を遵守する根っからの善人。今までの戦いで散った仲間の数を覚え決して忘れないと心に決めている。同性愛者でレイとは恋人関係。後に結婚する。

レジェンド・オブ・トゥモロー〈シーズン3〉
マーティン・シュタインを亡くしたばかりのレジェンズを気遣い、しばらく滞在する。ミックに禁酒を促すが、失敗に終わる。
フラッシュ〈シーズン4〉
アース1に来たサイレンXを倒すべく、チーム・フラッシュと協力する。

## 『エルスワールド』及び『クライシス・オン・インフィニット・アース』で登場
クロスオーバー・イベント『エルスワールド』とそれに続くクロスオーバー・イベント『クライシス・オン・インフィニット・アース』では、アローバース以外の作品の登場人物も元の作品と同じ役者で多数登場した。

### モニターとアンチモニター
マー・ノヴ Mar Novu / モニター Monitor
【初出】クロスオーバー・イベント『エルスワールド』
【演者】ラモニカ・ギャレット
マルチバースの神の如き存在。来たる｢クライシス｣に備えるべく様々なアースに試練を課す。試練に不合格だったアース90を破壊した後、アース1に現れてジョン・ディーガンに運命の書を与える。

モービウス Mobius / アンチモニター Anti-Monitor
【初出】クロスオーバー・イベント『クライシス・オン・インフィニット・アース』
【演者】ラモニカ・ギャレット
アンチマター・ユニバースに生まれたモニターのドッペルゲンガー。マルチバースを破壊する「クライシス」をもたらす存在。

### パラゴンズ
ライアン・チョイ Ryan Choi / アトム Atom
【出身】アース1
【初出】クロスオーバー・イベント『クライシス・オン・インフィニット・アース』
【演者】オスリック・チャウ
アイビー大学の物理学教授。人間性のパラゴン。レイ・パーマーを尊敬している。
リバース・フラッシュポイントでは、新たなアトムとなっていた。
原案は、DCコミックスのキャラクター「ライアン・チョイ／アトム」。
ライアン・チョイを演じるオスリック・チャウは、2014年頃にThe CWにライアン・チョイを主役とするテレビシリーズの企画を自ら持ち込んだことがある人物。なお、この企画はThe CWで既にライアン・チョイの先代アトムであるレイ・パーマーの企画が動いていた為に駄目だったという。

クラーク・ケント Clark Kent / スーパーマン Superman
【出身】アース96（CoIE前）、アース96（CoIE後）
【初出】クロスオーバー・イベント『クライシス・オン・インフィニット・アース』
【演者】ブランドン・ラウス
【吹替】杉田智和
実写映画『スーパーマン リターンズ』の登場人物。真実のパラゴン。アース96のクラーク・ケントだが、外見はアース1のレイ・パーマーと瓜二つ（ただし、筋肉はレイ以上にある）。

バリー・アレン
　→ #バリー・アレン

カーラ・ゾー＝エル
→ #カーラ・ゾー＝エル

ジョン・ジョーンズ
→ #ジョン・ジョーンズ

サラ・ランス
→ #サラ・ランス

ケイト・ケイン
→ #ケイト・ケイン

レックス・ルーサー
→ #レックス・ルーサー

### 『エルスワールド』で登場したその他の人物
ロイス・レイン Lois Lane
【出身】アース38（CoIE前）、アース・プライム（CoIE後）
【初出】クロスオーバー・イベント『エルスワールド』
【演者】エリザベス・トゥロック
【吹替】加藤忍
デイリー・プラネットの敏腕記者。クラークの最愛の人。
原案は、DCコミックスのロイス・レイン。

ジョン・ディーガン John Deegan
【出身】アース1（CoIE前）
【初出】クロスオーバー・イベント『エルスワールド』
【吹替】平田広明
モニターに運命の書を与えられたアーカム・アサイラムの精神科医。秘密裏に囚人を人体実験に使うなど過激な手段に手を染め、マッドサイエンティストと称される。超人的な力に固執しており、徐々に運命の書の力に溺れ暴走してゆく。
原案は、DCコミックスのジョン・ディー／ドクター・デスティニー。

アマゾ A.M.A.Z.O
【出身】アース1（CoIE前）
【初出】クロスオーバー・イベント『エルスワールド』
　アイヴォ・ラボが製造したアンドロイド。正式名称は「対メタヒューマン適応型動的有機体（The Anti-Metahuman Adaptive Zootomic Organism）」。スキャンした対象の能力を複製することができ（これは同時に弱点も複製する）、劇中ではグリーンアロー、フラッシュ、キラーフロスト、エロンゲイテッドマン、スーパーマン、スーパーガールの能力を複製した。

バリー・アレン Barry Allen / フラッシュ The Flash
【出身】アース90（CoIE前）
【初出】クロスオーバー・イベント『エルスワールド』
【演者】ジョン・ウェズリー・シップ
【吹替】江原正士
『超音速ヒーロー ザ・フラッシュ』の主人公。30年近くフラッシュとして活躍している。

### 『クライシス・オン・インフィニット・アース』で登場したその他の人物
ミック・ロリー Mick Rory
【出身】アース74（CoIE前）
【初出】クロスオーバー・イベント『クライシス・オン・インフィニット・アース』
【演者】ドミニク・パーセル
【吹替】江川央生
レジェンズが解散した世界のミック・ロリー。使われなくなったウェーブ・ライダーをねぐらとしている。

ジェイソン・トッド / ロビン
【出身】アース9
【初出】クロスオーバー・イベント『クライシス・オン・インフィニット・アース』
【演者】カラン・ウォルターズ
実写テレビシリーズ『タイタンズ』の登場人物。バットマンの相棒。

ハンク・ホール / ホーク
【出身】アース9
【初出】クロスオーバー・イベント『クライシス・オン・インフィニット・アース』
【演者】アラン・リッチソン
　実写テレビシリーズ『タイタンズ』の登場人物。ヒーローチーム〈タイタンズ〉のメンバー。

ジョナ・ヘックス Jonah Hex
【出身】アース18（CoIE前）
【初出】クロスオーバー・イベント『クライシス・オン・インフィニット・アース』
【演者】ジョナサン・シェック
アース18のジョナ・ヘックス。顔に傷がない。
ディック・グレイソン
【出身】アース66（CoIE前）
【初出】クロスオーバー・イベント『クライシス・オン・インフィニット・アース』
【演者】バート・ウォード
実写テレビシリーズ『怪鳥人間バットマン』の登場人物。アース66のバットマンの相棒。

アレクサンダー・ノックス
【出身】アース89（CoIE前）
【初出】クロスオーバー・イベント『クライシス・オン・インフィニット・アース』
【演者】ロバート・ウール
実写映画『バットマン』の登場人物。

ブルース・ウェイン
【出身】アース99（CoIE前）
【初出】クロスオーバー・イベント『クライシス・オン・インフィニット・アース』
【演者】ケヴィン・コンロイ
希望を失い、暴力による正義の道を選んだ老年のブルース・ウェイン。スーパーマンを殺害した。

クラーク・ケント Clark Kent
【出身】アース167（CoIE前）
【初出】クロスオーバー・イベント『クライシス・オン・インフィニット・アース』
【演者】トム・ウェリング
実写テレビシリーズ『SMALLVILLE/ヤング・スーパーマン』の登場人物。アース167の元スーパーマン。今はクリプトン人としての能力を捨て、ただの人間になっている。

ロイス・レイン Lois Lane
【出身】アース167（CoIE前）
【初出】クロスオーバー・イベント『クライシス・オン・インフィニット・アース』
【演者】エリカ・デュランス
実写テレビシリーズ『SMALLVILLE/ヤング・スーパーマン』の登場人物。アース167のクラークの妻。

ヘレナ・カイル / ハントレス
【出身】アース203（CoIE前）
【初出】クロスオーバー・イベント『クライシス・オン・インフィニット・アース』
【演者】アシュレイ・スコット
実写テレビシリーズ『ゴッサム・シティ・エンジェル』の登場人物。アース203のゴッサム・シティの守護者。バットマンとキャットウーマンの娘。

バーバラ・ゴードン / オラクル
【出身】アース203（CoIE前）
【初出】クロスオーバー・イベント『クライシス・オン・インフィニット・アース』
【演者】ディナ・メイヤー（声のみ）
実写テレビシリーズ『ゴッサム・シティ・エンジェル』の登場人物。アース203のゴッサム・シティの守護者。ハントレスの戦いをサポートする。

ルシファー・モーニングスター Lucifer Morningstar
【出身】アース666（CoIE前）
【初出】クロスオーバー・イベント『クライシス・オン・インフィニット・アース』
【演者】トム・エリス
【吹替】遠藤大智
　実写テレビシリーズ『LUCIFER / ルシファー』の登場人物。コンスタンティンに借りがある。

バリー・アレン
【出身】DCエクステンデッド・ユニバース（CoIE前）
【初出】クロスオーバー・イベント『クライシス・オン・インフィニット・アース』
【演者】エズラ・ミラー
【吹替】細谷佳正
DCエクステンデッド・ユニバースの登場人物。自身のアースに於いては既に赤いコスチュームのヒーローとして活動してはいたが「フラッシュ」とは名乗っておらず、アース1の自分と出会って初めて「フラッシュ」という名前を聞いた。全てのアースが消滅しているという本来ならありえない状況下でアース1の自身のドッペルゲンガーと会合する。自身に起きた現象を理解できず、バリーと会ってもそもそもドッペルゲンガーの概念すら無いため、彼のことを「自身のファンでスーツはコスプレ」だと一瞬誤解した。しかしスーツの出来栄えに感心し互いにまさぐり会うように観察を終え自己紹介をすると自身がマルチバースに関与したのでは無いかと感づき、直後に何処かへと消えていった。

## 『アース・プライム』で登場
デヴィッド・リード David Reid / マゴッグ Magog
【出身】アース・プライム
【初出】『Flesh and Mud』
ヒーローという存在そのものを否定する人物。時空を超える機能を持った杖を使い、クレイフェイスや漆黒のスーパーマンなど、様々な時代・様々なアースの存在と手を組む。